# 運動公園
運動公園（うんどうこうえん）は、都市公園の一種。
都市基幹公園に分類され、国土交通省は「都市住民全般の主として運動の用に供することを目的とする公園で都市規模に応じ1箇所当たり面積15〜75haを標準として配置する」としている。また、「都市公園法施行令」第八条によると「都市公園に設ける運動施設の敷地面積の総計は、当該都市公園の敷地面積の百分の五十をこえてはならない。」としており、運動施設周辺の公園が必ずしも都市公園の種別による運動公園ということではない。そして上記の条件では敷地面積の百分の五十をこえているものは運動場となるが、当該公園、施設の名称についての定めはない。

## 北海道地方
※「全国地方公共団体コード」参照

### 北海道
- 屯田西公園（札幌市北区）
- 農試公園（札幌市西区）
- 厚別公園（札幌市厚別区）
- 手稲稲積公園（札幌市手稲区）
- 根崎公園（函館市）[4]
- 千代台公園（函館市）[4]
- 花咲スポーツ公園（旭川市）[5]
- 東光スポーツ公園（旭川市）[5]
- 入江運動公園（室蘭市）
- 釧路大規模運動公園（釧路市）
- 東陵公園（北見市）
- 旭公園（北見市）
- 平和運動公園（夕張市）[6]
- 網走運動公園（網走市）
- 浜中運動公園（留萌市）
- 苫小牧市緑ヶ丘公園（苫小牧市）
- なまこ山総合運動公園（芦別市）
- 飛鳥山公園（江別市）
- 紋別運動公園（紋別市）
- ふどう公園（士別市）[7]
- 三笠運動公園（三笠市）
- 根室総合運動公園（根室市）
- 青空公園（千歳市）
- 石狩徳富河川緑地（航空公園）（滝川市）[8]
- 滝の川公園（滝川市）[8]
- 日の出公園（砂川市）
- 深川市総合運動公園（深川市）
- きたひろしま総合運動公園（北広島市）
- 青葉公園（石狩市）
- 北斗市運動公園（北斗市）
- 若葉公園（石狩郡当別町）[9]
- 八雲スポーツ公園（二海郡八雲町）
- 江差町運動公園（檜山郡江差町）
- 岩内運動公園（岩内郡岩内町）
- 余市運動公園（余市郡余市町）
- 晩翠工業団地運動公園（空知郡南幌町）
- 総合運動公園（上川郡鷹栖町）[10]
- 丸山公園（上川郡美瑛町）[11]
- 羽幌公園（苫前郡羽幌町）
- 北幸公園（枝幸郡枝幸町）
- 女満別運動公園（網走郡大空町）[12]
- 柏ヶ丘公園（網走郡美幌町）
- 遠軽スポーツ公園（紋別郡遠軽町）
- 滝上運動公園（紋別郡滝上町）
- 白老桜ヶ丘公園（白老郡白老町）
- かしわ公園（勇払郡厚真町）
- ときわ公園（勇払郡安平町）
- 鵡川運動公園（勇払郡むかわ町）
- 静内川右岸緑地公園（日高郡新ひだか町）[13]
- 静内川左岸緑地公園（日高郡新ひだか町）[13]
- 希望が丘運動公園（河東郡音更町）[14]
- 新得運動公園（上川郡新得町）
- 大樹中央運動公園（広尾郡大樹町）[15]
- 大樹運動公園（広尾郡大樹町）[15]
- 幕別運動公園（中川郡幕別町）
- 釧路町運動公園（釧路郡釧路町）
- 宮園公園（厚岸郡厚岸町）
- 中標津町運動公園（標津郡中標津町）

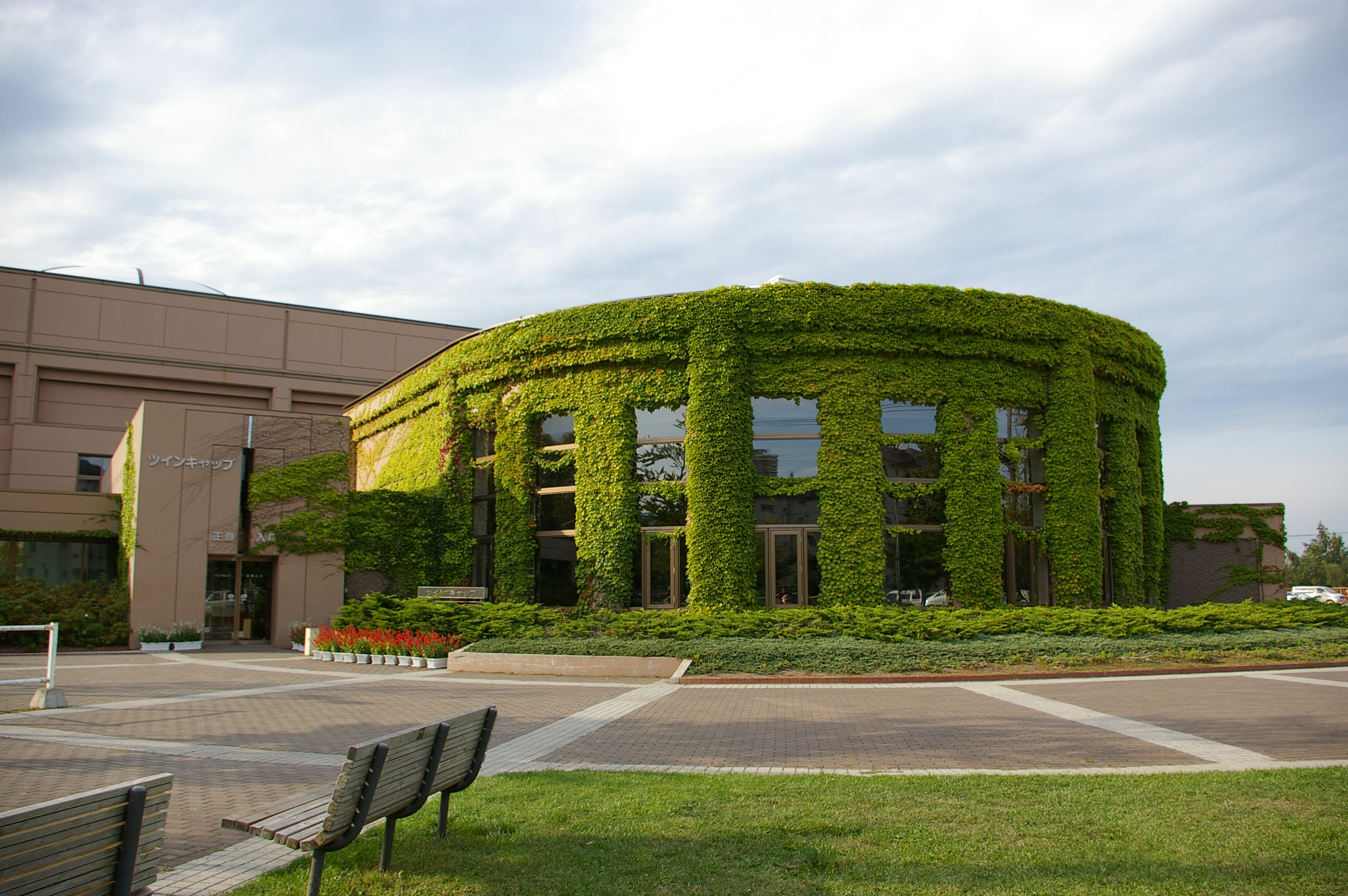
ツインキャップ（農試公園）（2006年9月）
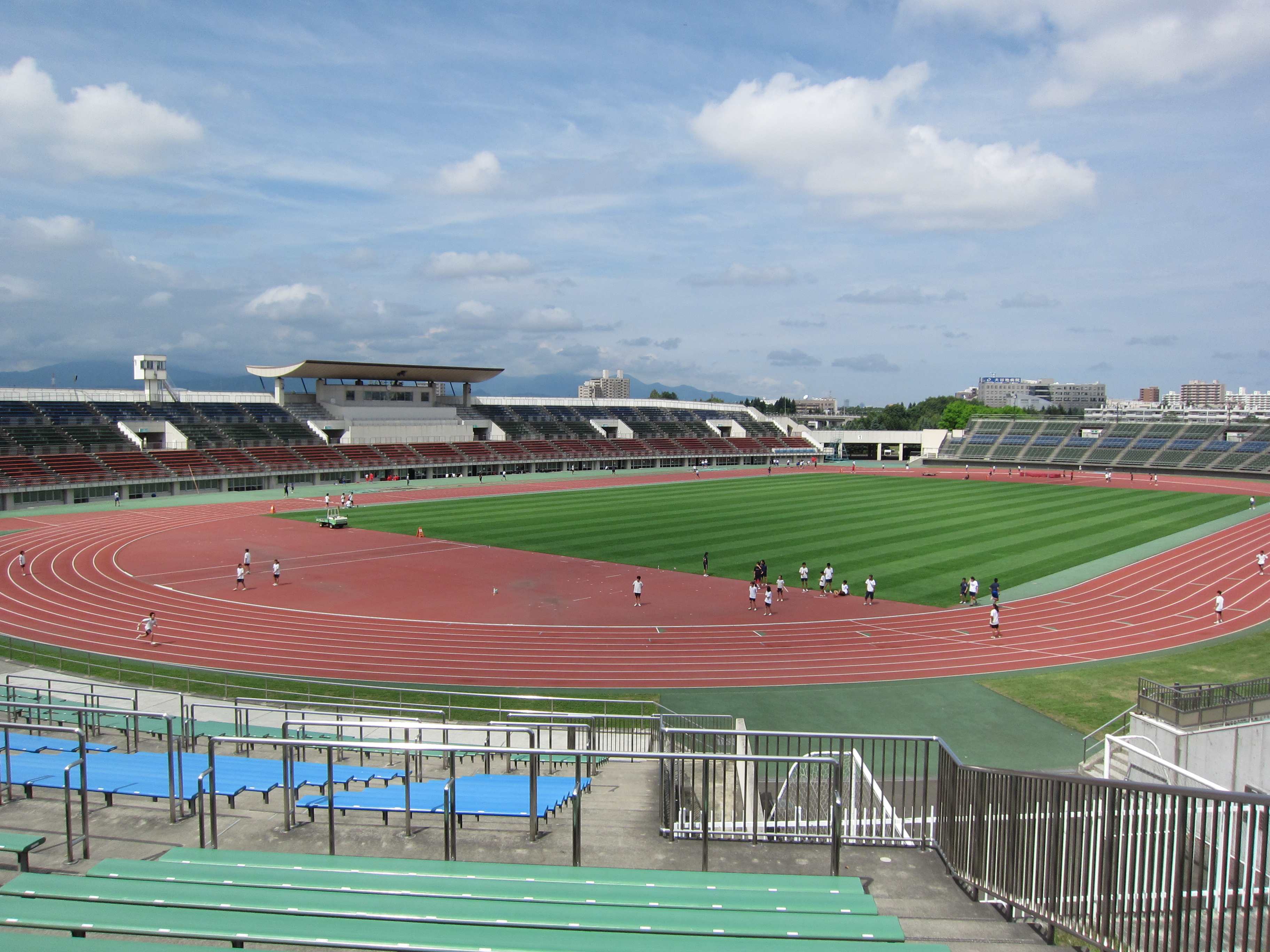
札幌厚別公園競技場（2011年8月）
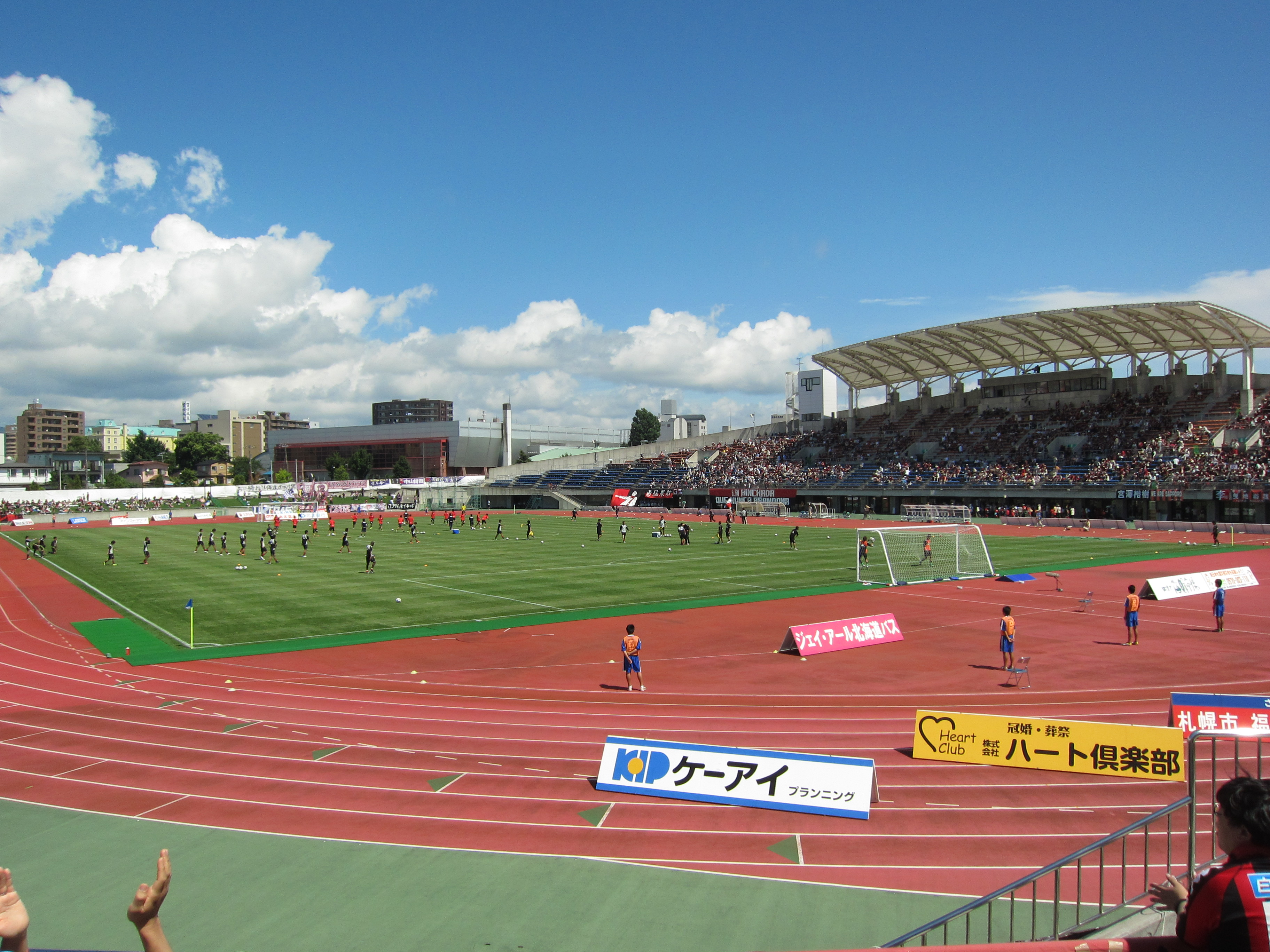
函館市千代台公園陸上競技場（2011年8月）
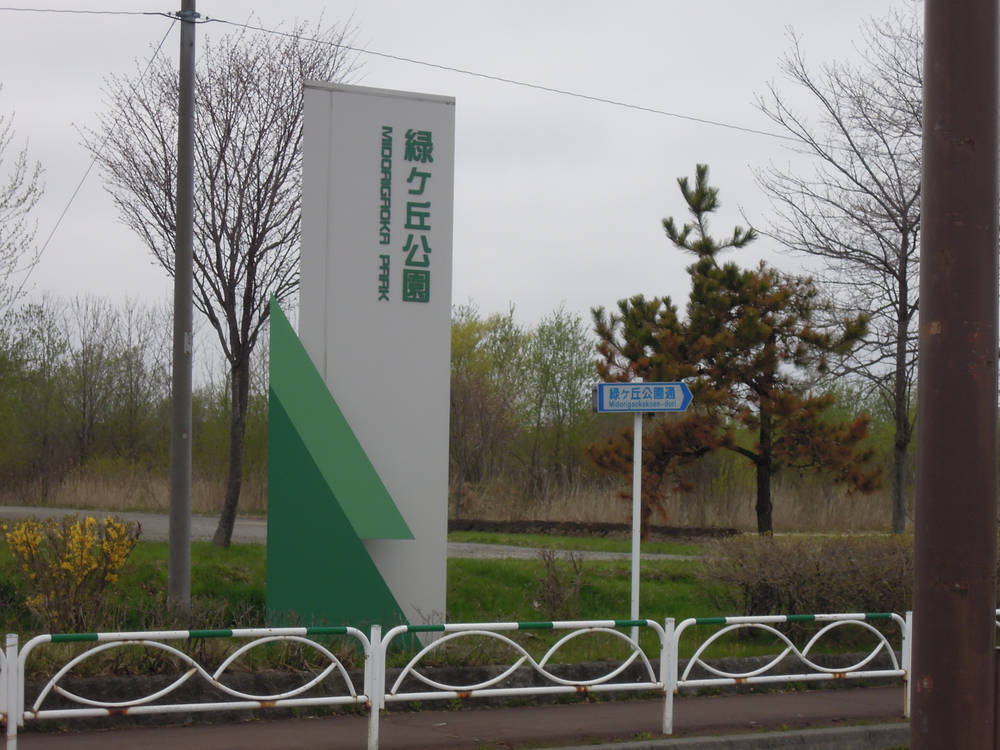
苫小牧市緑ヶ丘公園（2013年5月）

## 東北地方

### 青森県
- 青森県総合運動公園（青森市）
- 新青森県総合運動公園（青森市）
- 青森市スポーツ広場（青森市）
- 弘前市運動公園（弘前市）
- 長根公園（八戸市）
- 東運動公園（八戸市）
- 黒石運動公園（黒石市）
- 五所川原運動公園（五所川原市）
- 菊ヶ丘運動公園（五所川原市）
- 十和田市高森山総合運動公園（十和田市）
- むつ運動公園（むつ市）
- 大畑中央公園（むつ市）
- 野辺地町運動公園（上北郡野辺地町）
- 七戸町総合運動公園（上北郡七戸町）
- 大石総合運動公園（上北郡六ヶ所村）
- いちょう公園（上北郡おいらせ町）
- 五戸町ひばり野公園（三戸郡五戸町）

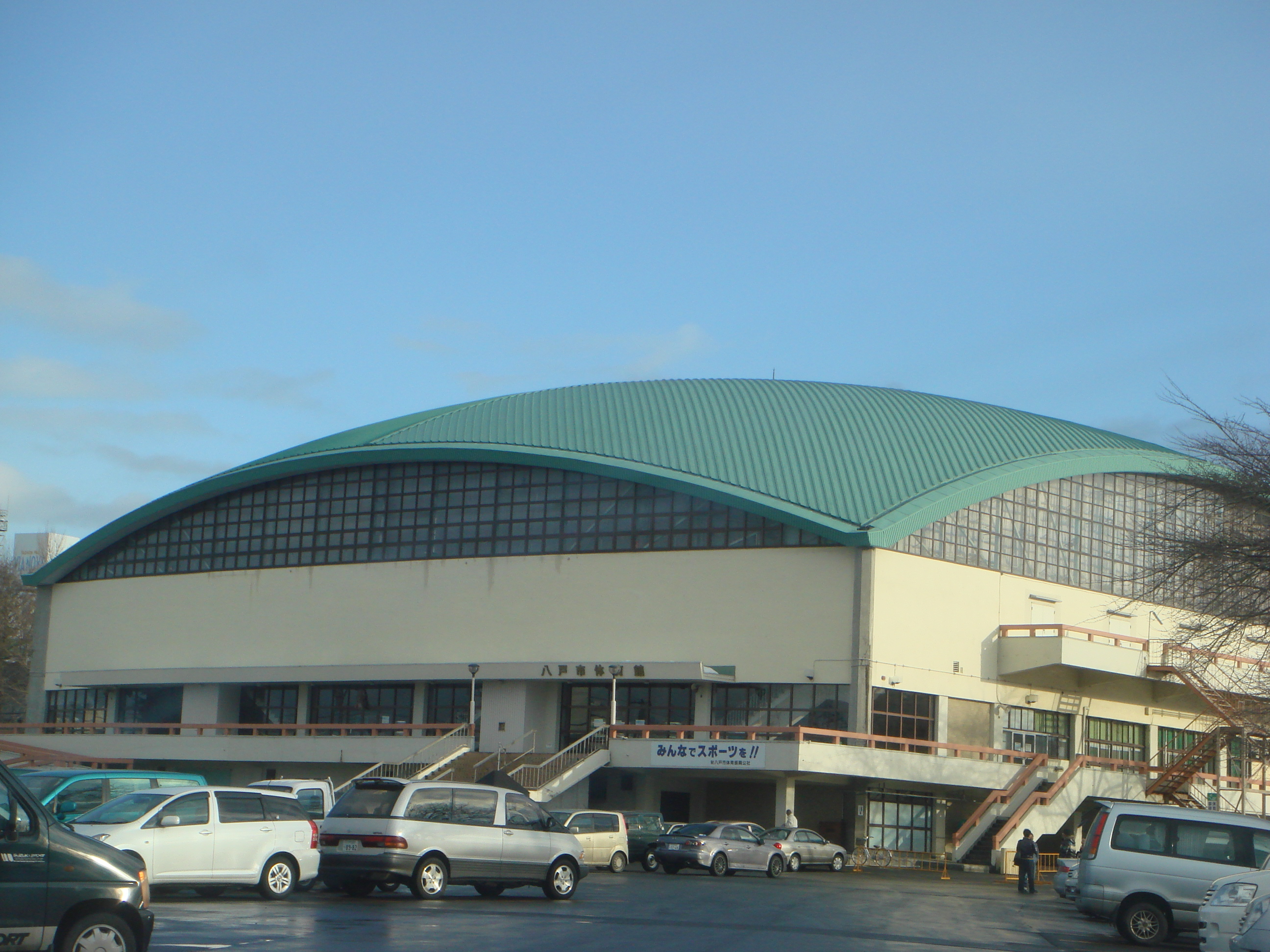
八戸市体育館（長根公園）（2009年2月）
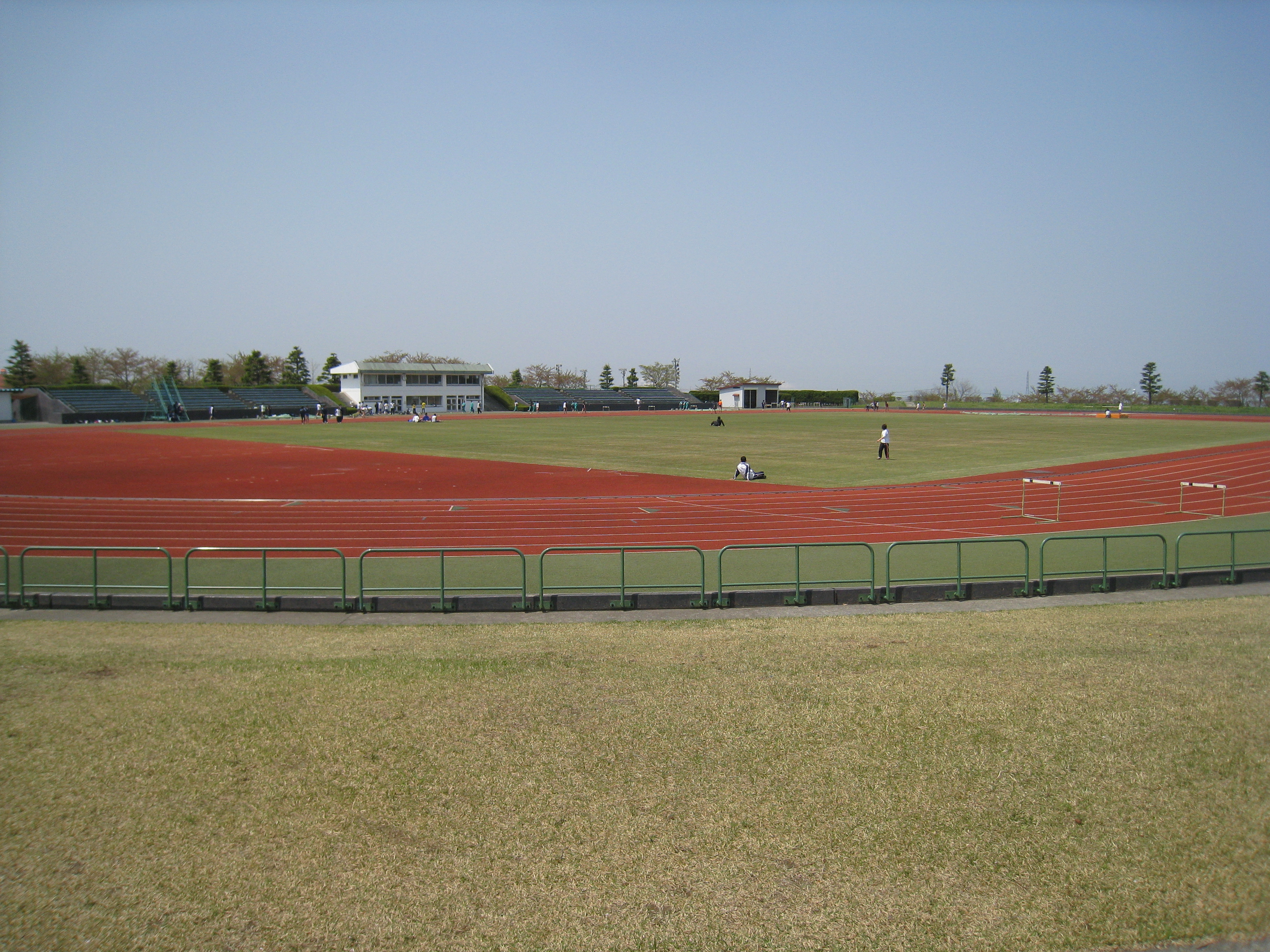
八戸市東陸上競技場（東運動公園）（2008年5月）

### 岩手県
- 岩手県営運動公園（盛岡市）
- 宮古運動公園（宮古市）
- 日居城野運動公園（花巻市）
- 岩崎城運動公園（北上市）
- 遠野運動公園（遠野市）
- 一関運動公園（一関市）
- 江刺中央運動公園（奥州市）
- 雫石総合運動公園（岩手郡雫石町）
- 紫波運動公園（紫波郡紫波町）

### 宮城県
- 宮城野原公園総合運動場（仙台市宮城野区）
- 曽波神公園（石巻市）
- 石巻市総合運動公園（石巻市）
- 追波川河川運動公園（石巻市）
- 角田中央公園（角田市）
- 蔵王町総合運動公園（刈田郡蔵王町）
- 松島運動公園（宮城郡松島町）
- 中央公園（宮城郡利府町）[16]
- 館公園（宮城郡利府町）[16]
- 万葉クリエートパーク（黒川郡大衡村）
- 女川町総合運動公園（牡鹿郡女川町）

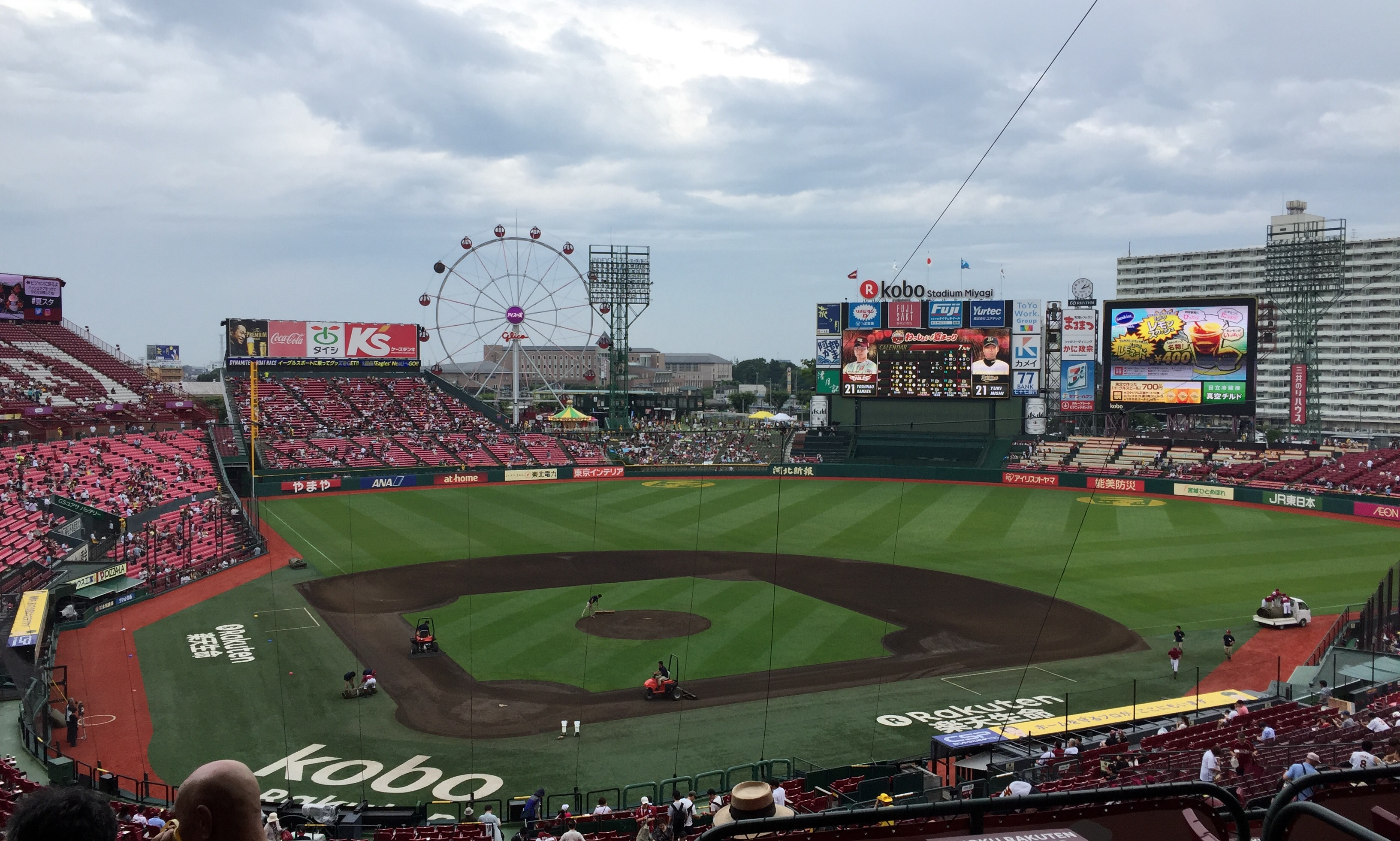
宮城球場（宮城野原公園総合運動場）（2017年7月）
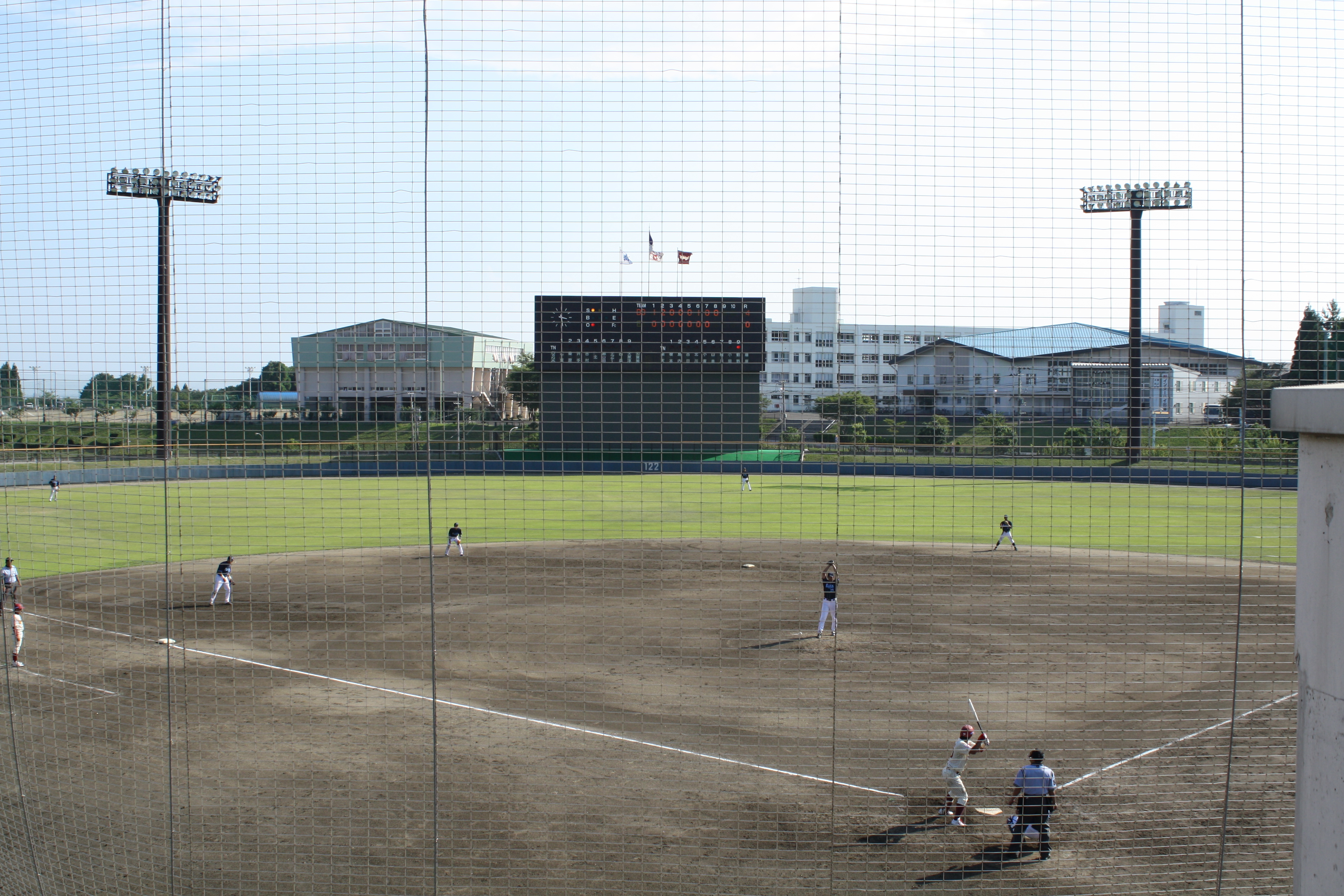
利府町中央公園野球場（2012年8月）
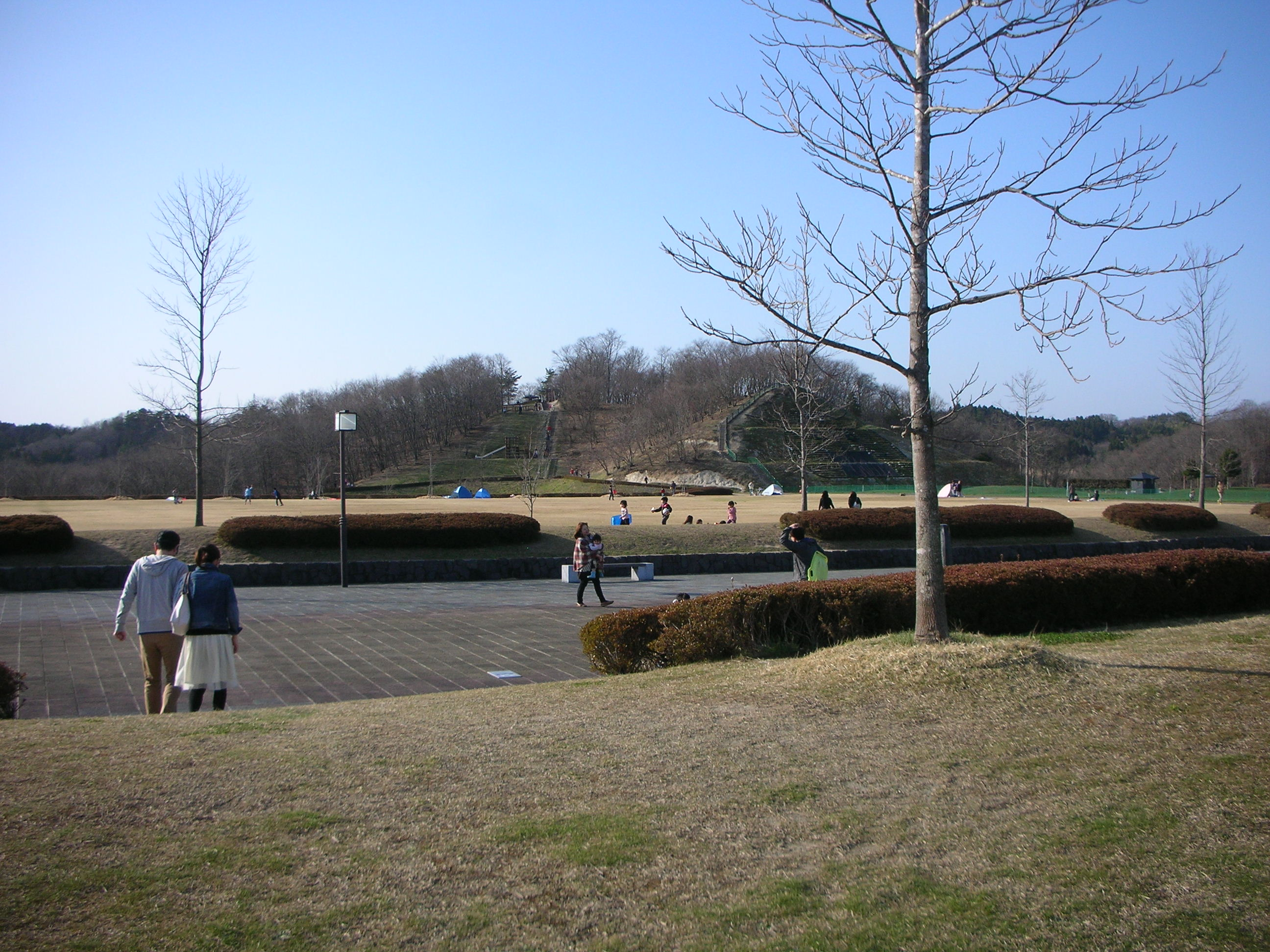
万葉クリエートパーク（2015年4月）

### 秋田県
- 八橋運動公園（秋田市）[17]
- 長根山運動公園（大館市）
- 男鹿総合運動公園（男鹿市）
- 鹿角市総合運動公園（鹿角市）
- かづのパークゴルフ公園（鹿角市）
- 本荘由利総合運動公園（由利本荘市）[18]
- 仁賀保運動公園（にかほ市）

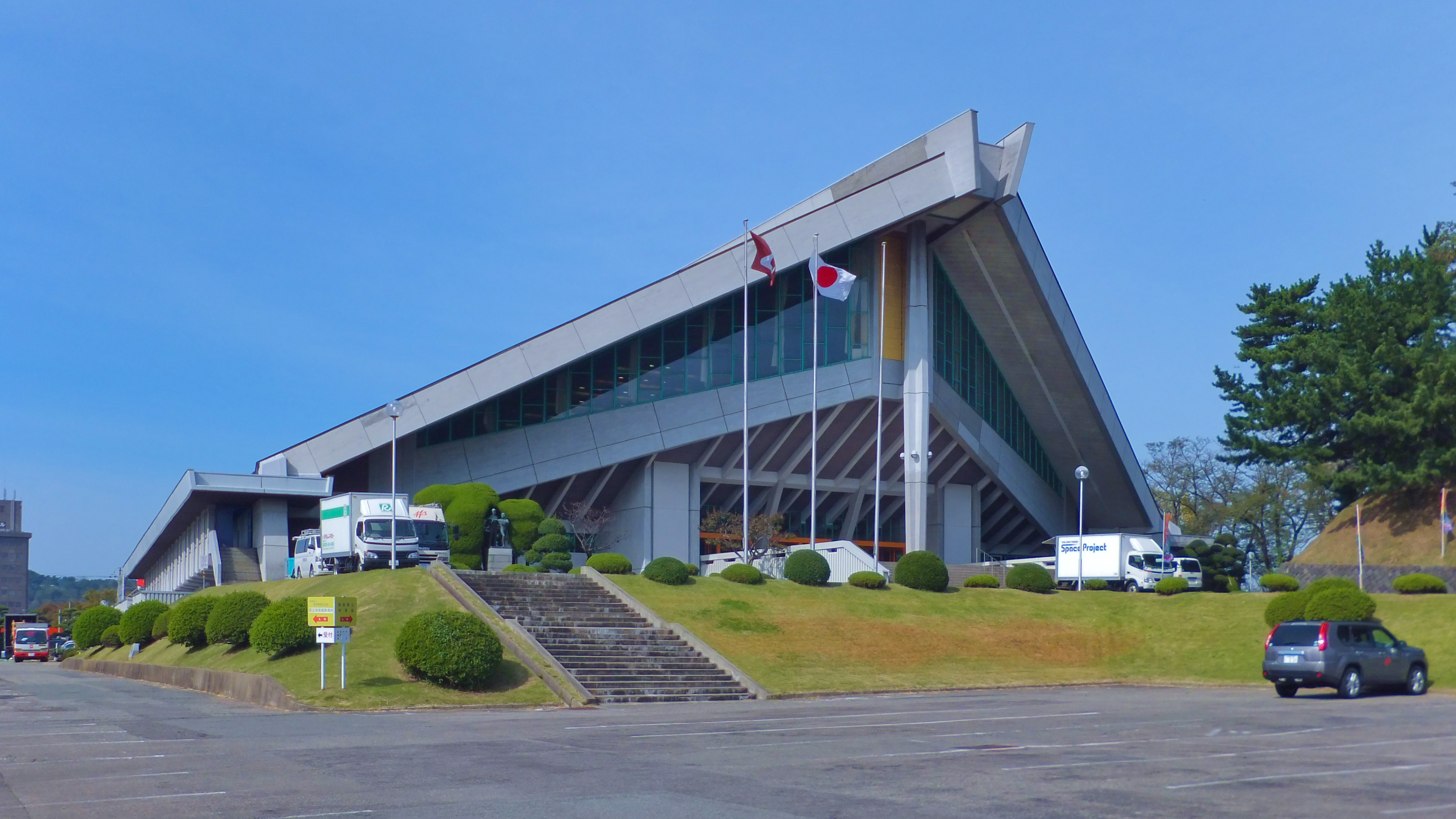
秋田県立体育館（八橋運動公園）（2011年10月）
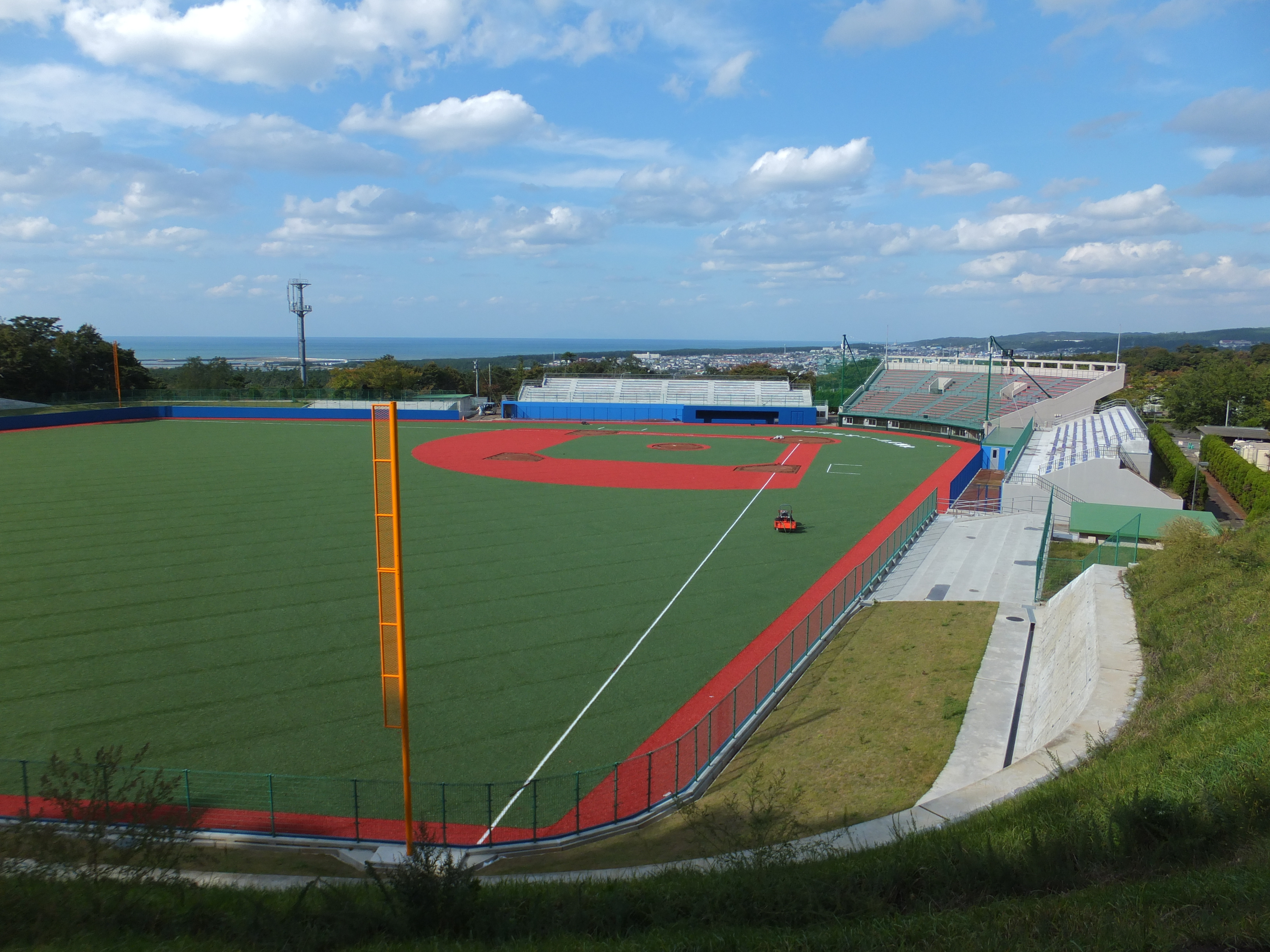
由利本荘市本荘由利総合運動公園野球場（2012年10月）
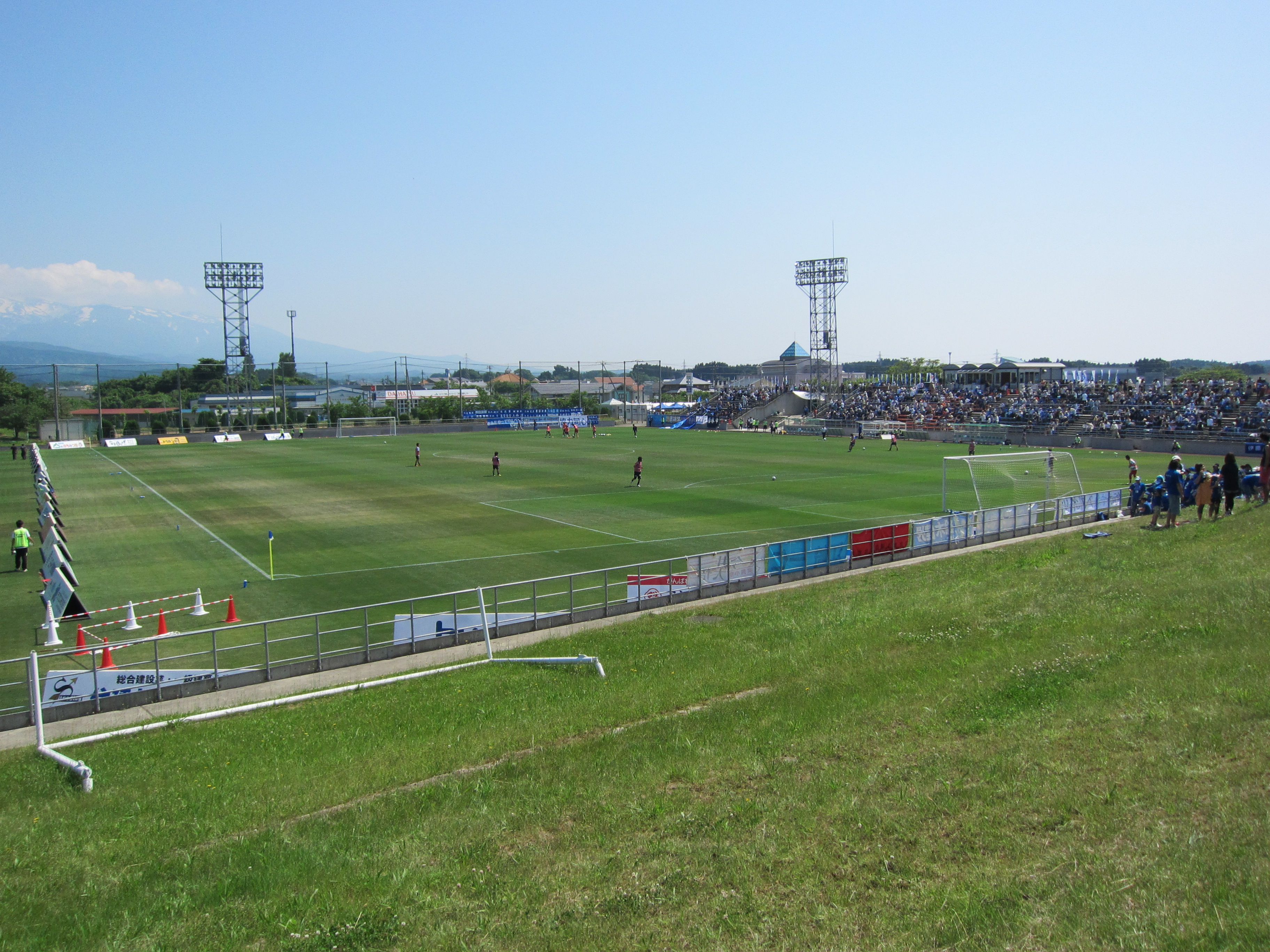
仁賀保グリーンフィールド（仁賀保運動公園）（2011年6月）

### 山形県
- 山形県総合運動公園（天童市）
- 小真木原公園（鶴岡市）
- 尾花沢市運動公園（尾花沢市）
- 向山公園（南陽市）
- 中央公園（東村山郡山辺町）[19]
- 中山公園（東村山郡中山町）
- 真室川町総合運動公園（最上郡真室川町）
- 諏訪公園（東置賜郡川西町）
- 川西町総合運動公園（東置賜郡川西町）
- 小国町総合スポーツ公園（西置賜郡小国町）

### 福島県
- 福島県あづま総合運動公園（福島市）
- 会津総合運動公園（会津若松市）
- 上荒川公園（いわき市）[20]
- 郡山総合運動場（郡山市）
- 白河総合運動公園（白河市）
- しらさかの森スポーツ公園（白河市）
- 表郷総合運動公園（白河市）
- 大信総合運動公園（白河市）
- 東風の台運動公園（白河市）
- 牡丹台公園（須賀川市）
- 押切川公園（喜多方市）
- 田村市運動公園（田村市）
- 原町運動公園（南相馬市）
- 本宮運動公園（本宮市）
- しらさわグリーンパーク（本宮市）
- 小野公園（田村郡小野町）

## 関東地方

### 茨城県
- 青柳公園（水戸市）
- 水戸市総合運動公園（水戸市）
- 東町運動公園（水戸市）
- 堀原運動公園（水戸市）
- 川口運動公園（土浦市）
- 古河市中央運動公園（古河市）
- 石岡市石岡運動公園（石岡市）
- 鹿窪運動公園（結城市）
- 龍ケ崎市総合運動公園（龍ケ崎市）
- 石下総合運動公園（常総市）
- 山吹運動公園（常陸太田市）
- 取手緑地運動公園（取手市）
- 牛久運動公園（牛久市）
- さくら運動公園（つくば市）
- 茎崎運動公園（つくば市）
- 笠松運動公園（ひたちなか市・那珂市・那珂郡東海村）
- ひたちなか市総合運動公園（ひたちなか市）
- ひたちなか市那珂湊運動公園（ひたちなか市）
- 卜伝の郷運動公園（鹿嶋市）
- 前川運動公園（潮来市）
- 常総運動公園（守谷市）
- 鬼怒緑地（筑西市）
- 成田スポーツ公園（筑西市）
- 下館運動公園（筑西市）
- 沼田運動公園（稲敷市）
- 新利根総合運動公園（稲敷市）
- 桜川総合運動公園（桜川市）
- みかげスポーツ公園（桜川市）
- 海浜運動公園（神栖市）
- 旭スポーツセンター（鉾田市）
- 大洗町総合運動公園（東茨城郡大洗町）
- 阿漕ヶ浦公園（那珂郡東海村）
- 阿見町総合運動公園（稲敷郡阿見町）
- 上曽根運動公園（北相馬郡利根町）

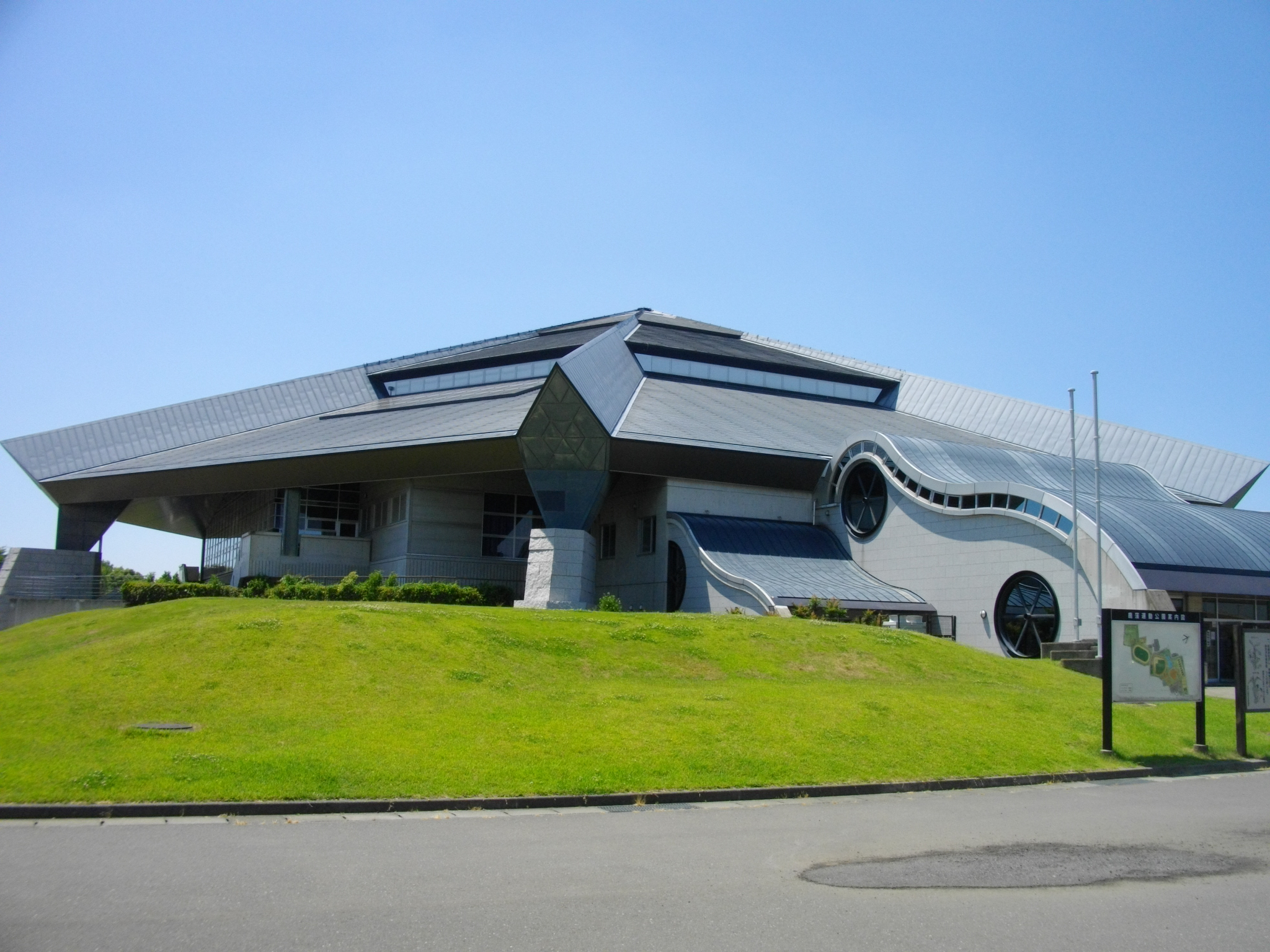
かなくぼ総合体育館（鹿窪運動公園）（2014年6月）
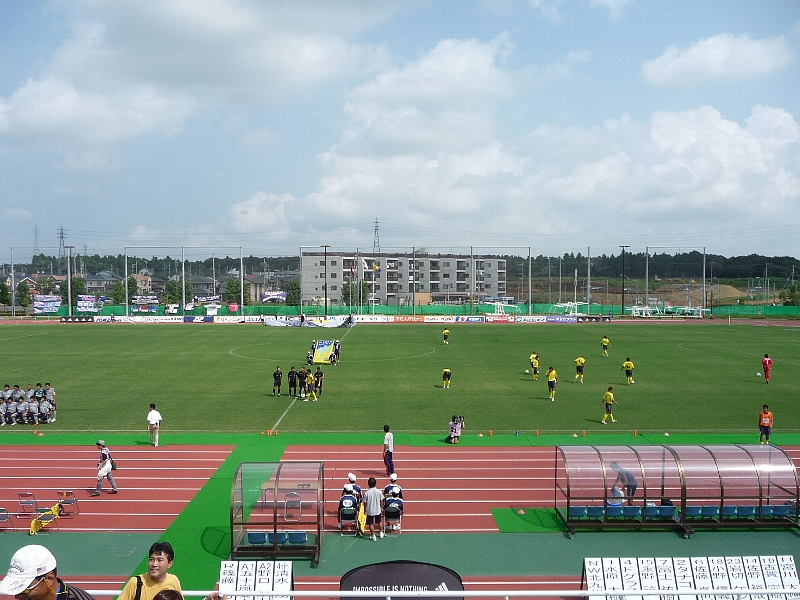
龍ケ崎市陸上競技場たつのこフィールド（龍ケ崎市総合運動公園）（2008年9月）
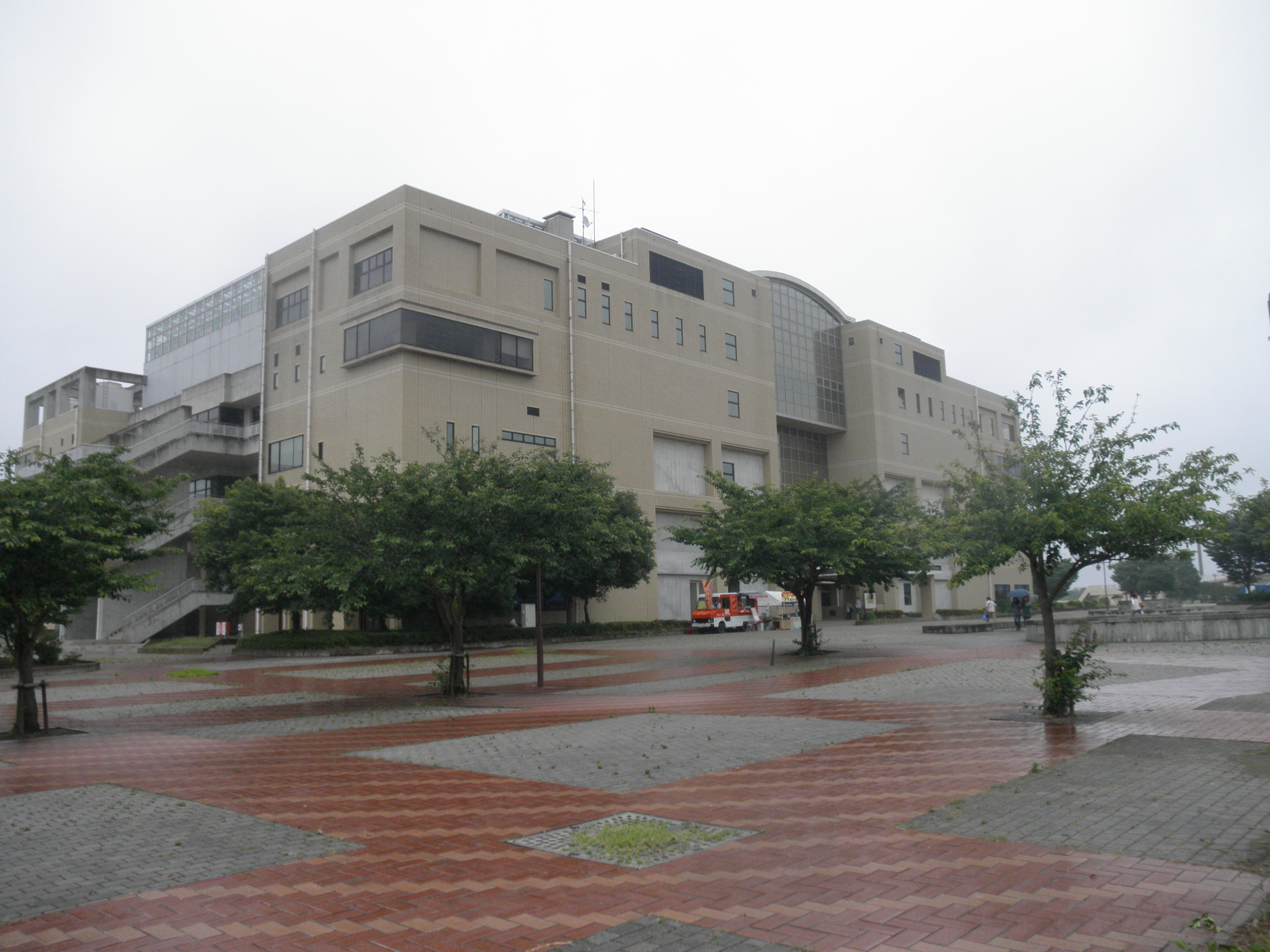
ひたちなか市総合運動公園総合体育館（2014年7月）

### 栃木県
- 栃木県総合運動公園（宇都宮市）
- 清原中央公園（宇都宮清原工業団地）（宇都宮市）
- 河内町総合運動公園（宇都宮市）
- 総合運動公園（足利市）
- 渡良瀬緑地（足利市）
- 栃木市総合運動公園（栃木市）[21]
- 大平運動公園（栃木市）[22]
- 岩舟総合運動公園（栃木市）[23]
- 佐野市運動公園（佐野市）
- 佐野市田沼グリーンスポーツセンター（佐野市）
- 鹿沼運動公園（鹿沼市）
- 粟野総合運動公園（鹿沼市）
- 日光運動公園（日光市）
- 落合運動公園（日光市）
- 塩野室運動公園（日光市）
- 小山運動公園（小山市）
- 思川緑地（小山市）
- 石ノ上河川広場（小山市）
- 鬼怒自然公園（真岡市）
- 美原公園（大田原市）
- 佐久山運動公園（大田原市）
- 矢板運動公園（矢板市）
- にしなすの運動公園（那須塩原市）
- 大桶運動公園（那須烏山市）
- 大松山運動公園（下野市）
- 益子町南運動公園（芳賀郡益子町）
- 並松運動公園（芳賀郡茂木町）
- 市貝町城見ヶ丘運動公園（芳賀郡市貝町）
- 野木町総合運動公園（下都賀郡野木町）
- 栃木県鬼怒グリーンパーク（塩谷郡高根沢町）

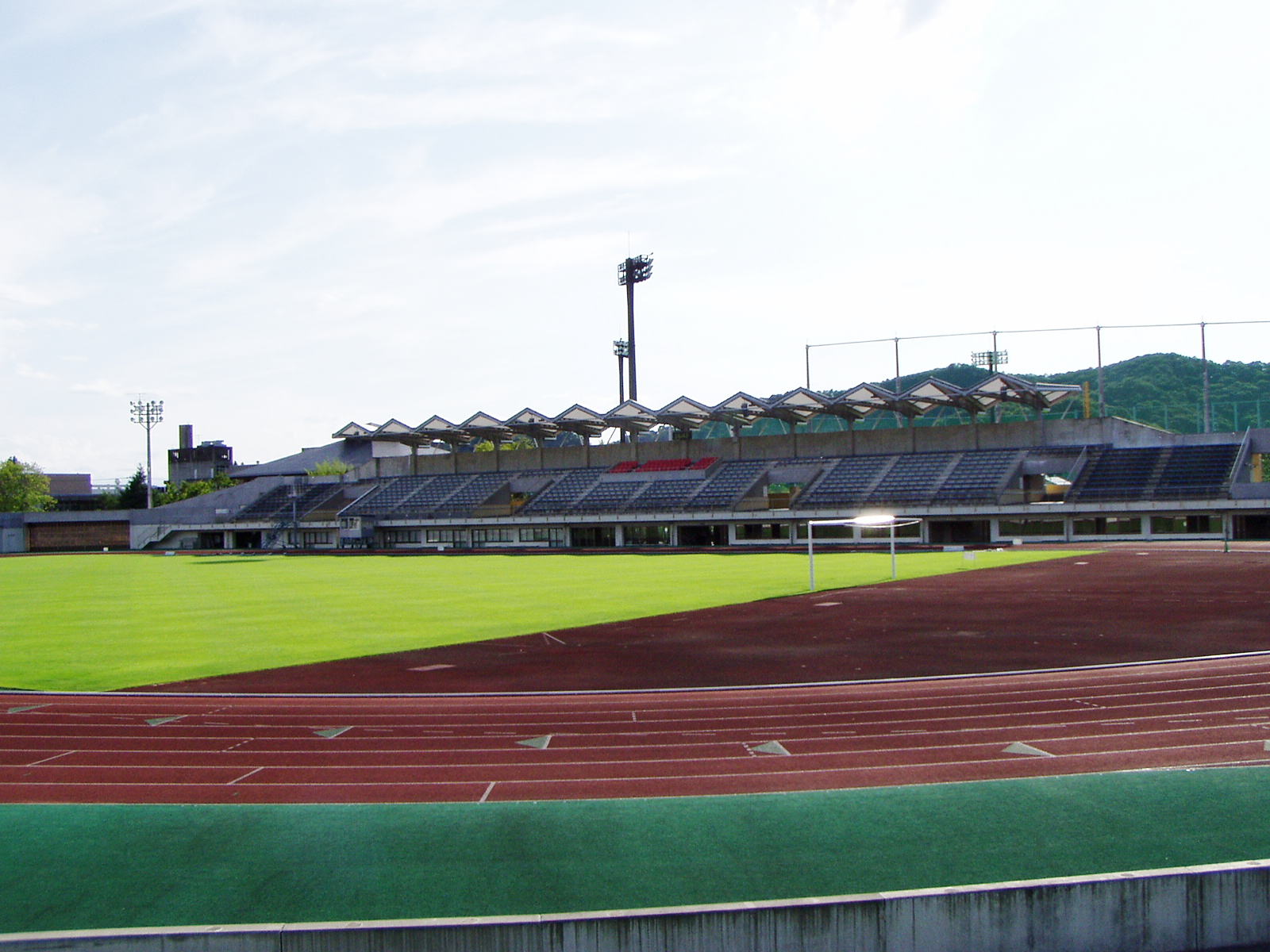
足利市総合運動公園陸上競技場（2003年6月）
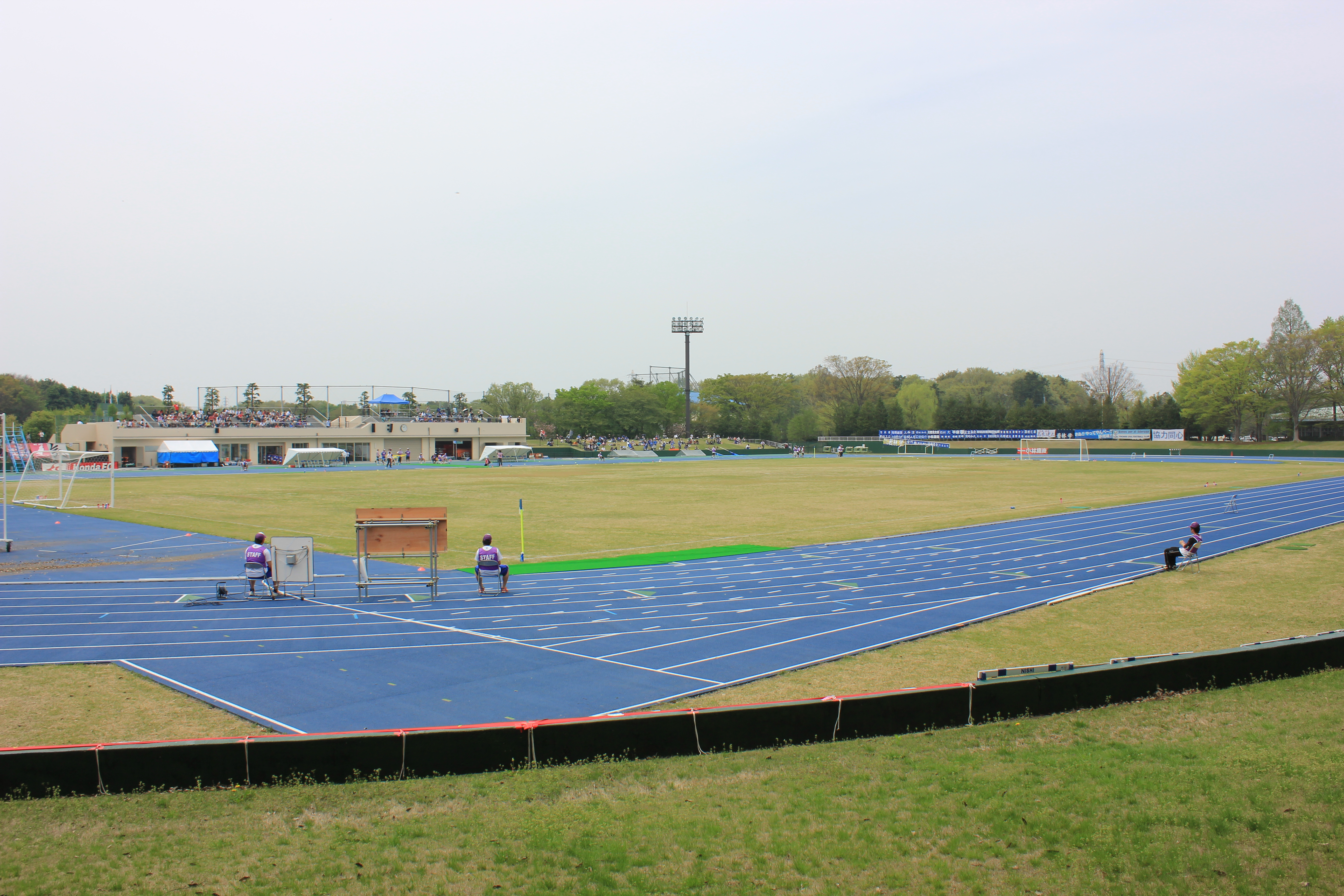
小山運動公園陸上競技場兼サッカー場（2012年4月）

### 群馬県
- 利根川敷島緑地（前橋市）[24]
- 利根川大渡緑地（前橋市）[24]
- 敷島公園（前橋市）[24]
- 前橋総合運動公園（前橋市）[24]
- 大胡総合運動公園（前橋市）[24]
- 浜川運動公園（高崎市）
- 吉井運動公園（高崎市）
- 太田市運動公園（太田市）
- 太田市北部運動公園（太田市）
- 坂東橋緑地公園（渋川市）
- 吾妻川公園（渋川市）
- 大崎緑地公園（渋川市）
- 藤岡総合運動公園（藤岡市）
- 富岡北部運動公園（富岡市）
- 西毛総合運動公園（安中市）
- 寺間運動公園（利根郡みなかみ町）

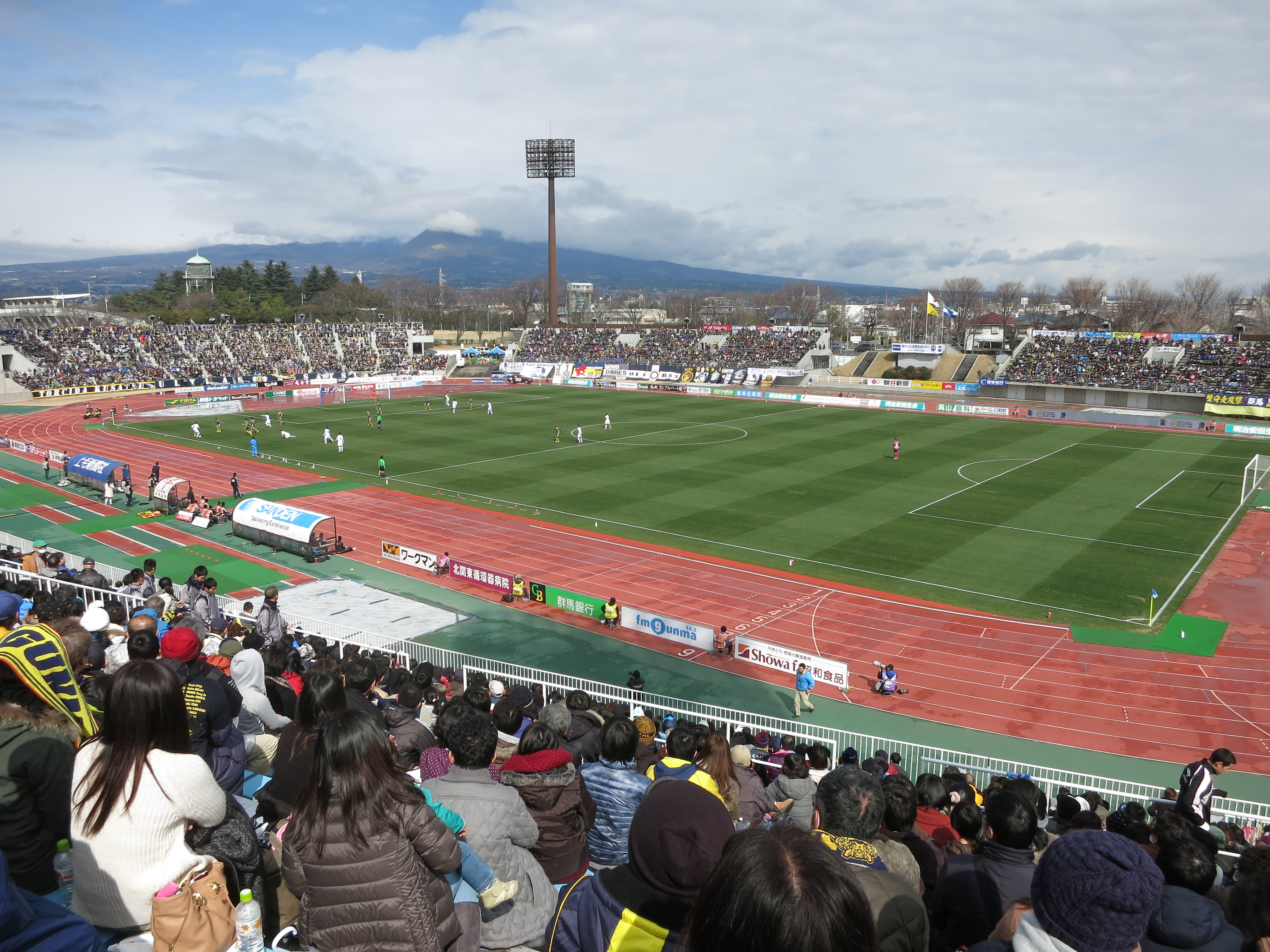
群馬県立敷島公園県営陸上競技場（2015年3月）
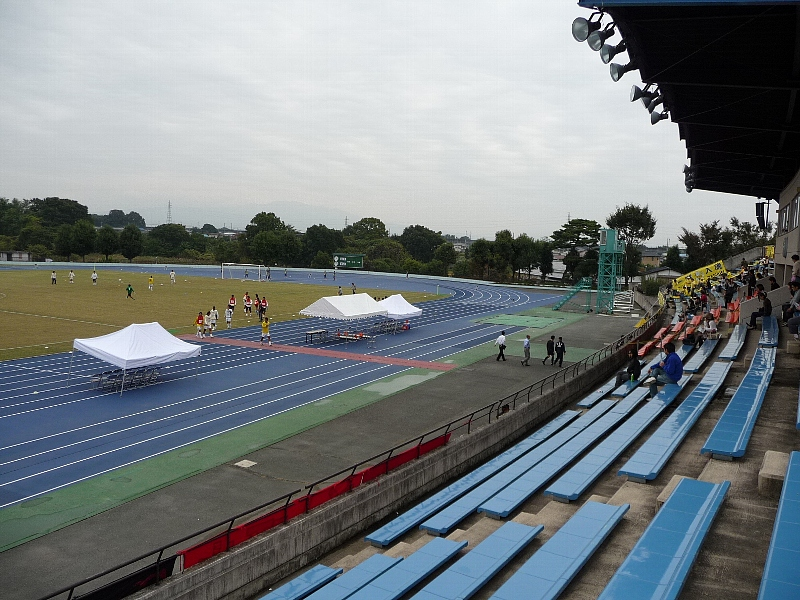
高崎市浜川陸上競技場（浜川運動公園）（2008年10月）
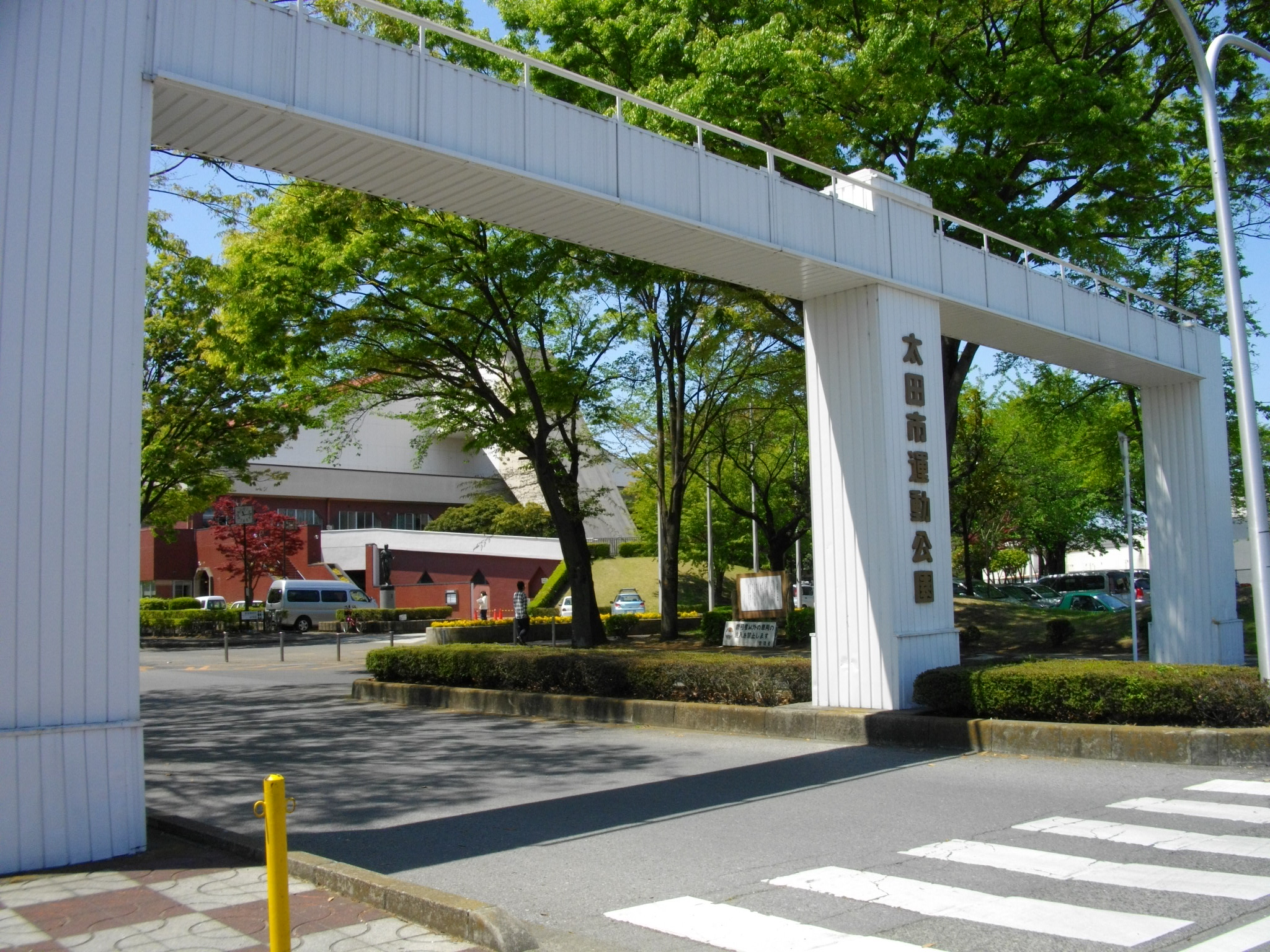
太田市運動公園（2010年5月）

### 埼玉県
- 駒場運動公園（さいたま市浦和区）
- 荒川総合運動公園（さいたま市桜区）
- 埼玉スタジアム2002公園（さいたま市緑区）
- 大和田公園（さいたま市大宮区・見沼区）
- 初雁公園（川越市）
- 川越運動公園（川越市）
- 熊谷運動公園（熊谷市）
- 妻沼運動公園（熊谷市）
- 青木町公園（川口市）
- 阿須運動公園（飯能市）
- 渡良瀬総合グランド（加須市）
- 岩鼻運動公園（東松山市）
- 上奥富運動公園（狭山市）
- 赤坂の森公園（狭山市）
- 鵜ノ木運動公園（狭山市）
- 上尾運動公園（上尾市）
- 越谷総合公園（越谷市）[25]
- 総合運動公園（新座市）[26]
- 久喜市総合運動公園（久喜市）
- 坂戸市民総合運動公園（坂戸市）
- 白岡市総合運動公園（白岡市）
- 上里町烏川神流川総合運動公園（児玉郡上里町）[27]
- 宮代町総合運動公園（南埼玉郡宮代町）

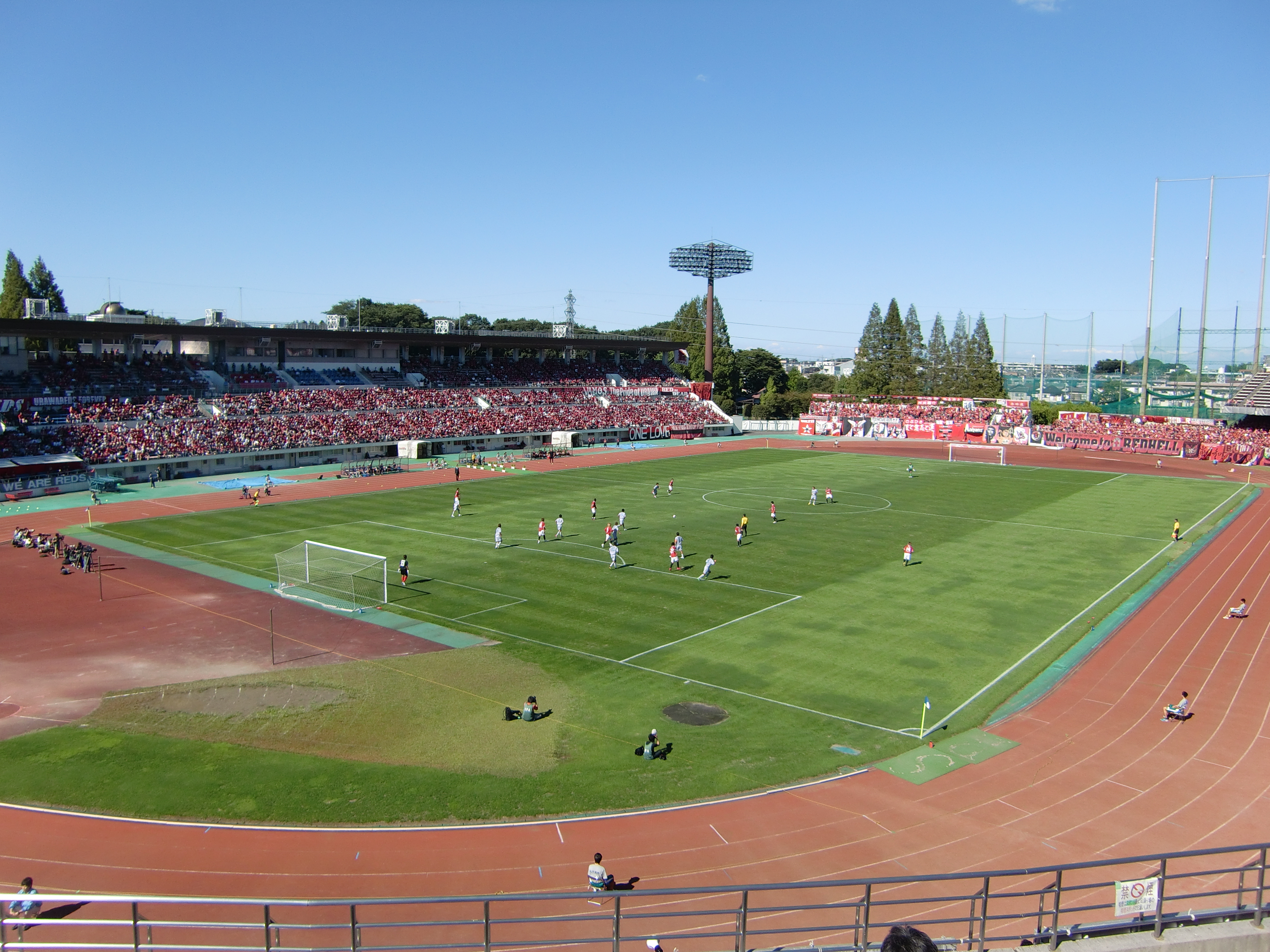
さいたま市駒場スタジアム（駒場運動公園）（2010年10月）
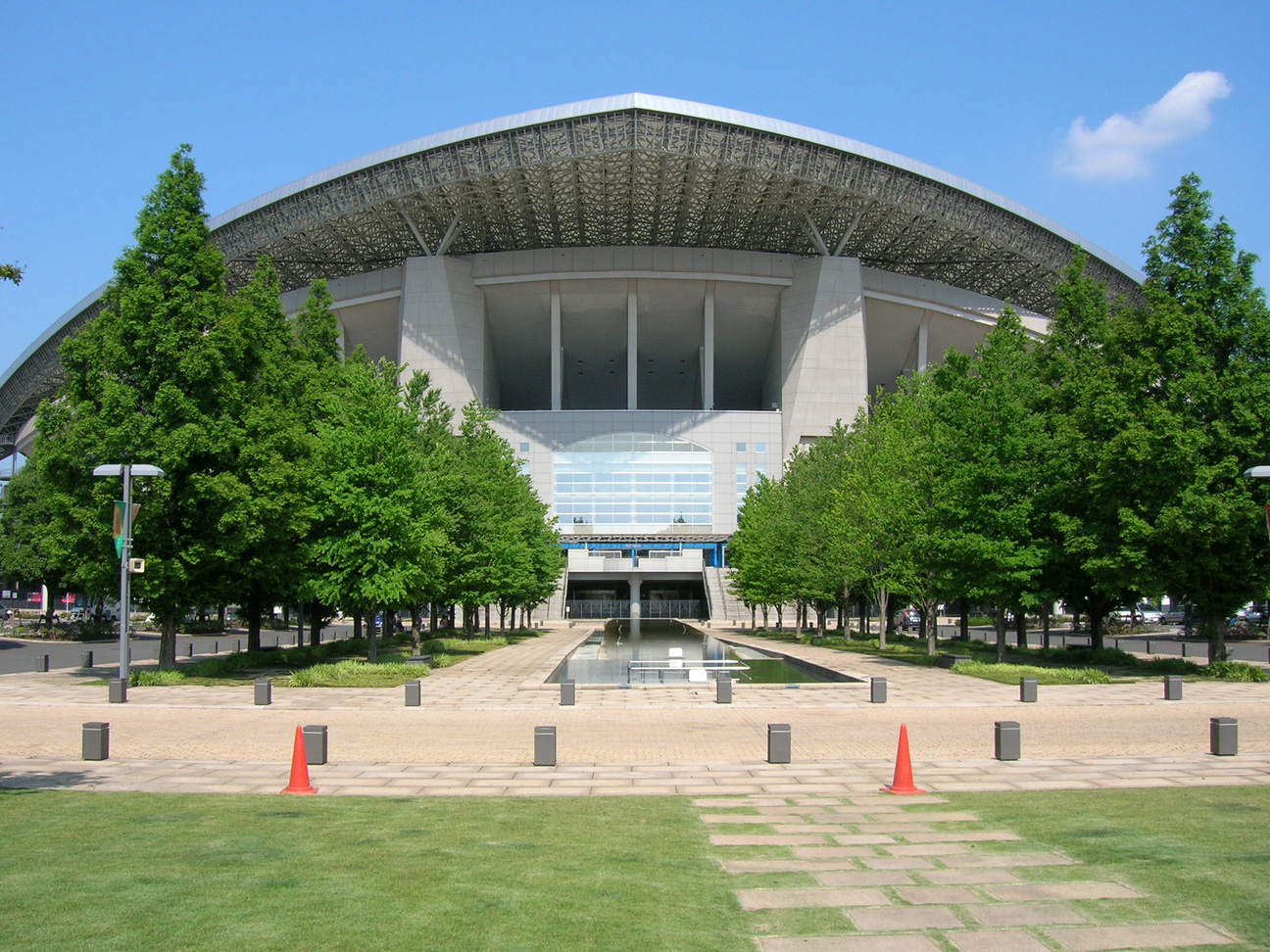
埼玉スタジアム2002公園（2005年6月）
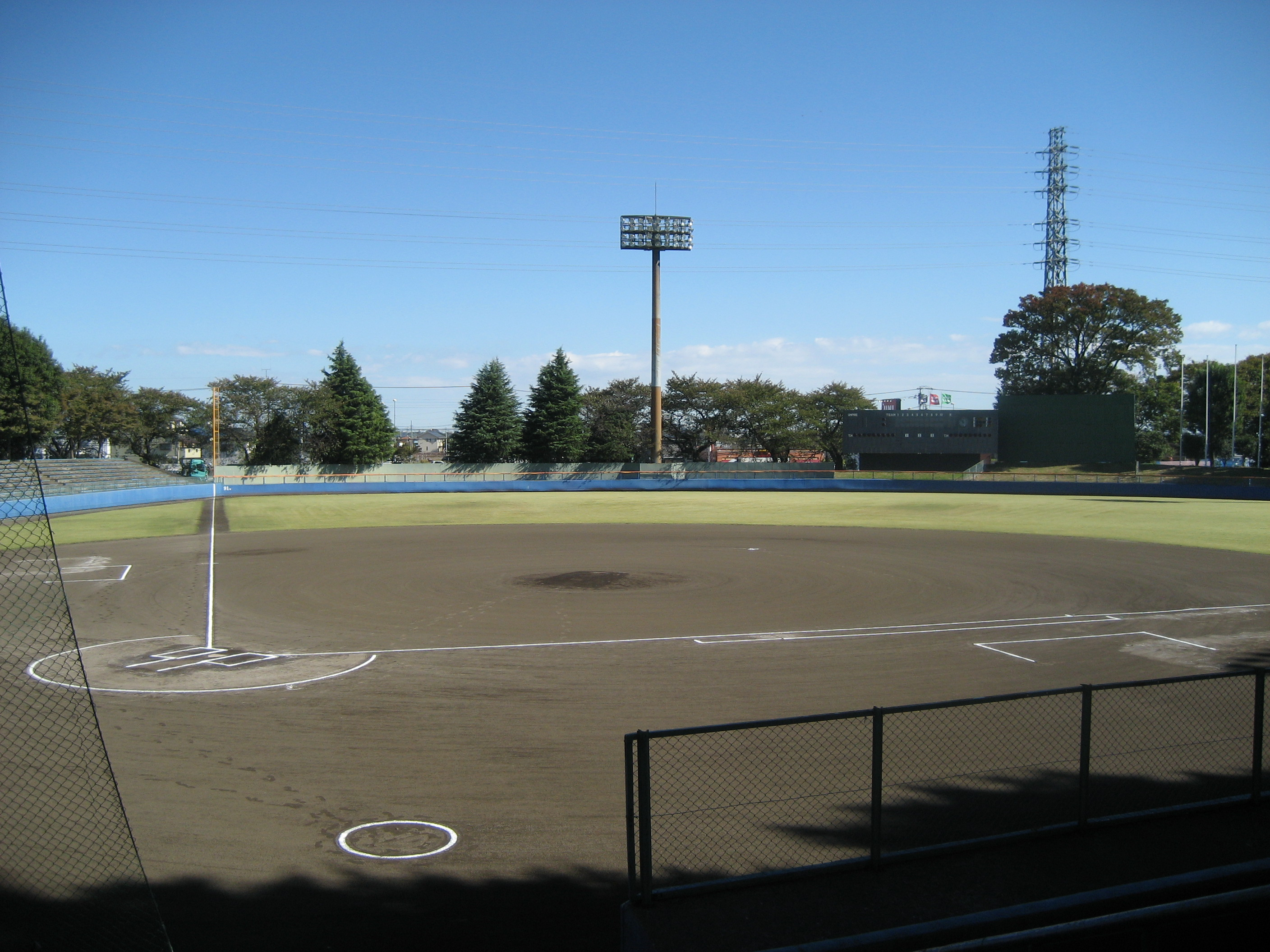
川越市営初雁公園野球場（2012年11月）
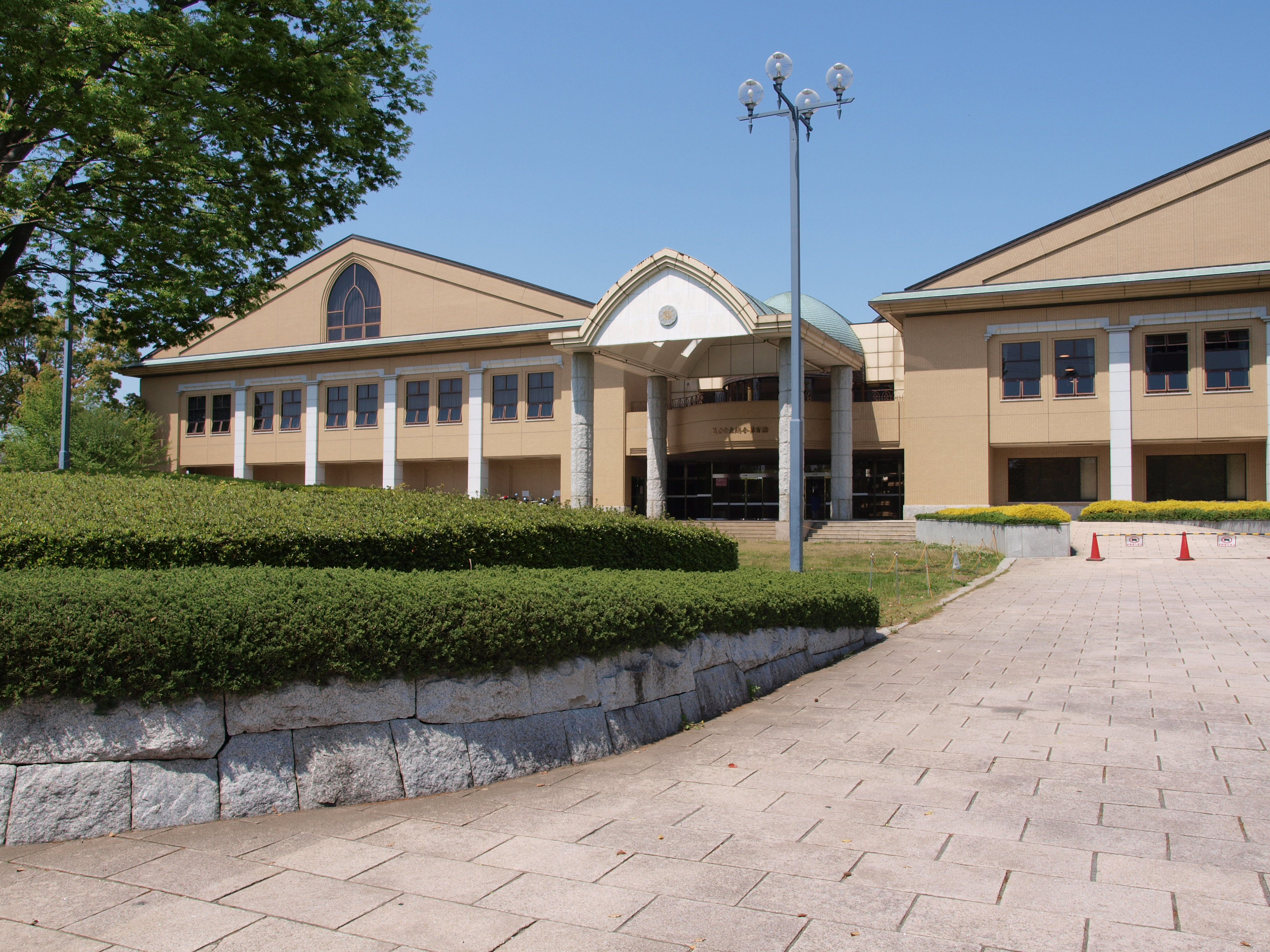
越谷市立総合体育館（越谷総合公園）（2014年4月）
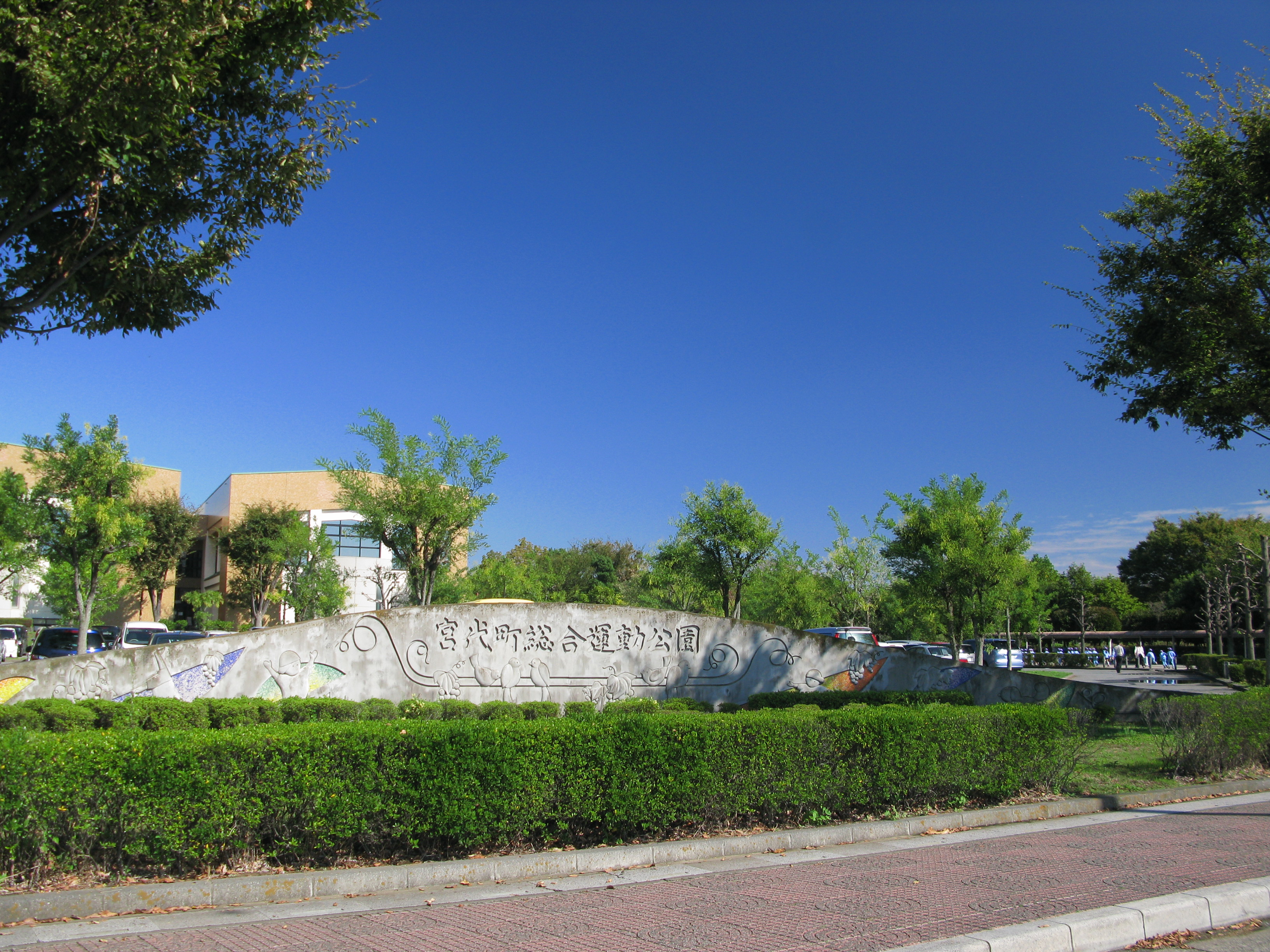
宮代町総合運動公園（2012年10月）

### 千葉県
- 千葉市蘇我スポーツ公園（千葉市中央区）
- 千葉県総合スポーツセンター（千葉市稲毛区）
- 前宿町公園（銚子市）
- 桜井町公園（銚子市）
- 国府台公園（市川市）
- 塩浜1号公園（市川市）
- 船橋市運動公園（船橋市）[28]
- 千葉県立館山運動公園（館山市）
- 松戸運動公園（松戸市）
- 富士見公園（茂原市）
- 大谷津運動公園（成田市）
- 中台運動公園（成田市）
- 下総運動公園（成田市）
- 岩名運動公園（佐倉市）
- 東金運動公園（東金市）
- 流山市総合運動公園（流山市）
- 八千代総合運動公園（八千代市）
- 総合運動公園（鎌ケ谷市）[29]
- 浦安市運動公園（浦安市）
- 本埜スポーツプラザ（印西市）
- 白井運動公園（白井市）
- 成東総合運動公園（山武市）
- 大原町運動公園（いすみ市）

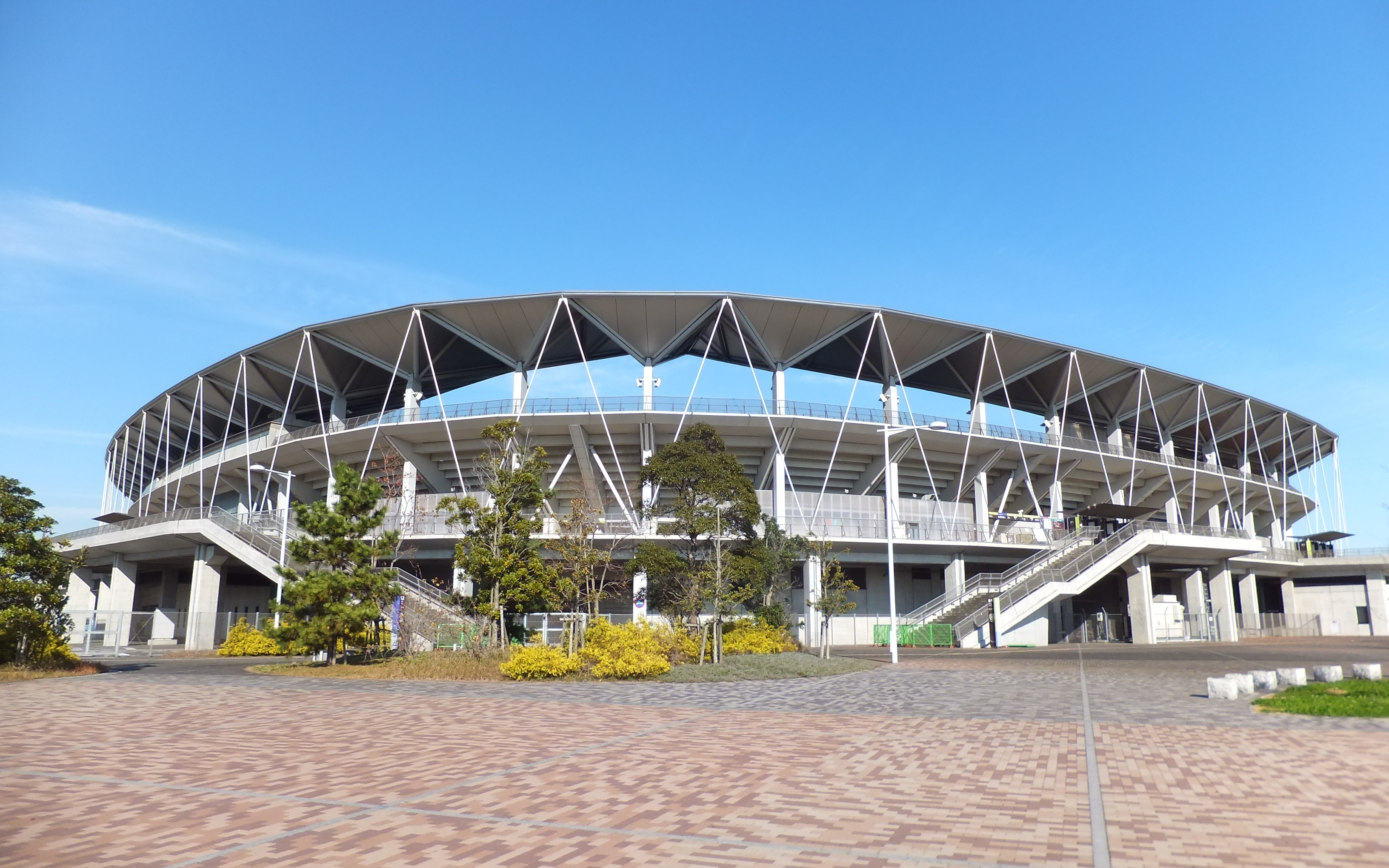
フクダ電子アリーナ（千葉市蘇我スポーツ公園）（2011年12月）
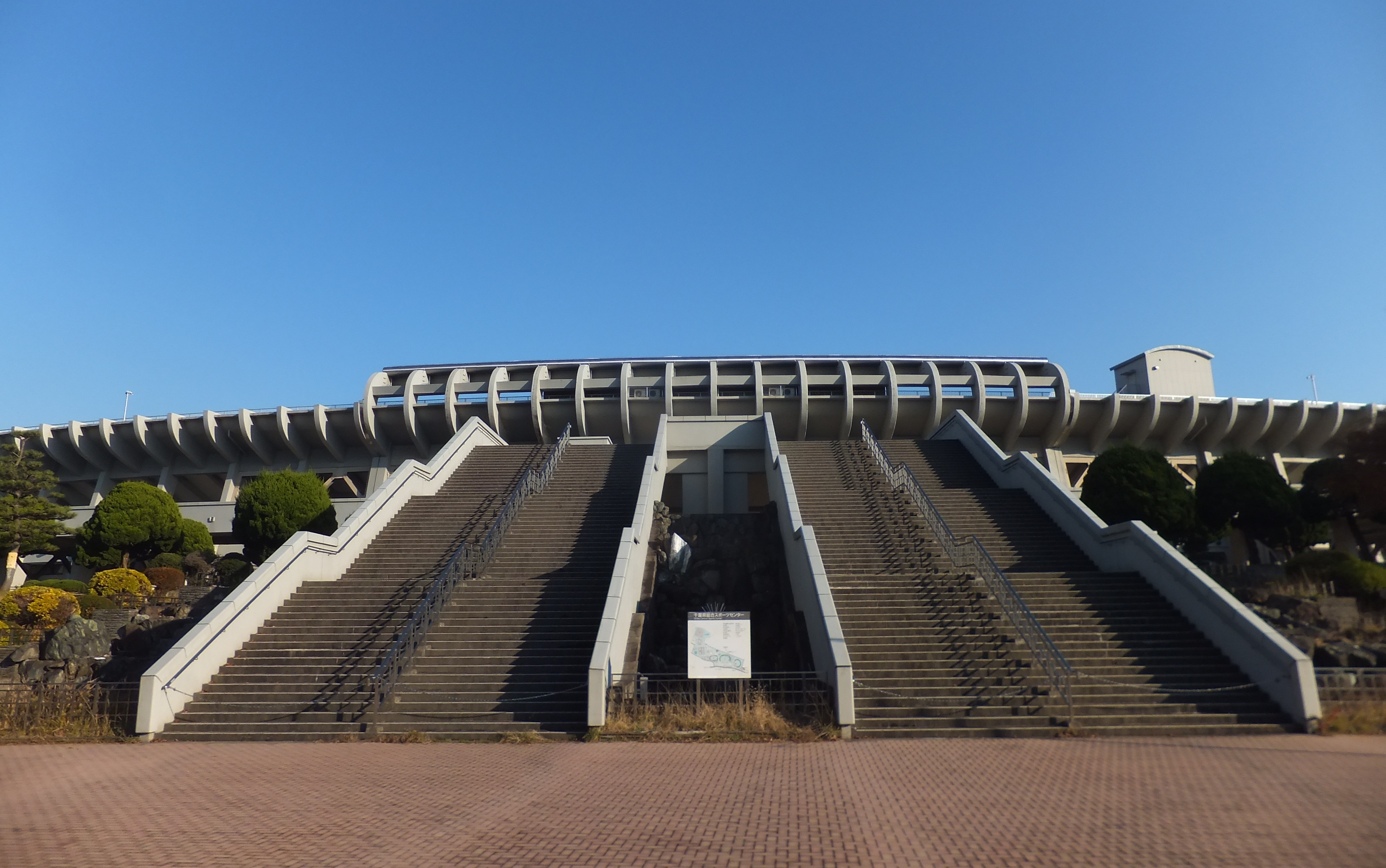
千葉県総合スポーツセンター陸上競技場（2011年12月）
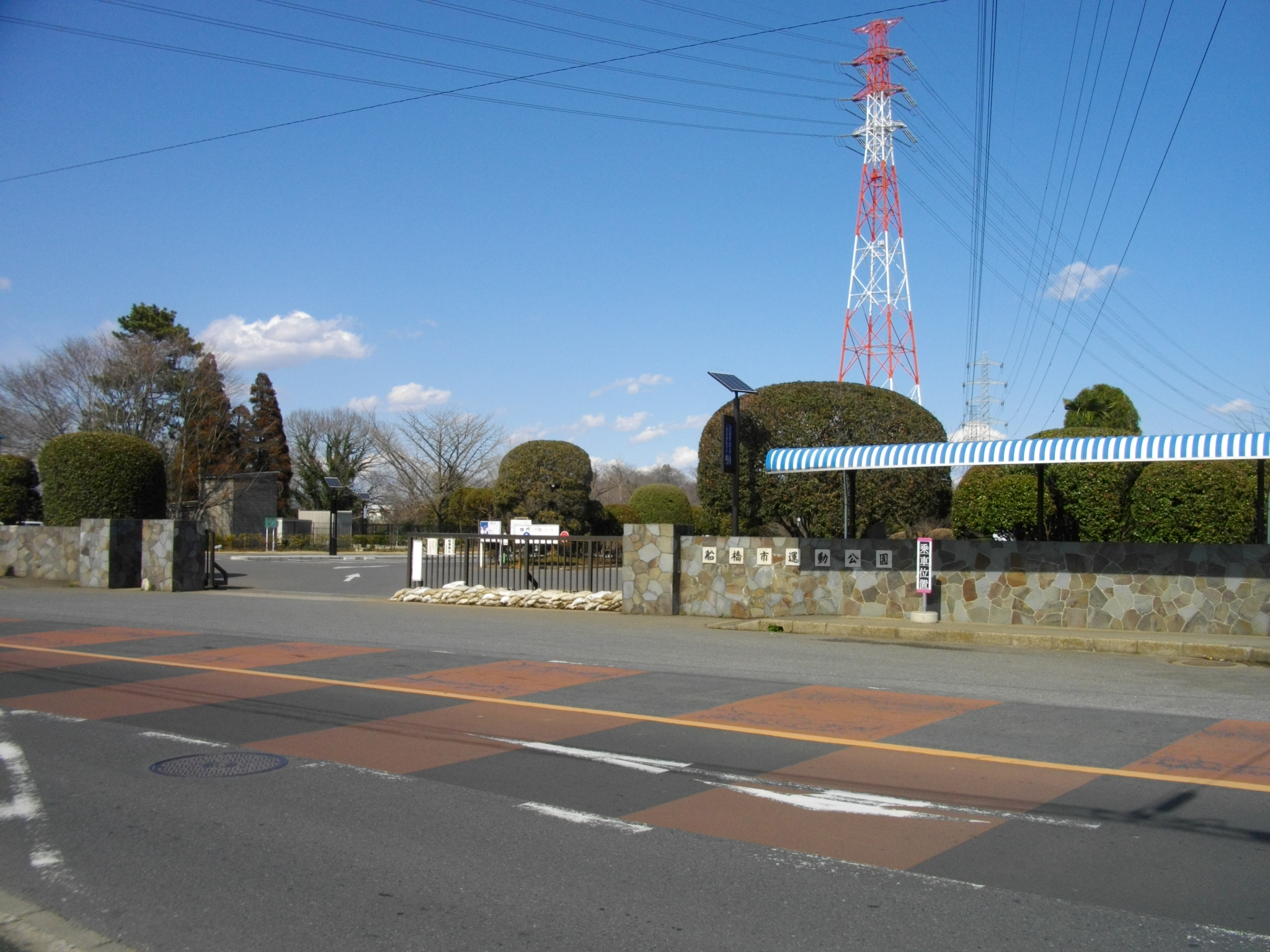
船橋市運動公園（2012年3月）
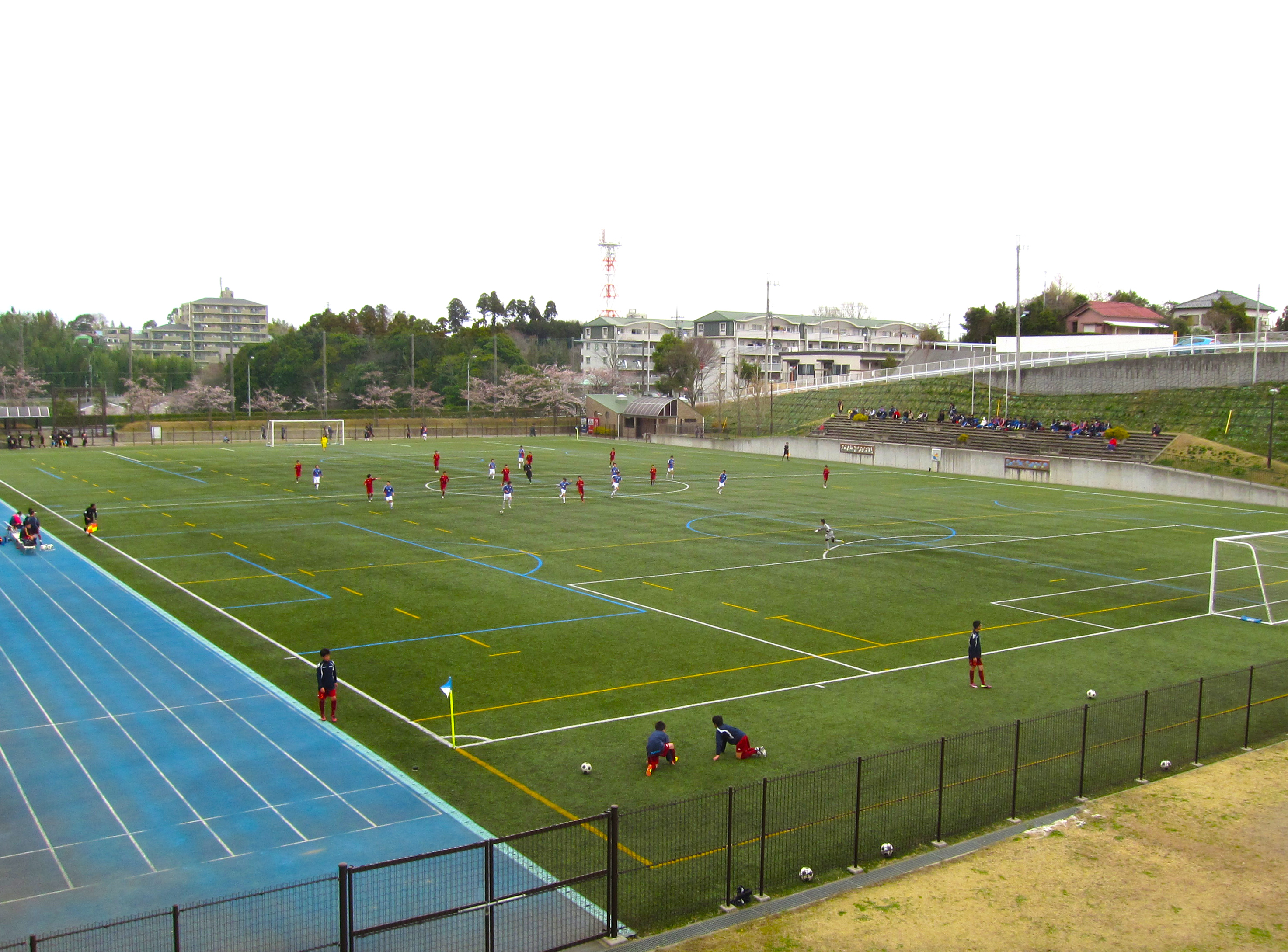
中台運動公園球技場（2012年4月）
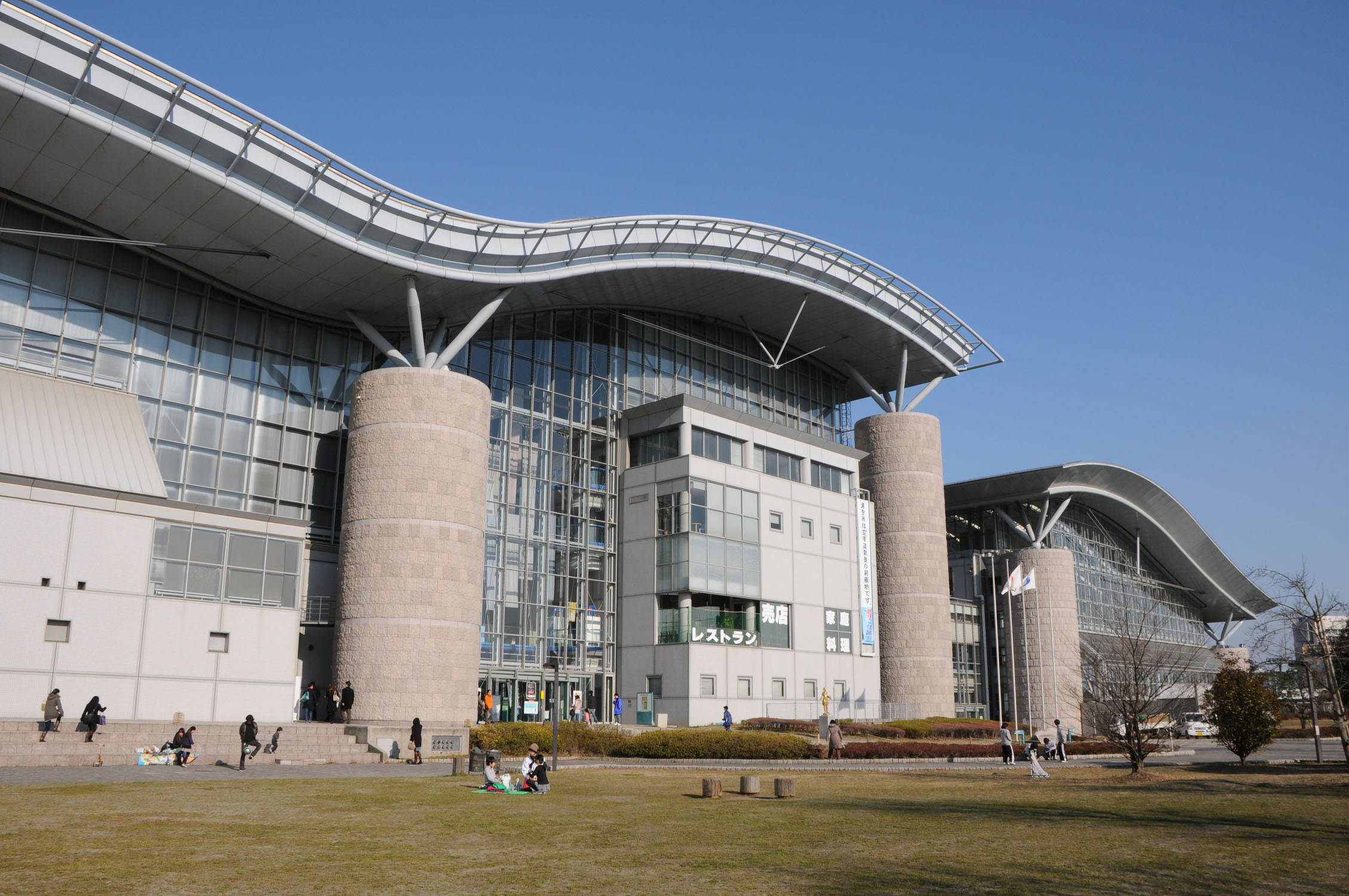
浦安市運動公園体育館（2010年2月）

### 東京都
- 荒川四ツ木橋緑地（墨田区）
- 猿江恩賜公園（江東区）
- 城東公園（江東区）
- 田園調布せせらぎ公園（大田区）
- 萩中公園（大田区）
- 平和島公園（大田区）
- 駒沢オリンピック公園（世田谷区）
- 宇奈根公園（世田谷区）
- 大蔵運動公園（世田谷区）
- 大蔵第二運動公園（世田谷区）
- 多摩川二子橋公園（世田谷区）
- 尾久の原公園（荒川区）
- 小豆沢公園（板橋区）
- 城北中央公園（練馬区・板橋区）
- 大泉公園（練馬区）
- 中川公園（足立区）
- 西新井公園（足立区）
- 総合スポーツセンター運動公園（葛飾区）
- 宇喜田公園（江戸川区）
- 行船公園（江戸川区）
- 水辺のスポーツガーデン（江戸川区）
- 陵南公園（八王子市）
- 富士森公園（八王子市）
- 多摩川緑地（府中市）
- 寿中央公園（府中市）
- 昭和公園（昭島市）
- 大神公園（昭島市）
- 多摩川緑地くじら運動公園（昭島市）
- 調布市多摩川児童公園（調布市）
- 調布市多摩川緑地公園（調布市）
- 町田中央公園（町田市）
- 鶴間公園（町田市）
- 中央公園（小平市）
- 東村山公園（東村山市）
- 矢川上公園（国立市）
- 東大和南公園（東大和市）
- 羽村市立宮の下運動公園（羽村市）[30]
- 羽村市立江戸街道公園（羽村市）[30]
- 羽村市立天竺運動公園（羽村市）[30]
- 羽村市水上公園（羽村市）[31]
- 秋留台公園（あきる野市）

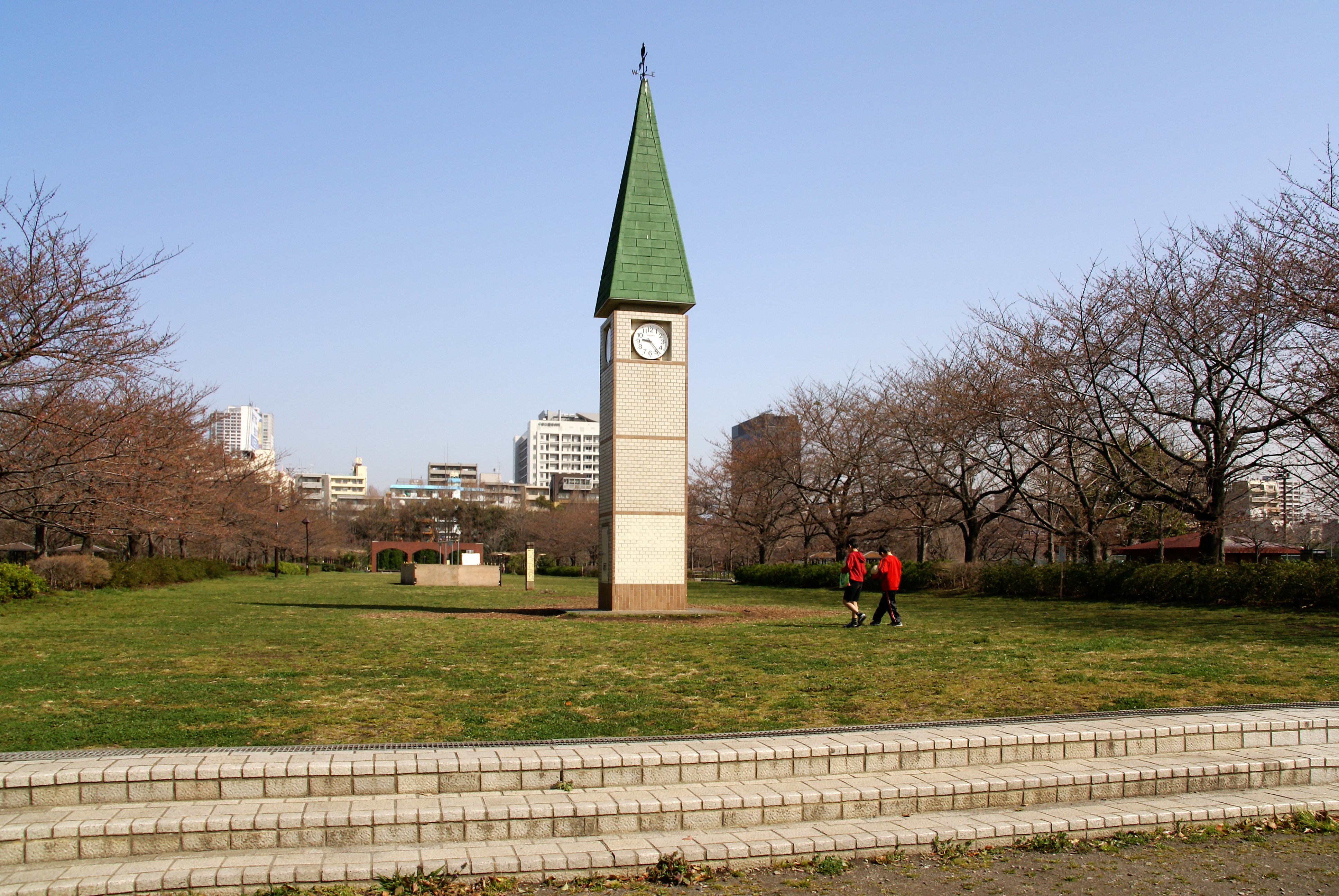
猿江恩賜公園（2007年3月）
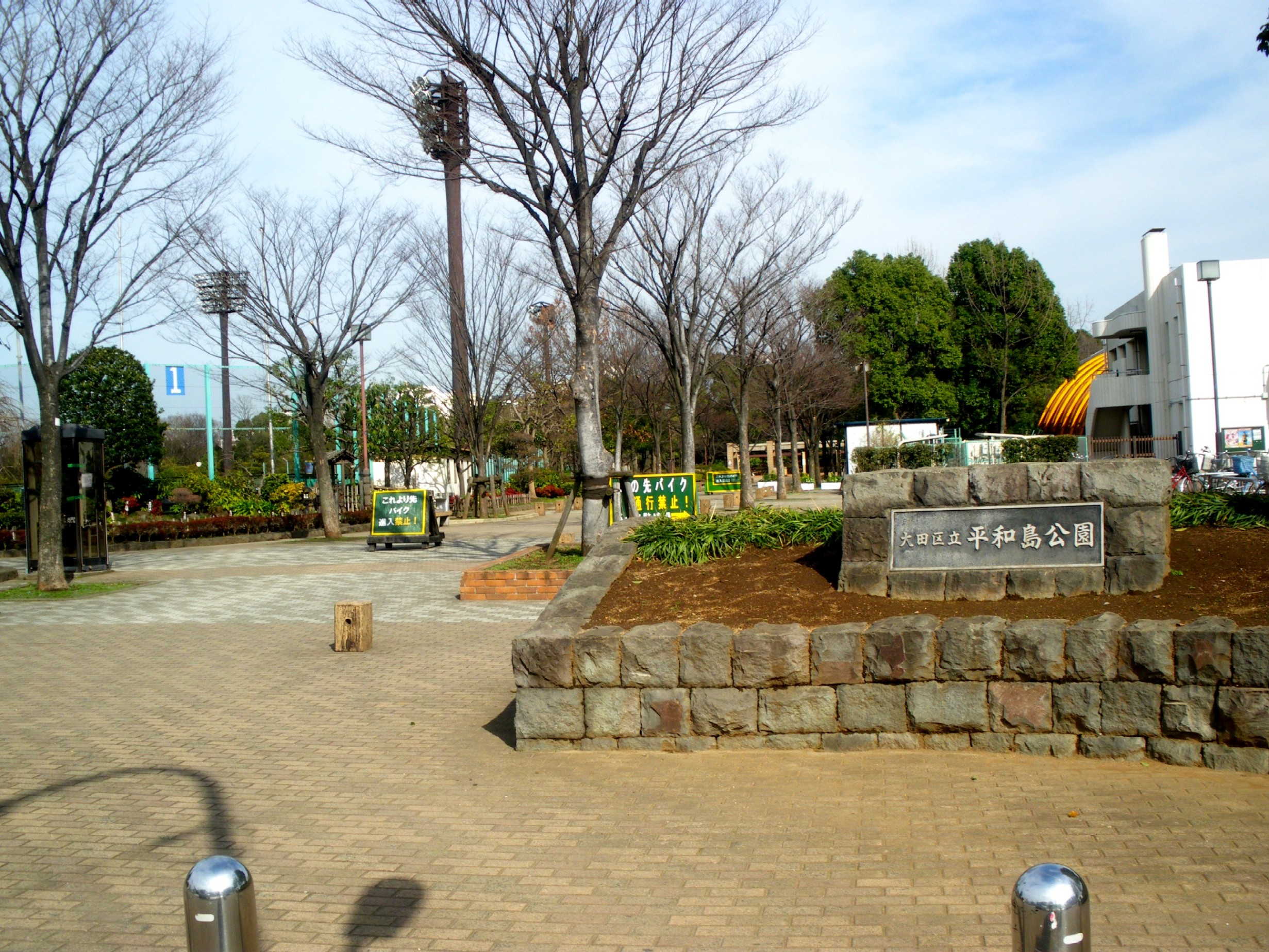
平和島公園（2009年）
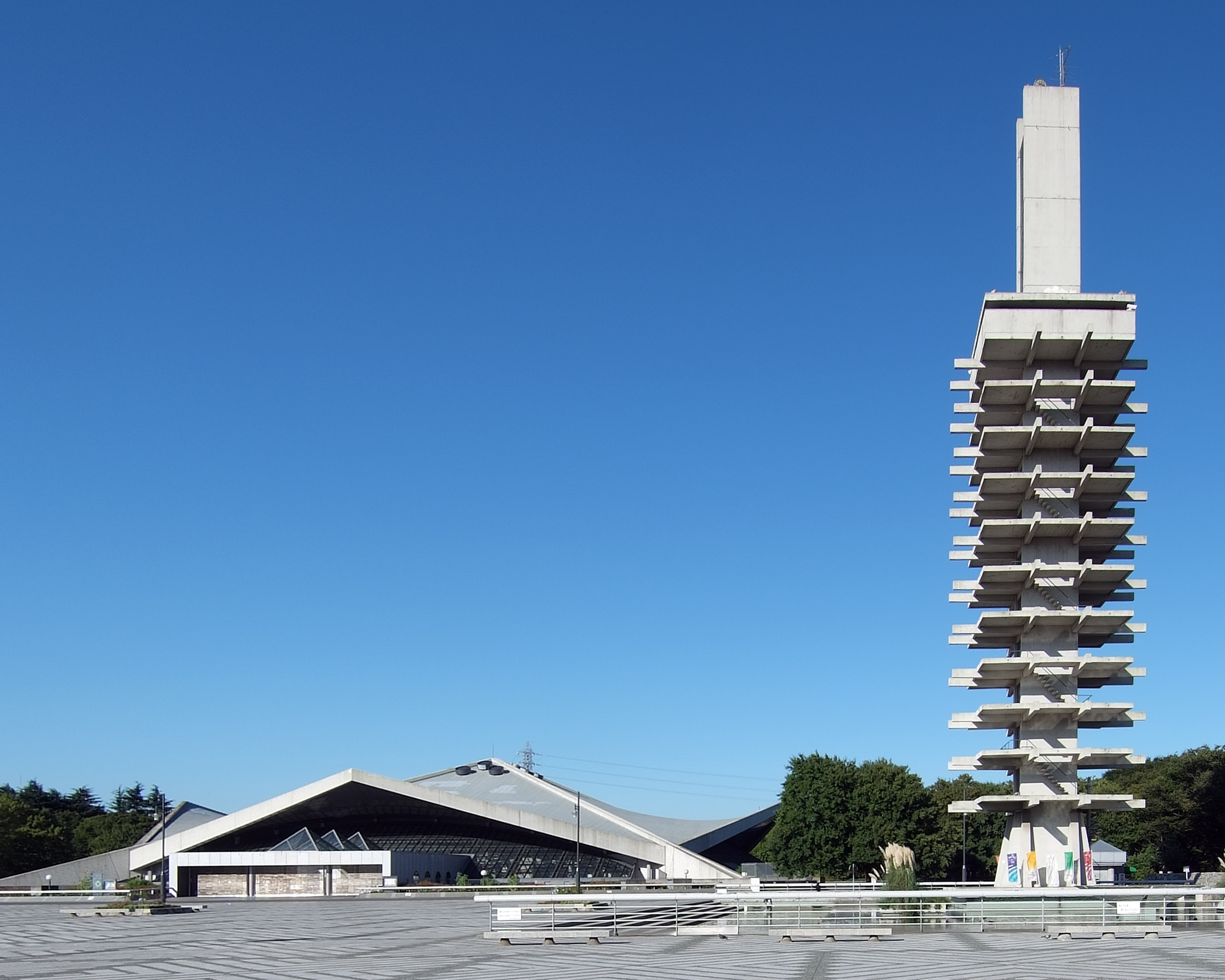
駒沢体育館と管制塔（駒沢オリンピック公園）（2009年9月）
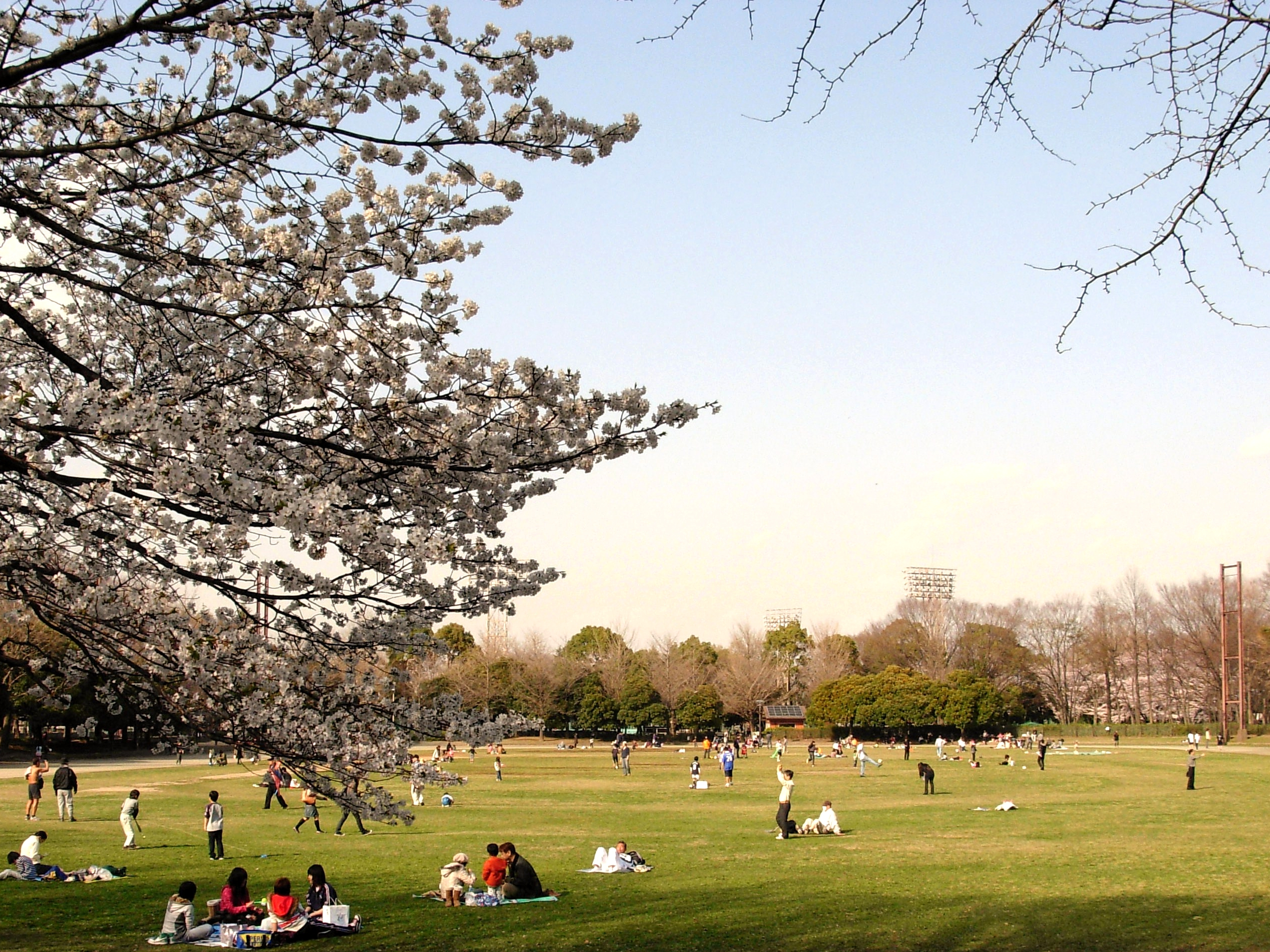
城北中央公園（2010年4月）
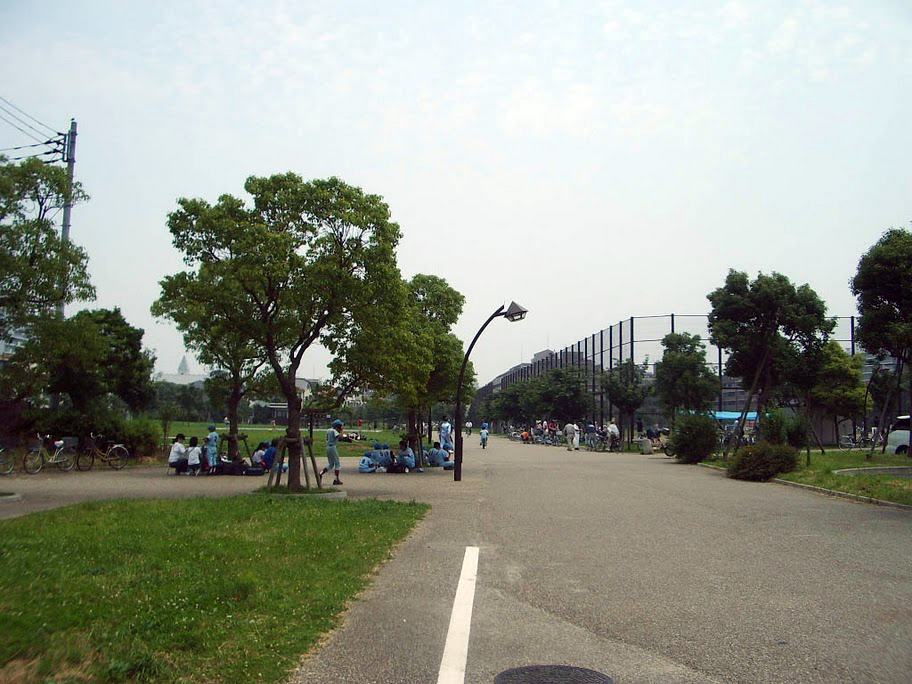
宇喜田公園（2008年7月）

### 神奈川県
- 三ツ沢公園（横浜市神奈川区）
- 清水ケ丘公園（横浜市南区）
- 保土ヶ谷公園（横浜市保土ケ谷区）
- 長浜公園（横浜市金沢区）
- 岸根公園（横浜市港北区）
- 新横浜公園（横浜市港北区）
- 長坂谷公園（横浜市緑区）
- 多摩川緑地（川崎市川崎区・幸区・中原区・高津区・多摩区）
- 横山公園（相模原市中央区）[32]
- 淵野辺公園（相模原市中央区）[32]
- 追浜公園（横須賀市）
- 不入斗公園（横須賀市）
- 衣笠公園（横須賀市）
- 大津公園（横須賀市）
- 西公園（横須賀市）
- 馬入ふれあい公園（平塚市）
- 八部公園（鵠沼運動公園）（藤沢市）
- 秋葉台公園（藤沢市）
- 柳島スポーツ公園（茅ヶ崎市）[33]
- 城山公園（小田原市）[34]
- 三浦スポーツ公園（三浦市）
- 中央運動公園（秦野市）[35]
- 荻野運動公園（厚木市）
- 伊勢原市総合運動公園（伊勢原市）[36]
- 海老名運動公園（海老名市）
- 南足柄市運動公園（南足柄市）
- 川とのふれあい公園（高座郡寒川町）
- 大磯運動公園（中郡大磯町）
- 中井中央運動公園（足柄上郡中井町）

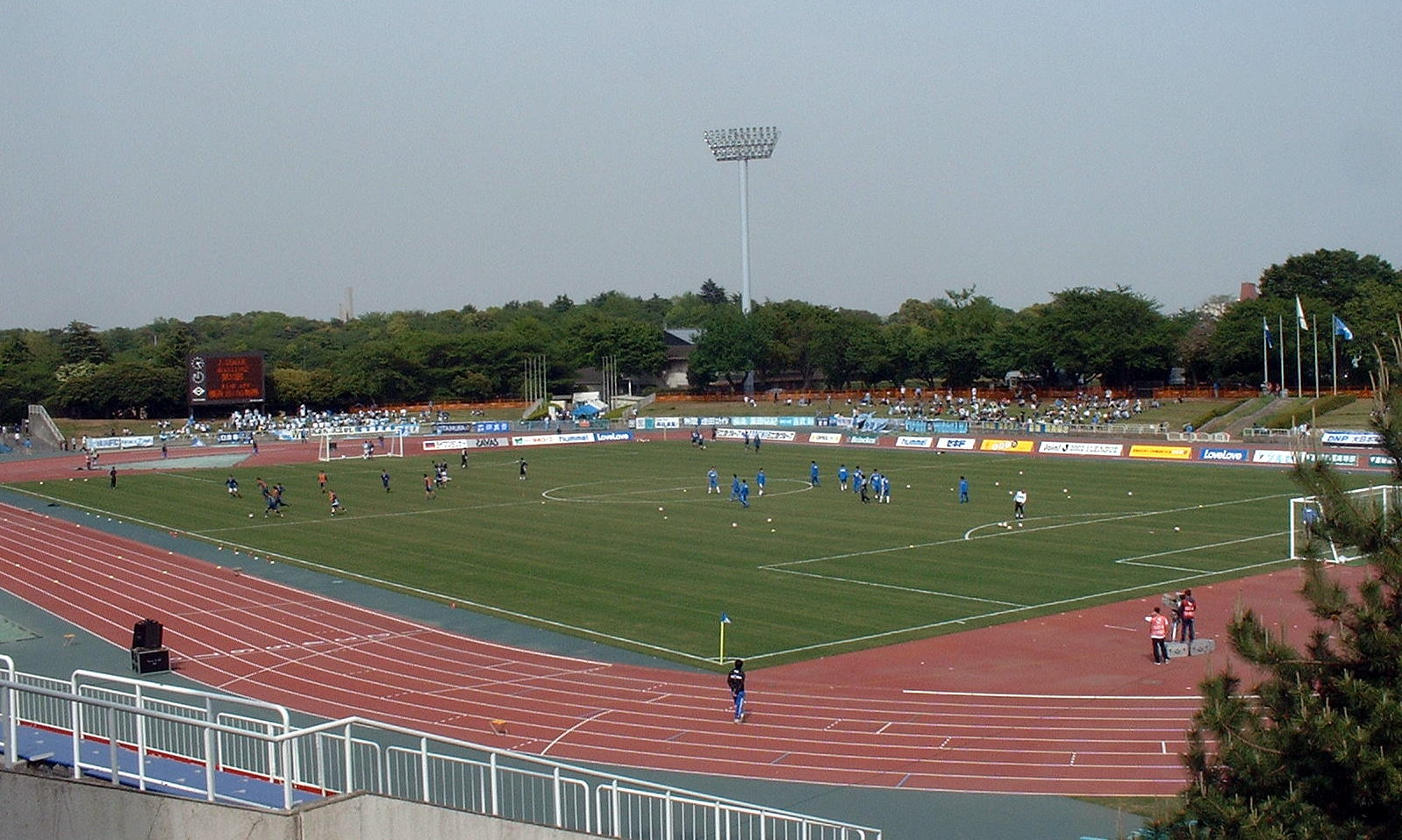
三ツ沢公園陸上競技場（2002年4月）
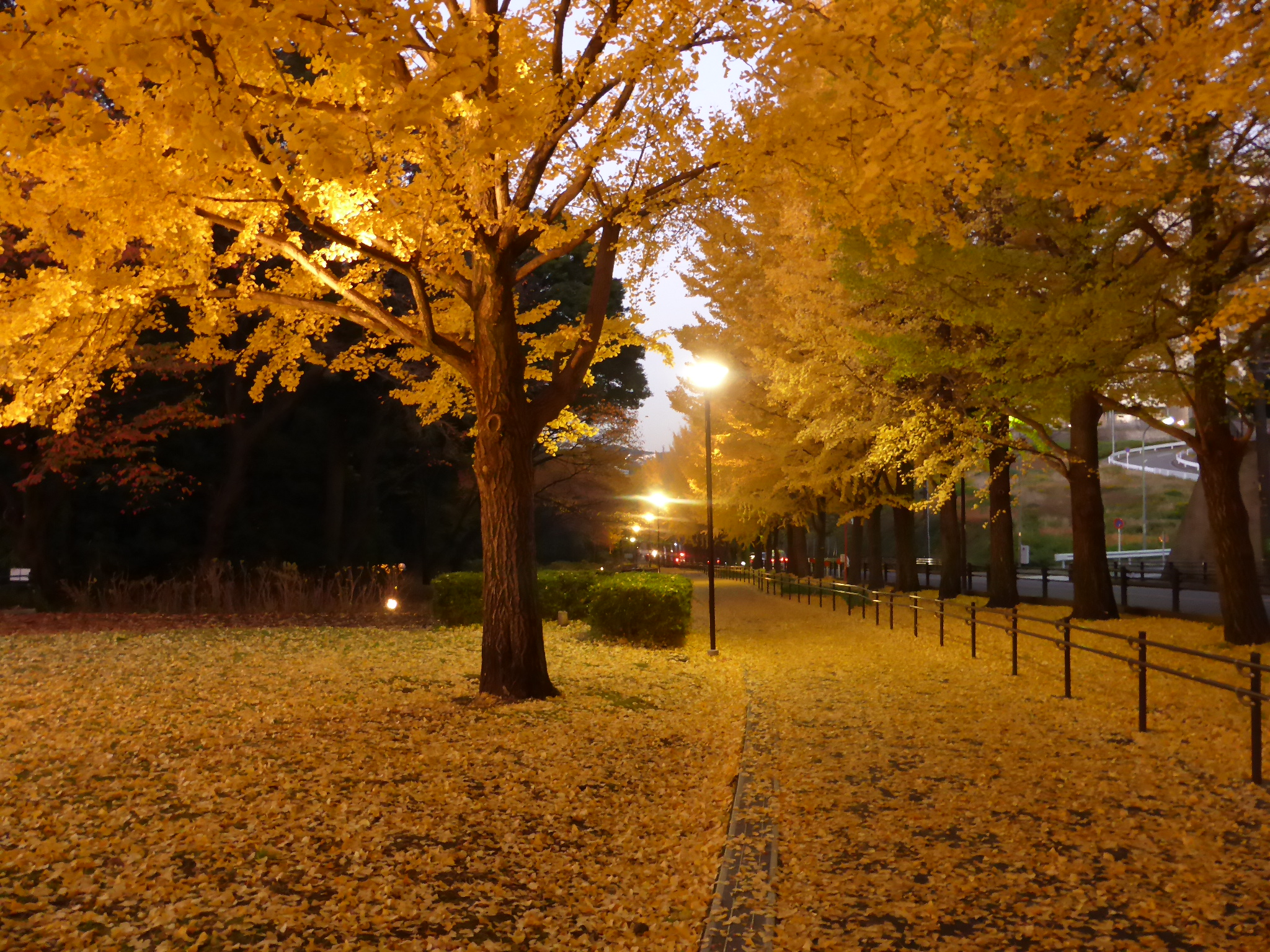
保土ヶ谷公園（2014年11月）
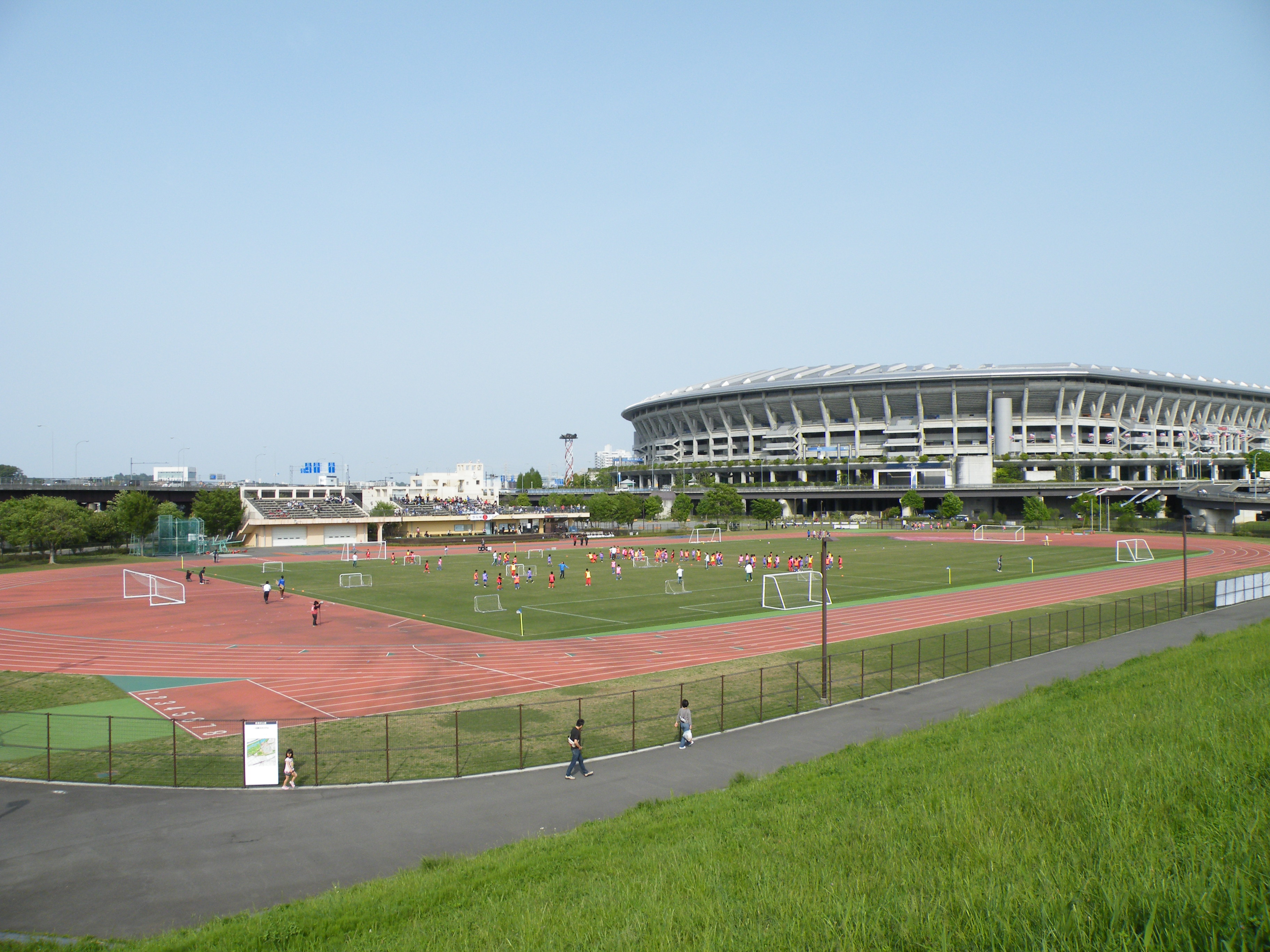
小机競技場と横浜国際総合競技場（新横浜公園）（2011年5月）
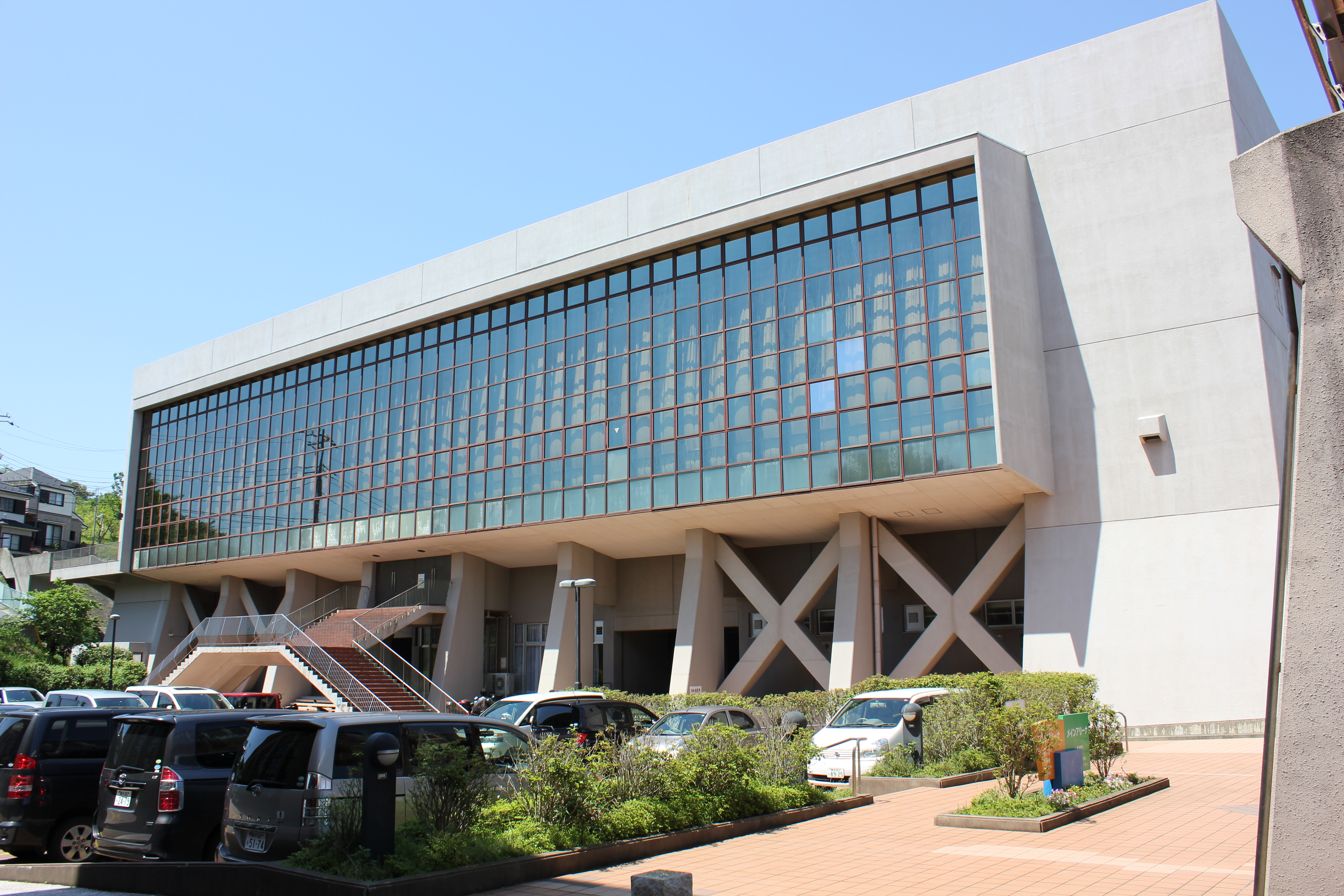
横須賀市総合体育会館メインアリーナ（横須賀アリーナ）（不入斗公園）（2012年5月）
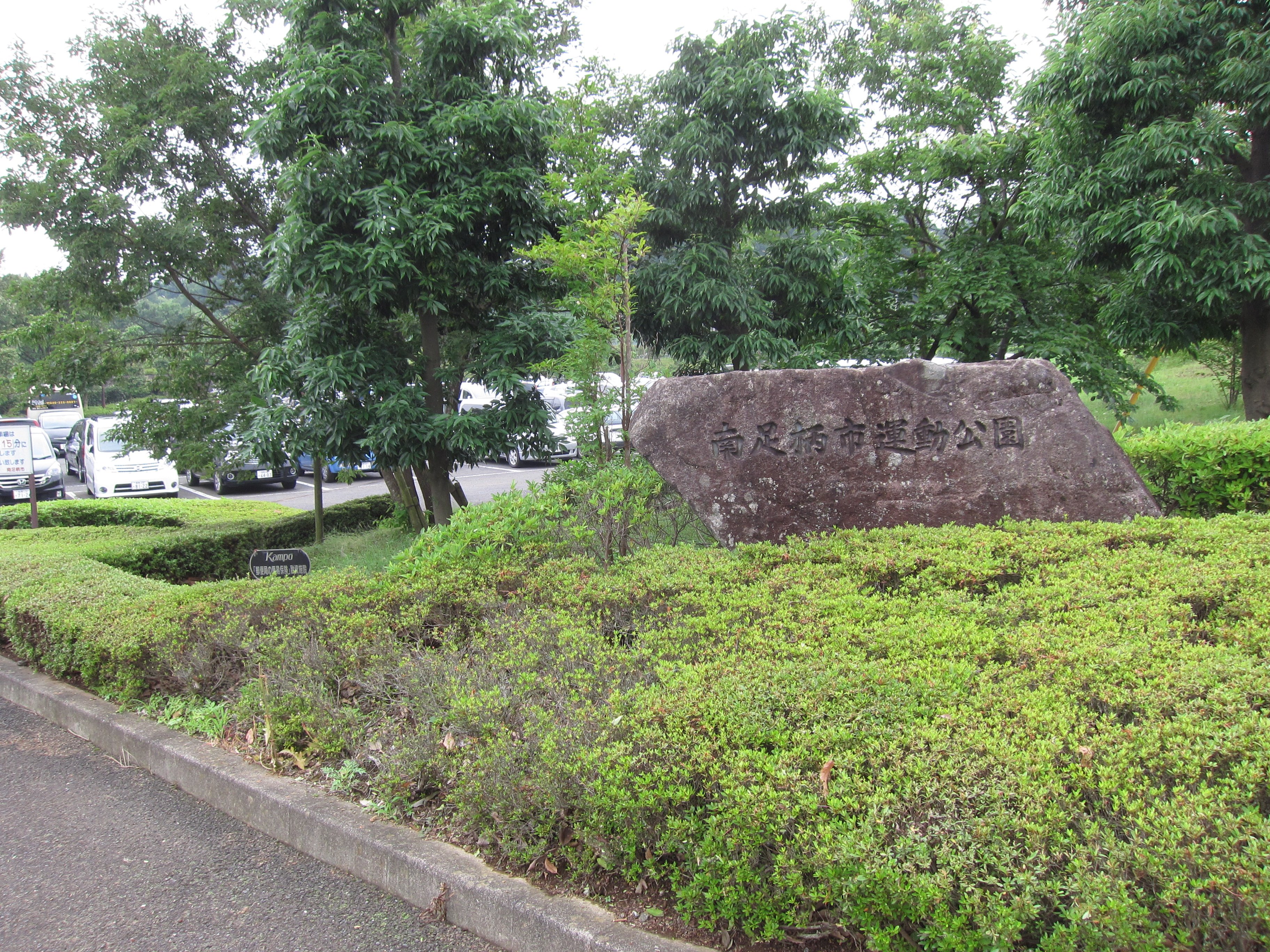
南足柄市運動公園（2012年6月）

## 甲信・東海地方

### 山梨県
- 山梨県小瀬スポーツ公園（甲府市）
- 甲府市緑が丘スポーツ公園（甲府市）
- 都留市総合運動公園（都留市）
- 釜無川スポーツ公園（甲斐市）
- くぬぎ平スポーツ公園（南都留郡富士河口湖町）

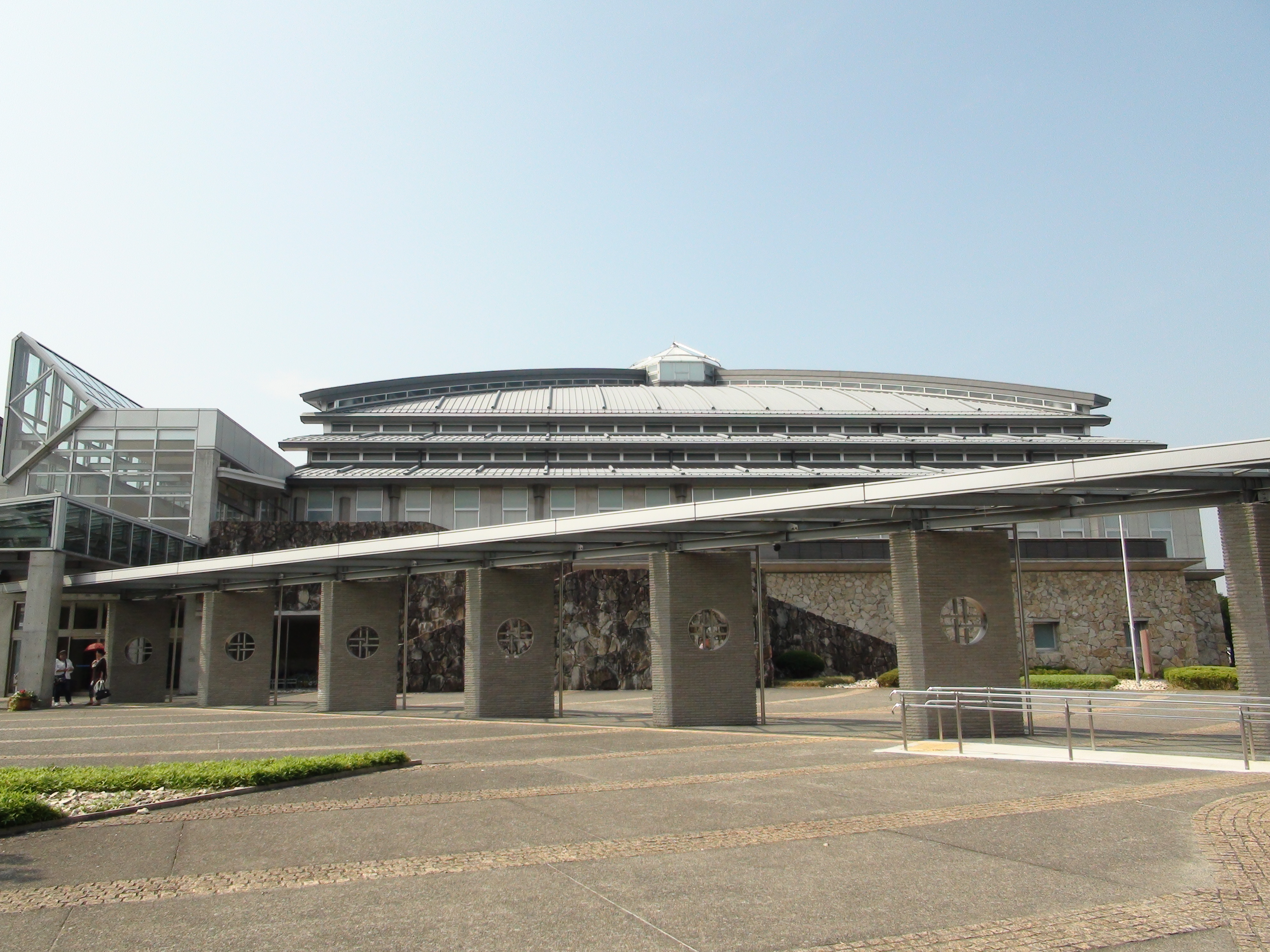
山梨県小瀬スポーツ公園武道館（2012年7月）

### 長野県
- 長野運動公園（長野市）
- 南長野運動公園（長野市）
- 塩田運動公園（上田市）
- 飯田運動公園（飯田市）
- 大町運動公園（大町市）
- 飯山運動公園（飯山市）
- 茅野市運動公園（茅野市）
- 荒神山スポーツ公園（上伊那郡辰野町）

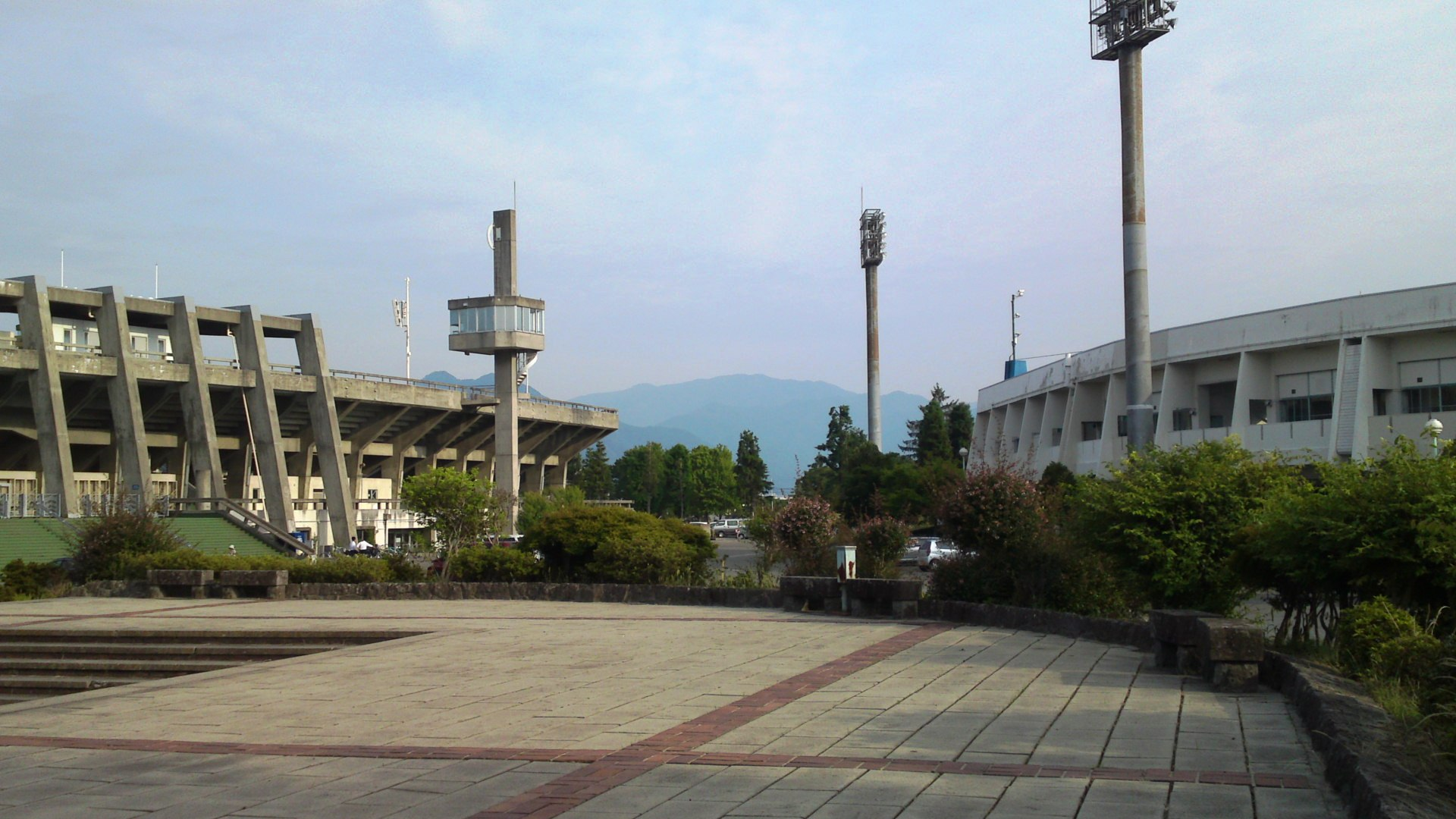
長野市営陸上競技場と長野県営野球場（長野運動公園）（2012年6月）
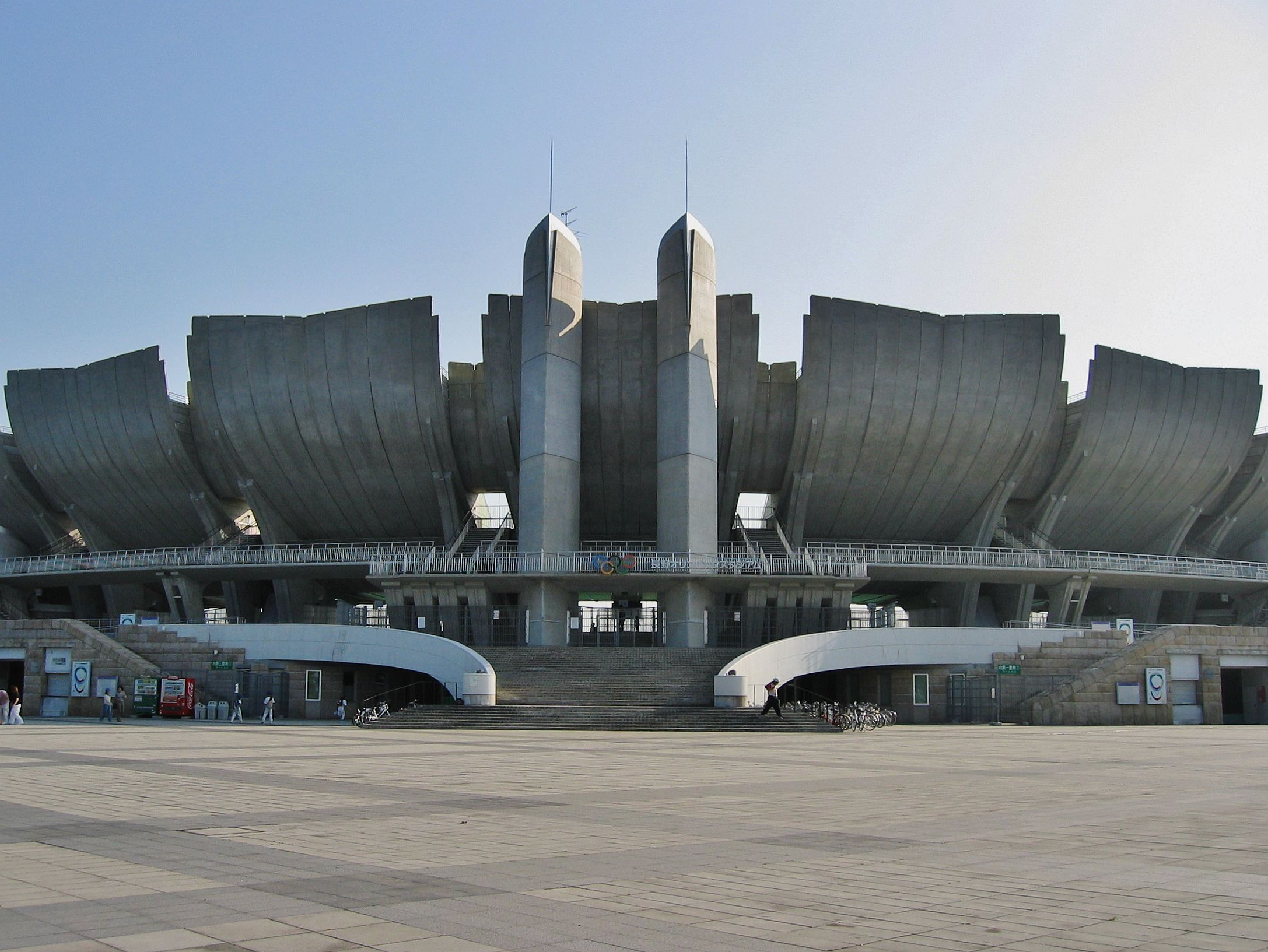
長野オリンピックスタジアム（南長野運動公園）（2006年6月）

### 岐阜県
- 岐阜メモリアルセンター（岐阜市）
- 正木緑地（岐阜市）[37]
- 岩利広場（岐阜市）[38]
- 江崎運動場（岐阜市）[39]
- 鏡島運動場（岐阜市）[39]
- 福光中央公園（岐阜市）[40]
- 茶屋新田運動場（岐阜市）[41]
- 日置江公園（岐阜市）[41]
- 日置江北公園（岐阜市）[41]
- 河渡緑地（岐阜市）[42]
- 島大橋河川公園（岐阜市）[42]
- 岐阜市北西部運動公園（岐阜市）[42]
- 中屋運動場（岐阜市）[43]
- 旦島公園（岐阜市）[44]
- 浅中公園（大垣市）
- 赤坂スポーツ公園（大垣市）
- 中山公園（高山市）
- 多治見運動公園（多治見市）[45]
- 中池公園（関市）
- 中津川公園（中津川市）
- 美濃市運動公園（美濃市）
- 長良川多目的運動場（羽島市）
- 敷島公園（土岐市）
- 朝倉運動公園（不破郡垂井町）
- 総合運動公園（安八郡安八町）[46]

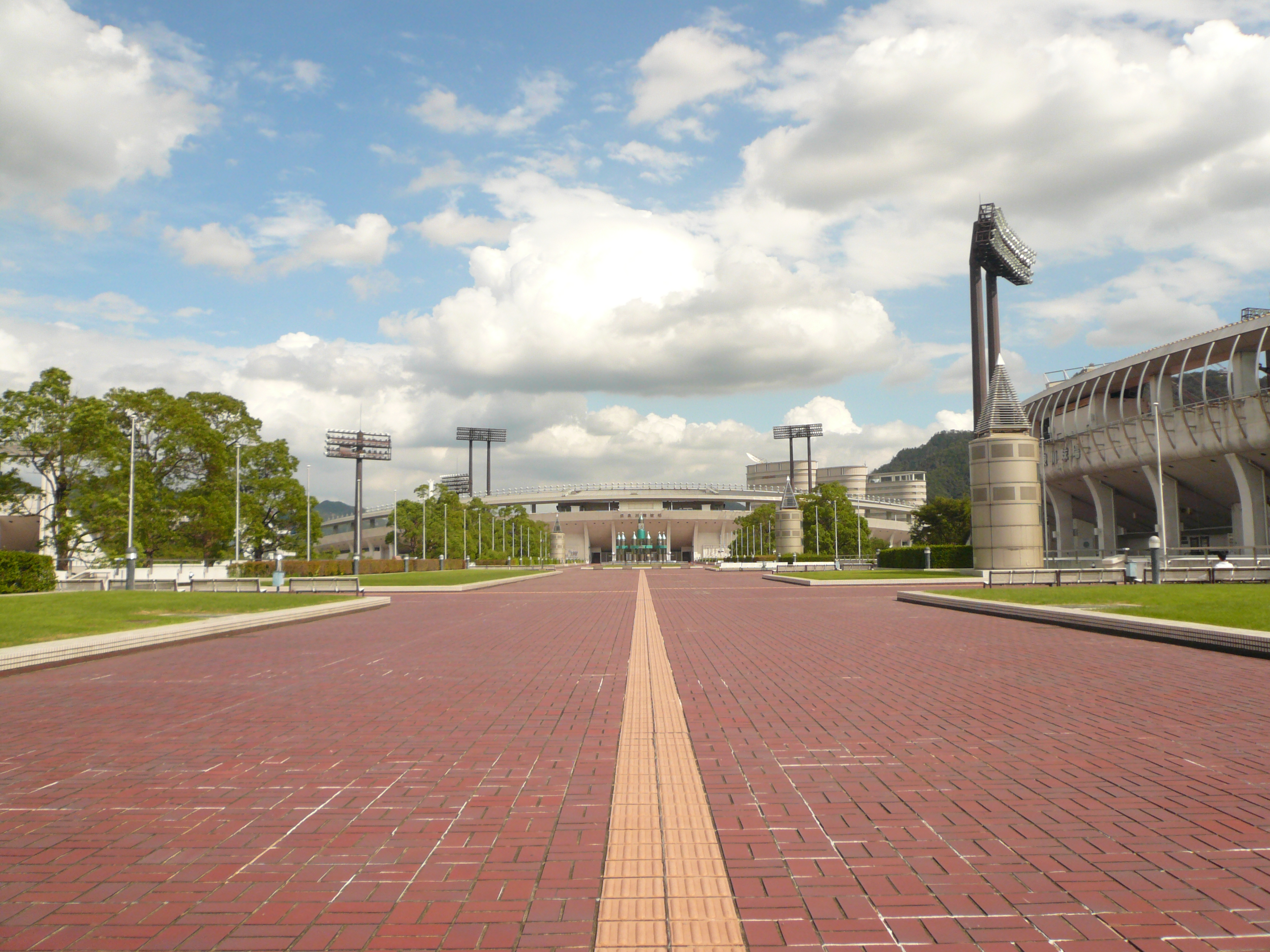
岐阜メモリアルセンター（2007年9月）

### 静岡県
- 静岡県草薙総合運動場（静岡市駿河区）
- 清水日本平運動公園（静岡市清水区）
- 四ツ池公園（浜松市中央区）
- 花川運動公園（浜松市中央区）
- 愛鷹広域公園（沼津市）
  - 愛鷹運動公園
- 横井運動場公園（島田市）
- 富士川河川敷憩いの広場（富士市）
- 俵石スポーツ広場（富士市）
- 富士市総合運動公園（富士市）
- 東大久保運動公園（磐田市）
- 磐田スポーツ交流の里・ゆめりあ（磐田市）
- 大井川河川敷運動公園（焼津市）
- 藤枝総合運動公園（藤枝市）
- 裾野市運動公園（裾野市）
- 湖西運動公園（湖西市）
- 菊川運動公園（菊川市）
- 韮山運動公園（伊豆の国市）
- 神島運動公園（伊豆の国市）
- 中島運動公園（伊豆の国市）
- 榛原総合運動公園（牧之原市）

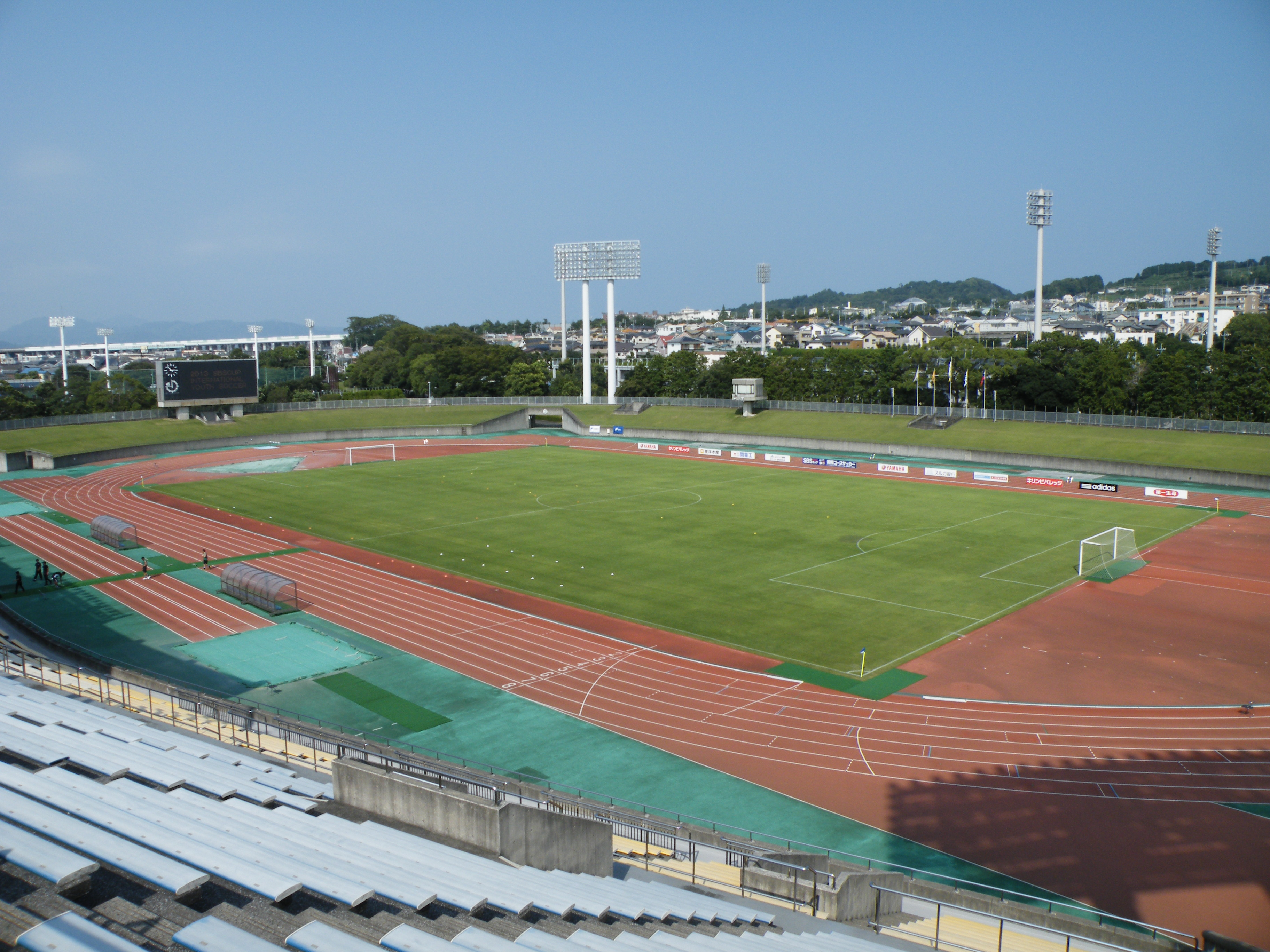
静岡県草薙総合運動場陸上競技場（2013年8月）
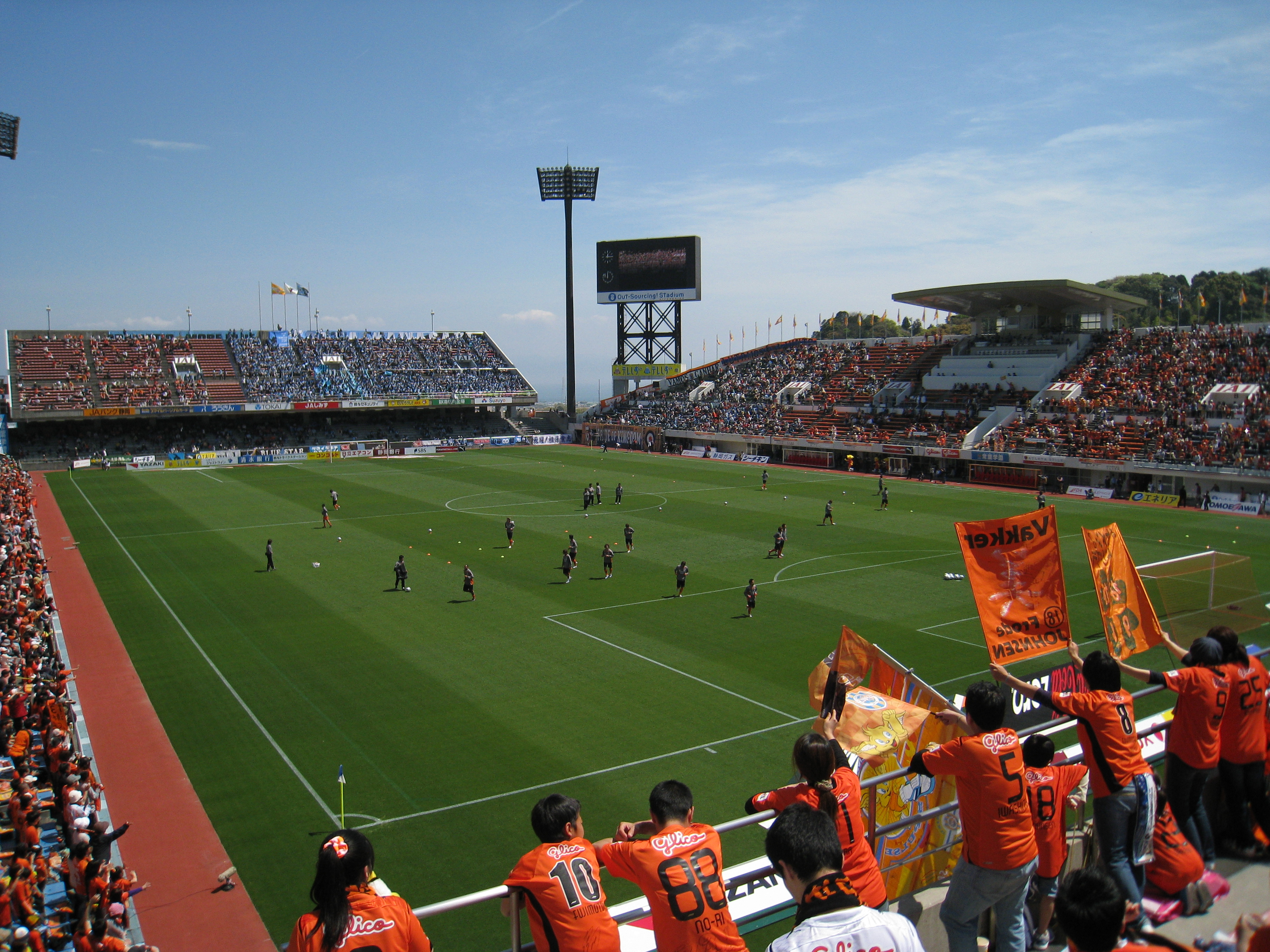
静岡市清水日本平運動公園球技場（日本平スタジアム）（2009年4月）
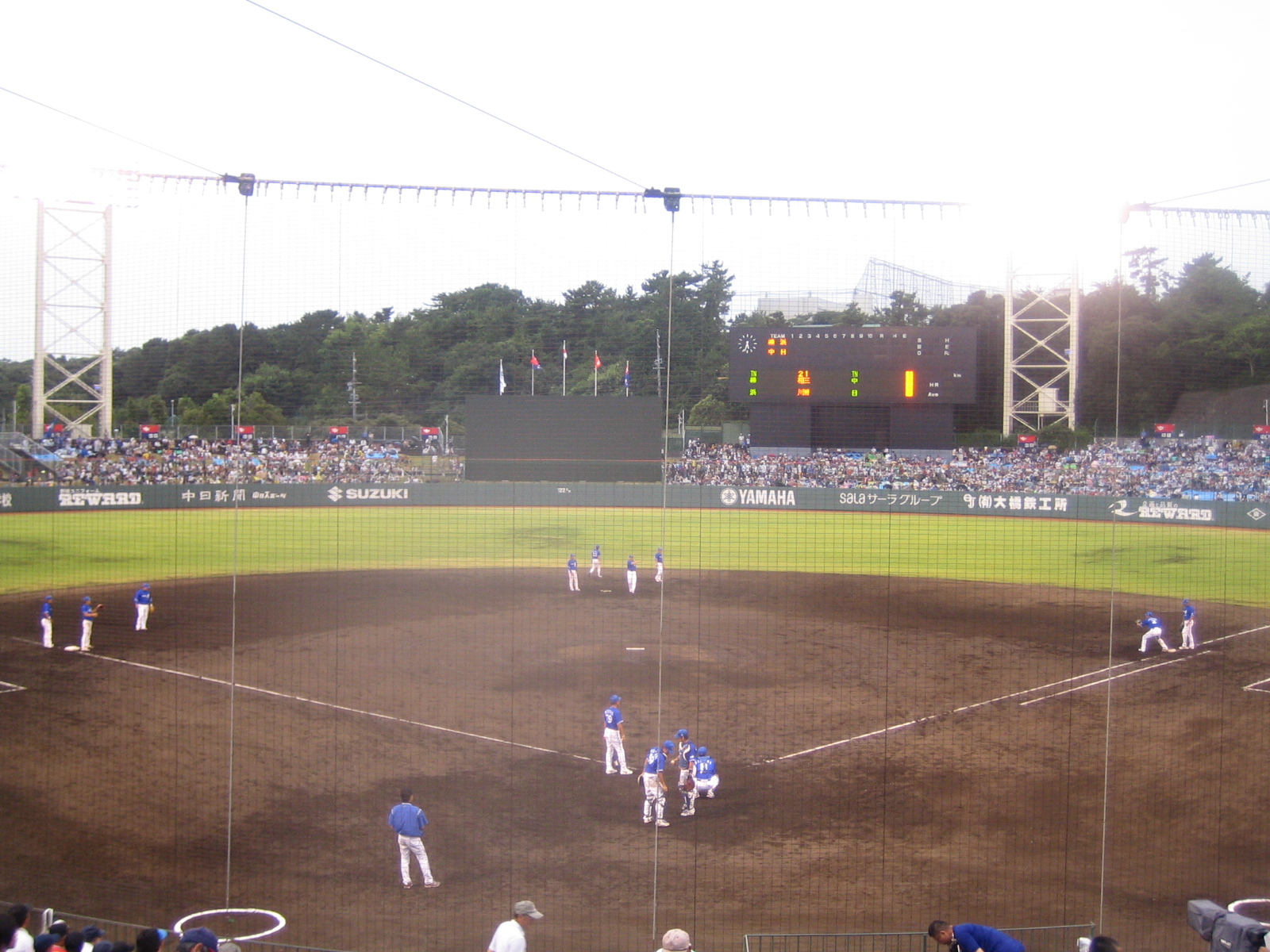
浜松市営球場（四ツ池公園）（2008年7月）
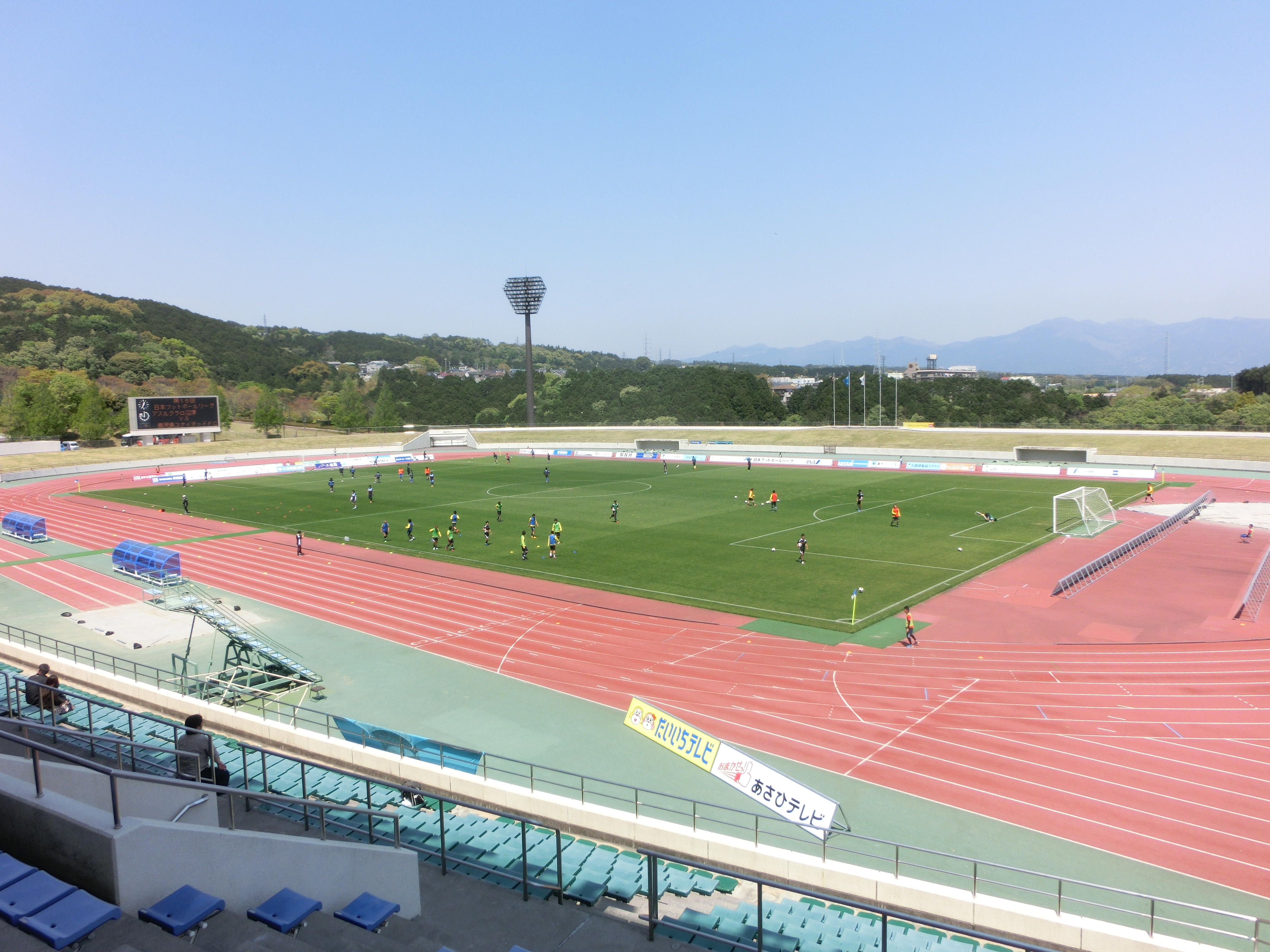
愛鷹広域公園多目的競技場（愛鷹競技場）（2014年4月）
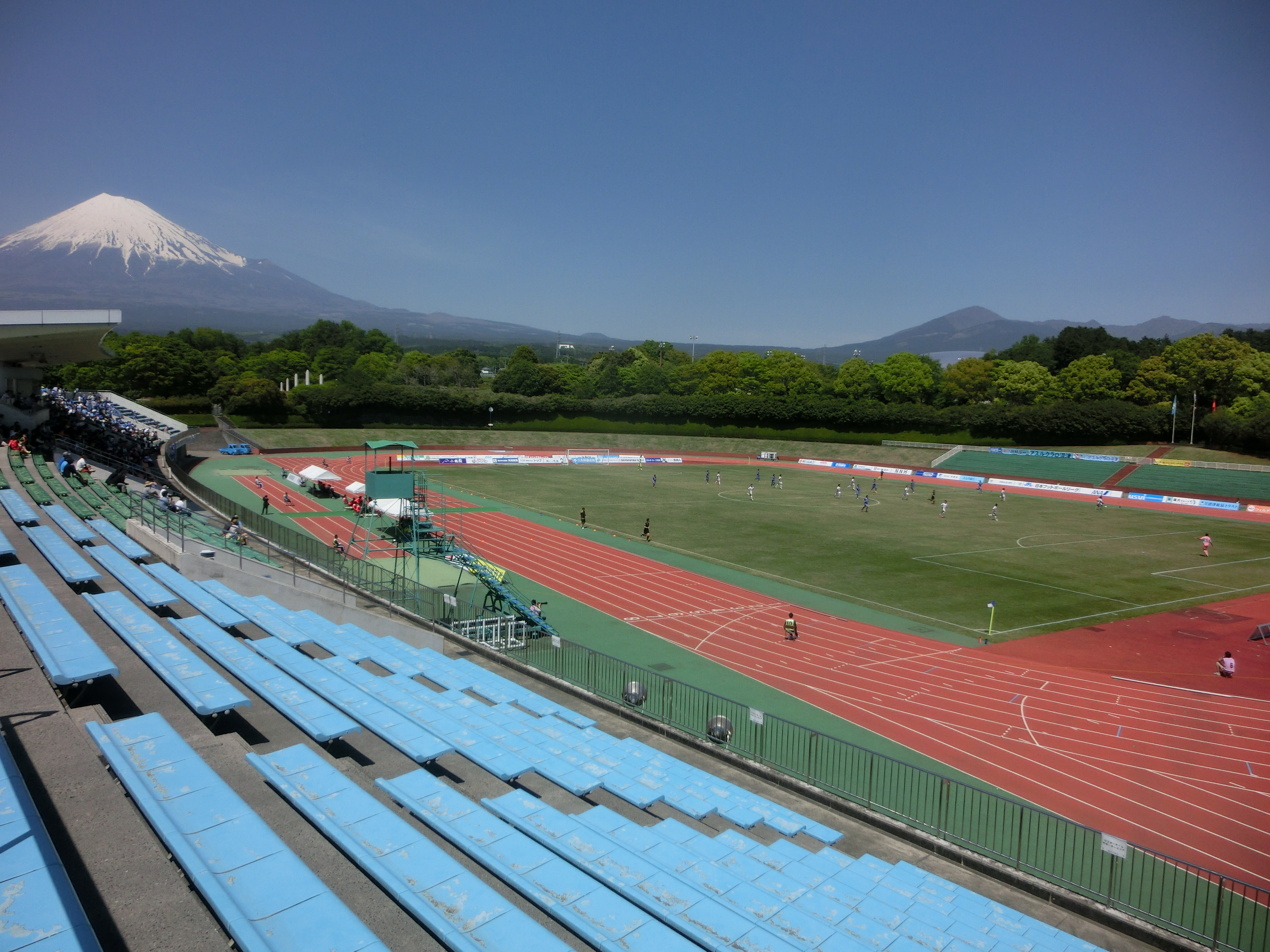
富士市総合運動公園陸上競技場（2014年5月）

### 愛知県
- 名古屋市瑞穂公園（名古屋市瑞穂区）
- 新茶屋川公園（名古屋市港区）
- 稲永公園（名古屋市港区）
- 日光川公園（名古屋市港区）
- 岩田運動公園（豊橋市）
- 豊橋総合スポーツ公園（豊橋市）
- 明海公園（豊橋市）
- 光明寺公園（一宮市）
- 市民公園（瀬戸市）[47]
- 半田運動公園（半田市）
- 朝宮公園（春日井市）
- 豊川公園（豊川市）
- 東公園（津島市）[48]
- 刈谷市総合運動公園（刈谷市）
- 柳川瀬公園（豊田市）[49]
- 猿投公園（豊田市）[49]
- 安城市総合運動公園（安城市）
- 西尾市スポーツ公園（西尾市）
- 大曽公園（常滑市）
- 蘇南公園（江南市）
- 小牧市スポーツ公園（小牧市）
- 祖父江ワイルドネイチャー緑地（稲沢市）
- 知多運動公園（知多市）
- 旭公園（知多市）
- 日進市総合運動公園（日進市）
- 中央公園（田原市）

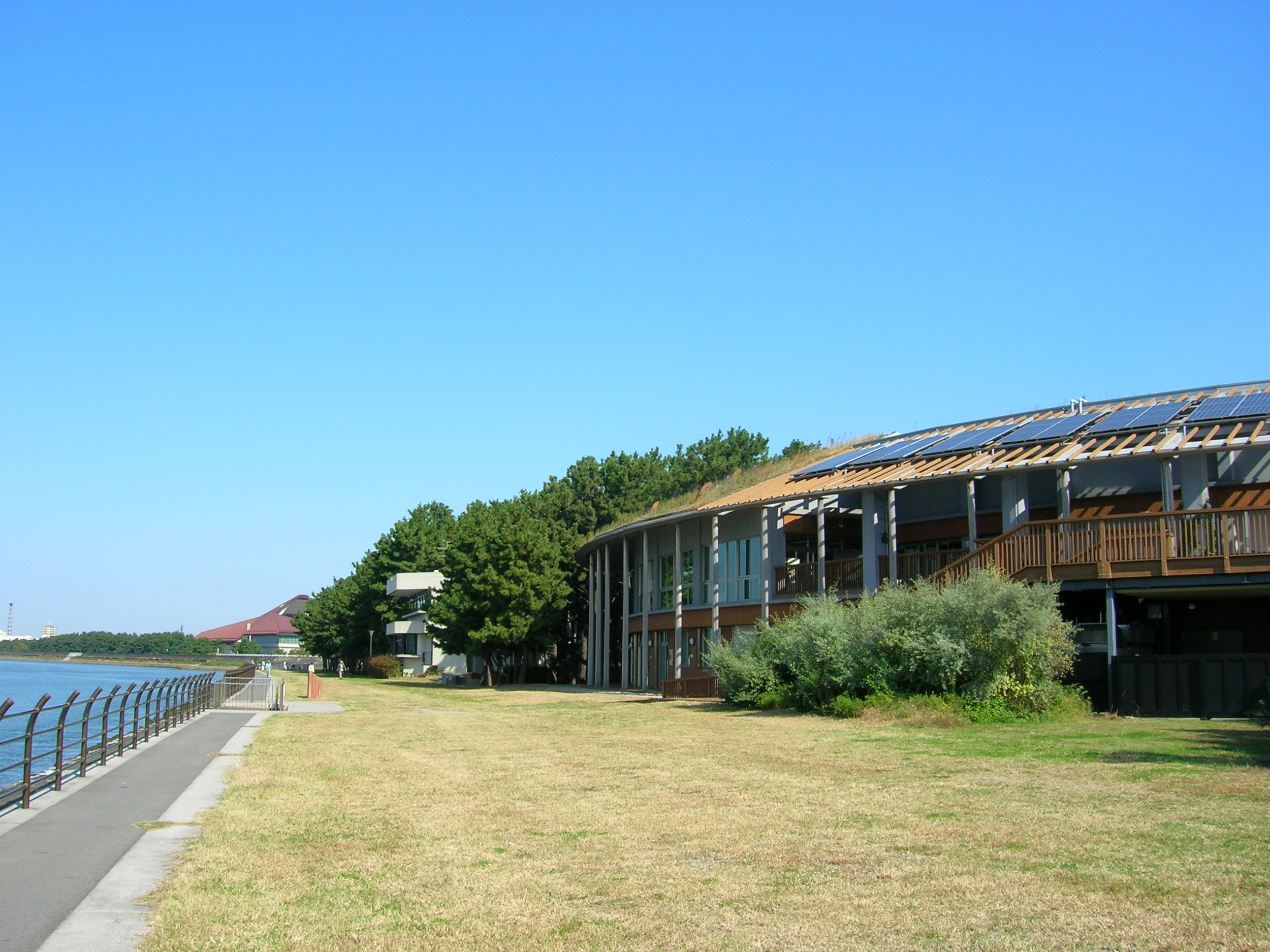
稲永公園（2008年10月）
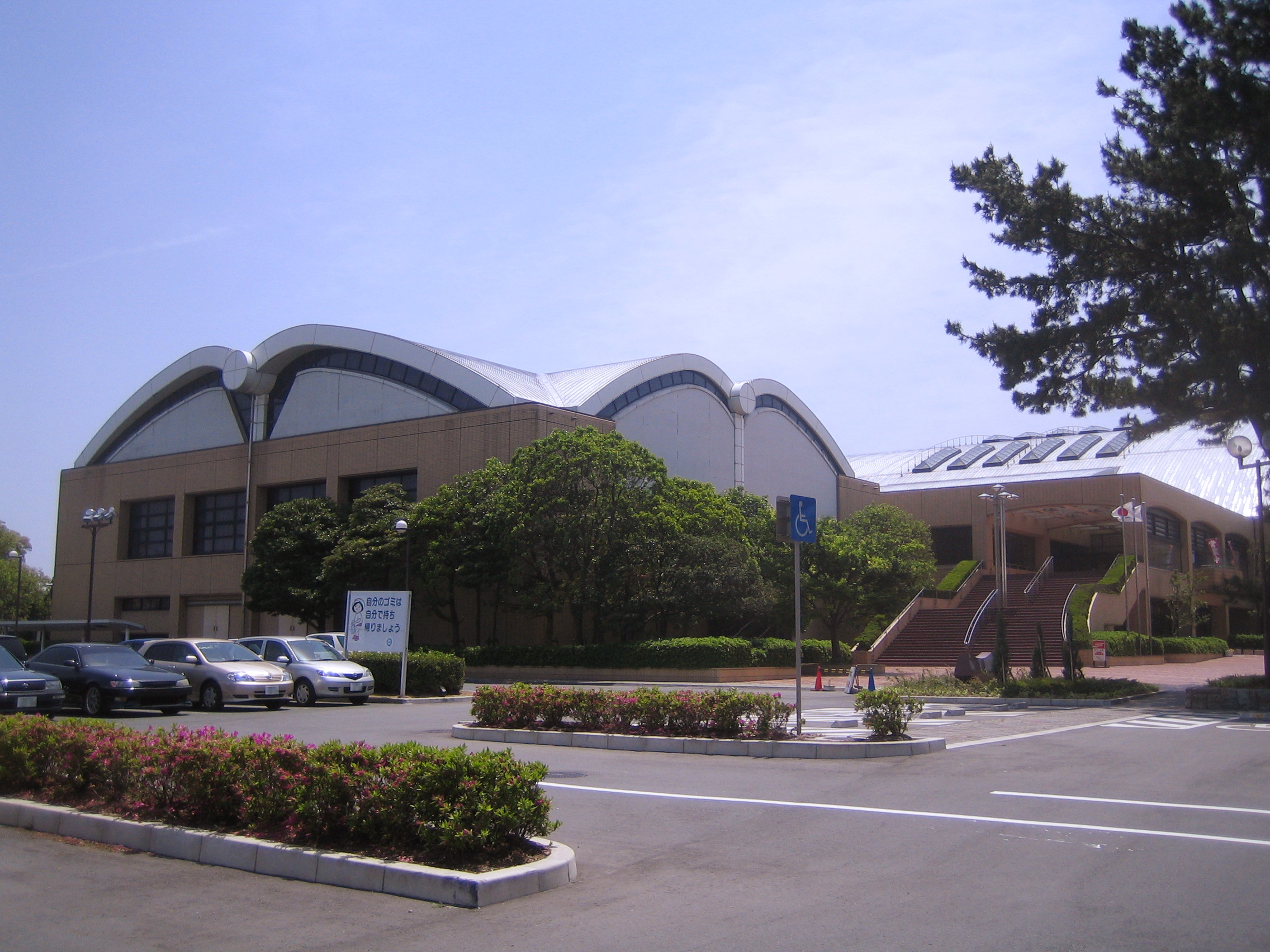
豊橋市総合体育館（豊橋総合スポーツ公園）（2007年4月）
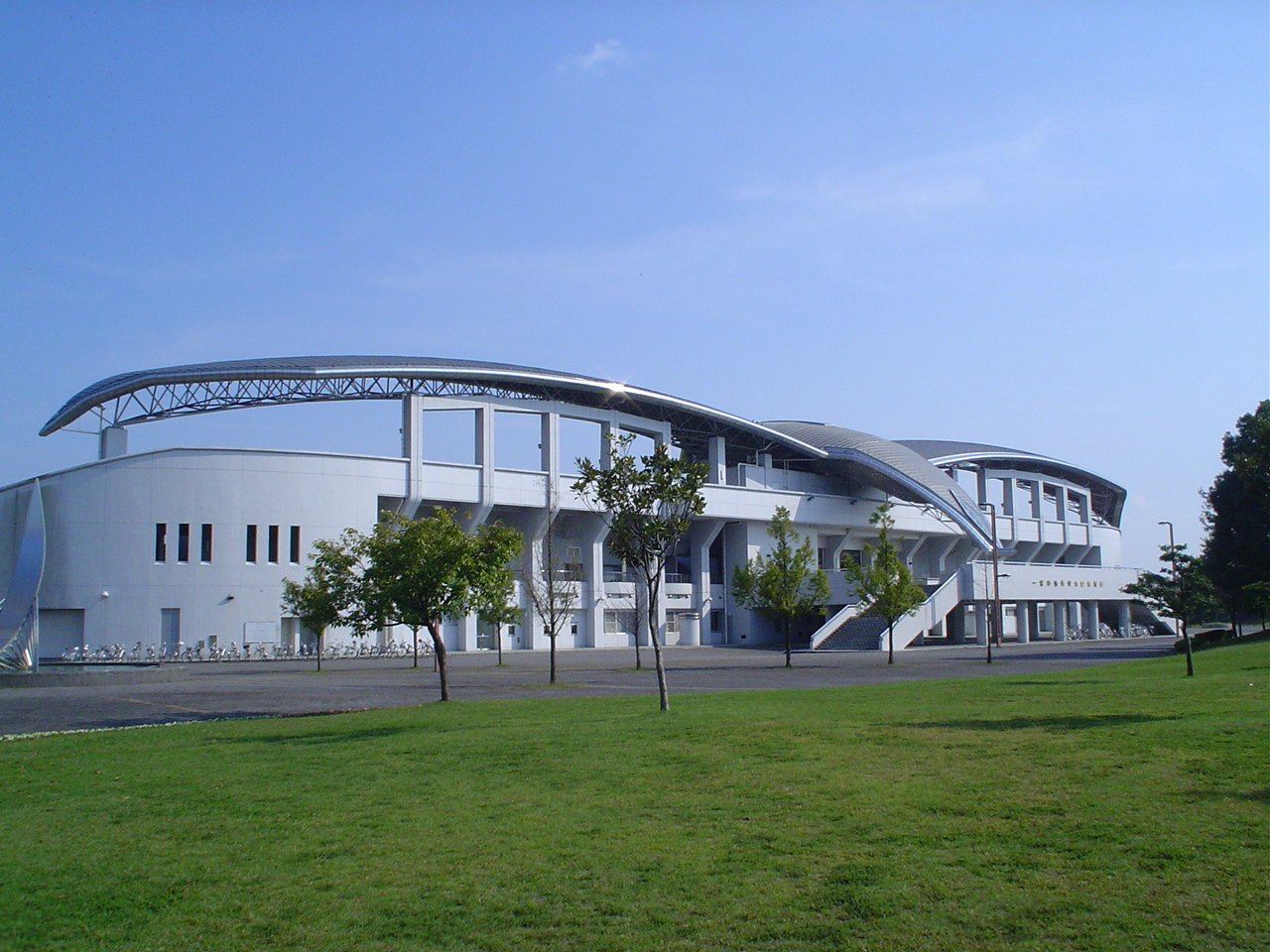
光明寺公園球技場（2008年10月）
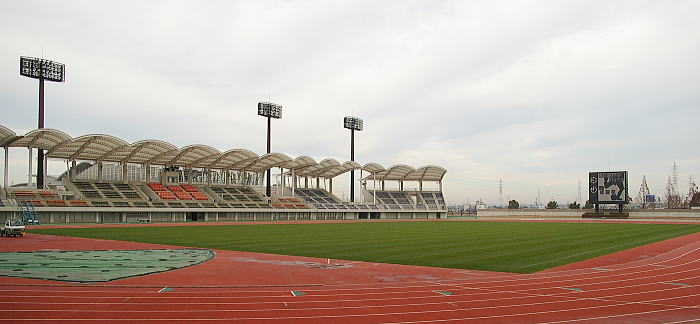
刈谷市総合運動公園多目的グラウンド（ウェーブスタジアム刈谷）（2006年8月）
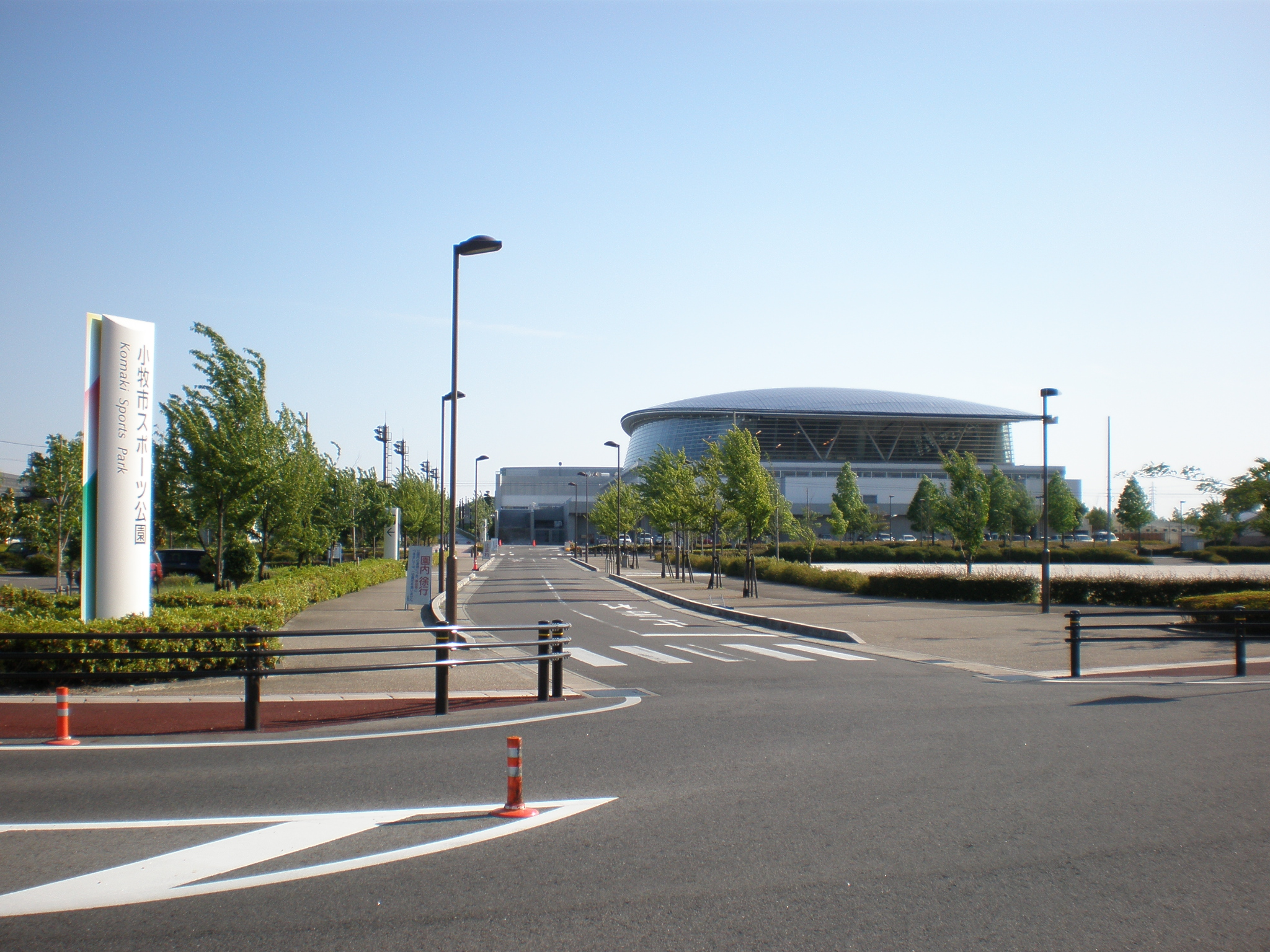
小牧市スポーツ公園（2009年5月）

### 三重県
- 北条公園（四日市市）
- 笹川西公園（四日市市）
- 五十鈴公園（伊勢市）
- 朝熊山麓公園（伊勢市）
- 中部台運動公園（松阪市）
- 桑名市総合運動公園（桑名市）
- 長島運動公園（桑名市）
- 石垣池公園（鈴鹿市）
- 鳥羽中央公園（鳥羽市）
- 山崎運動公園（熊野市）
- 浜島ふるさと公園（志摩市）
- 上野運動公園（伊賀市）[50]

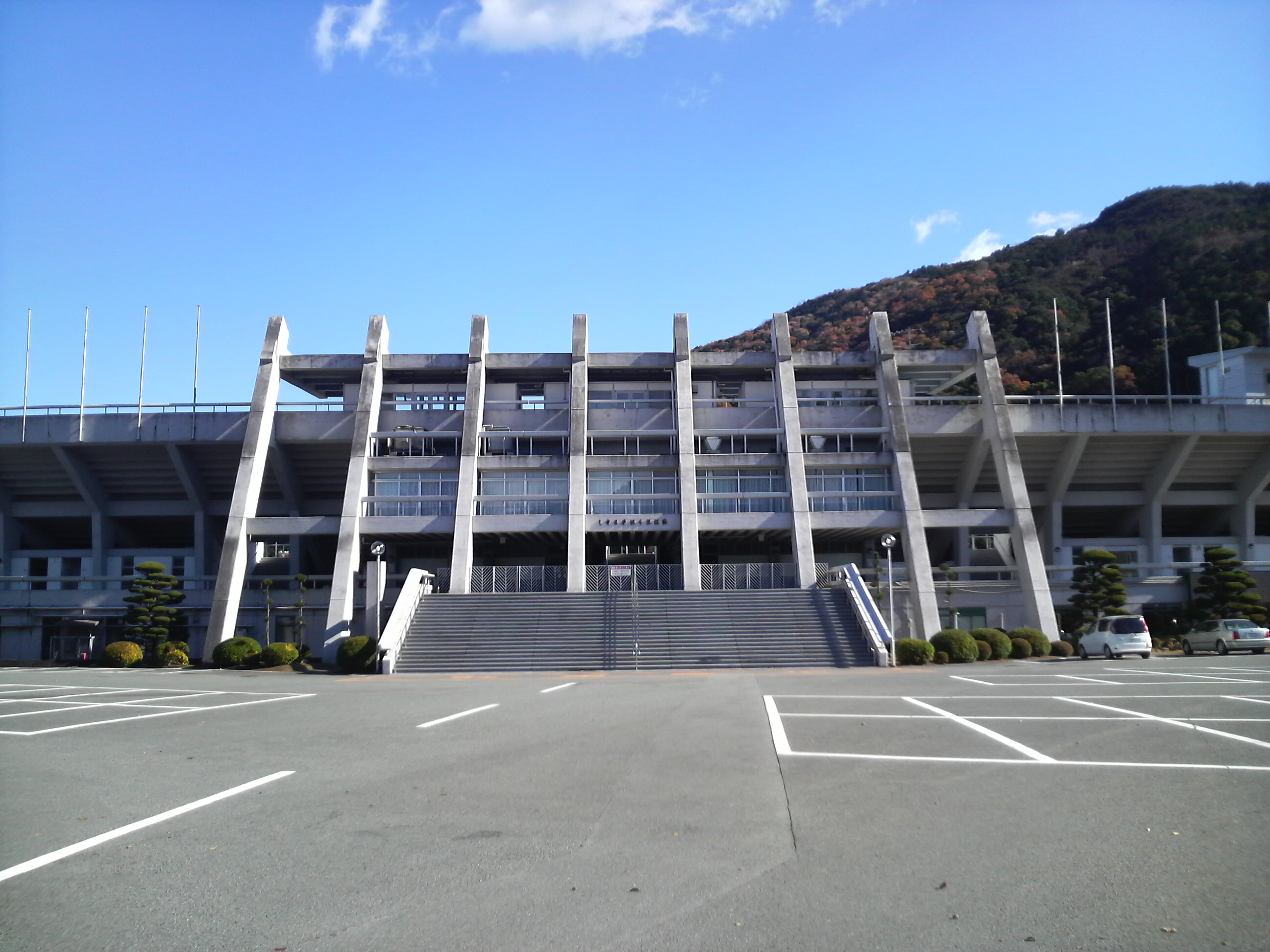
三重県営総合競技場（五十鈴公園）（2008年12月）
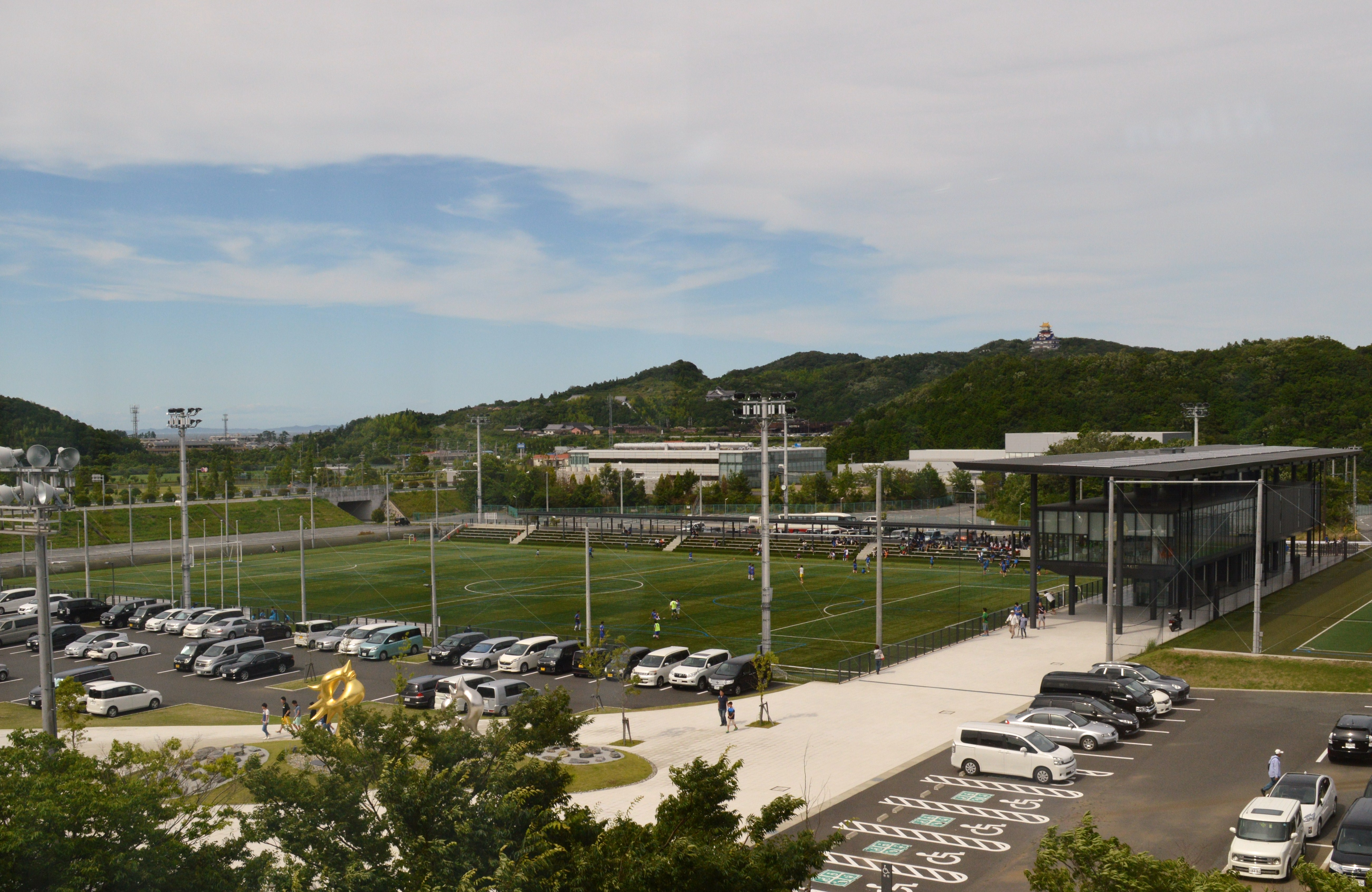
伊勢フットボールヴィレッジ（朝熊山麓公園）（2015年6月）

## 北陸地方

### 新潟県
- 太夫浜運動公園（新潟市北区）[51]
- 鳥屋野運動公園（新潟市中央区）
- みどりと森の運動公園（新潟市西区）[51]
- 城山運動公園（新潟市西蒲区）
- 北部運動公園（長岡市）
- 信濃川河川公園（長岡市）
- 信濃川右岸運動公園（長岡市）
- 三条市総合運動公園（三条市）
- 白山運動公園（小千谷市）
- 信濃川河川公園（小千谷市）
- 千谷運動公園（小千谷市）
- 十日町市笹山運動公園（十日町市）
- 十日町市信濃川運動公園（十日町市）
- 十日町市水沢運動公園（十日町市）
- 十日町市当間多目的運動公園（十日町市）
- 十日町市吉田多目的運動公園（十日町市）
- 十日町市青少年運動公園（十日町市）
- 十日町市飛渡運動公園（十日町市）
- 十日町市城ヶ丘運動公園（十日町市）
- 十日町市庚塚運動公園（十日町市）
- 十日町市橘運動公園（十日町市）
- 見附運動公園（見附市）
- 村上運動公園（村上市）
- グリーンパークあらかわ総合運動公園（村上市）
- 新井運動公園（妙高市）
- 妙高高原スポーツ公園（妙高市）
- スポーツ公園（上越市）
- 柿崎総合運動公園（上越市）
- 大原運動公園（南魚沼市）

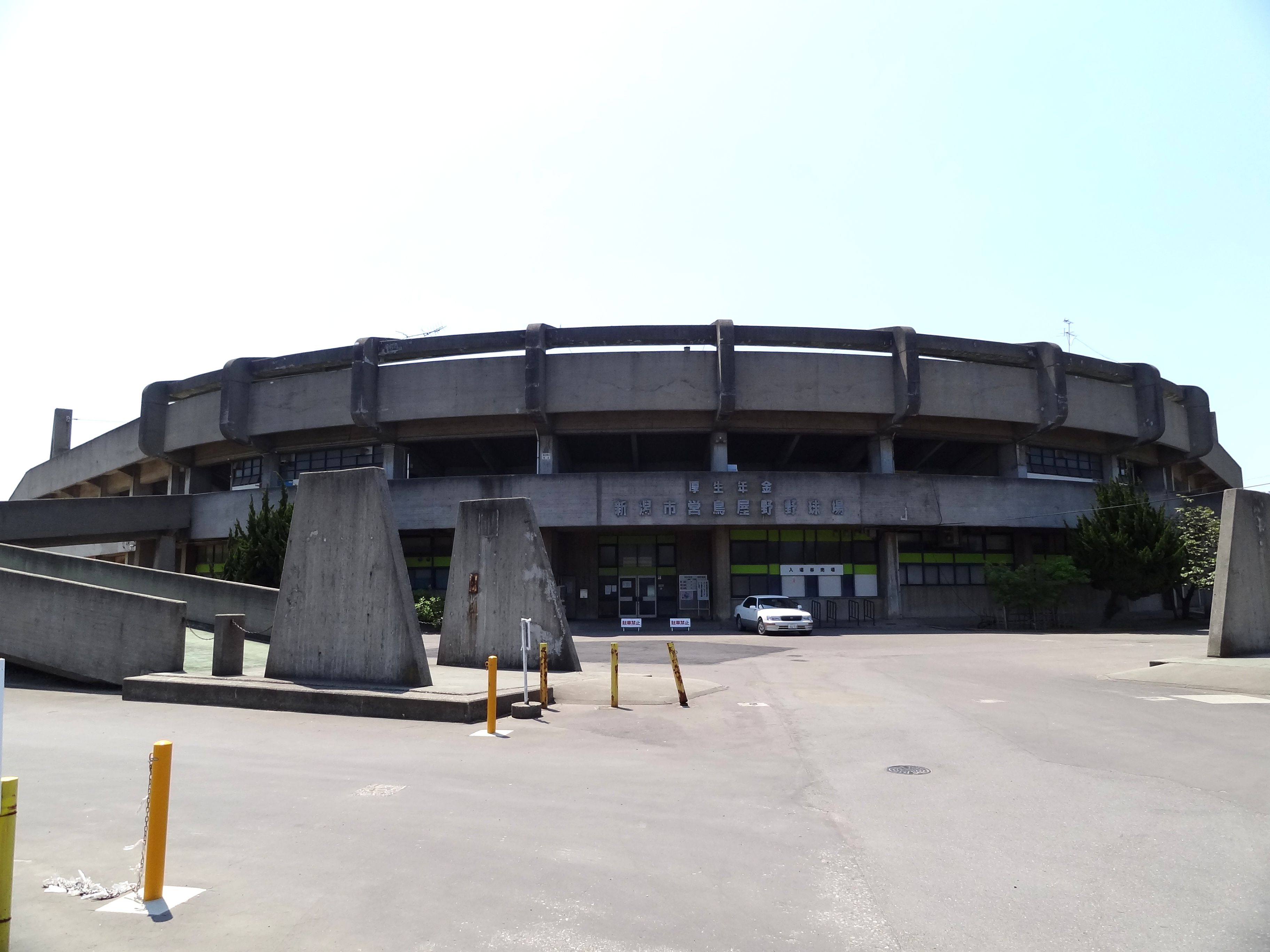
鳥屋野運動公園野球場（2011年5月）

### 富山県
- 富山県総合運動公園（富山市）
- 富山県岩瀬スポーツ公園（富山市）
- 富山県五福公園（富山市）
- 富山県空港スポーツ緑地（富山市）
- 神通川緑地（富山市）
- 大沢野総合運動公園（富山市）
- 城光寺運動公園（高岡市）
- 魚津桃山運動公園（魚津市）
- 氷見運動公園（氷見市）
- 滑川運動公園（滑川市）
- 宮野運動公園（黒部市）
- 砺波総合運動公園（砺波市）
- 小矢部運動公園（小矢部市）
- 射水市歌の森運動公園（射水市）
- 入善町中央公園（下新川郡入善町）

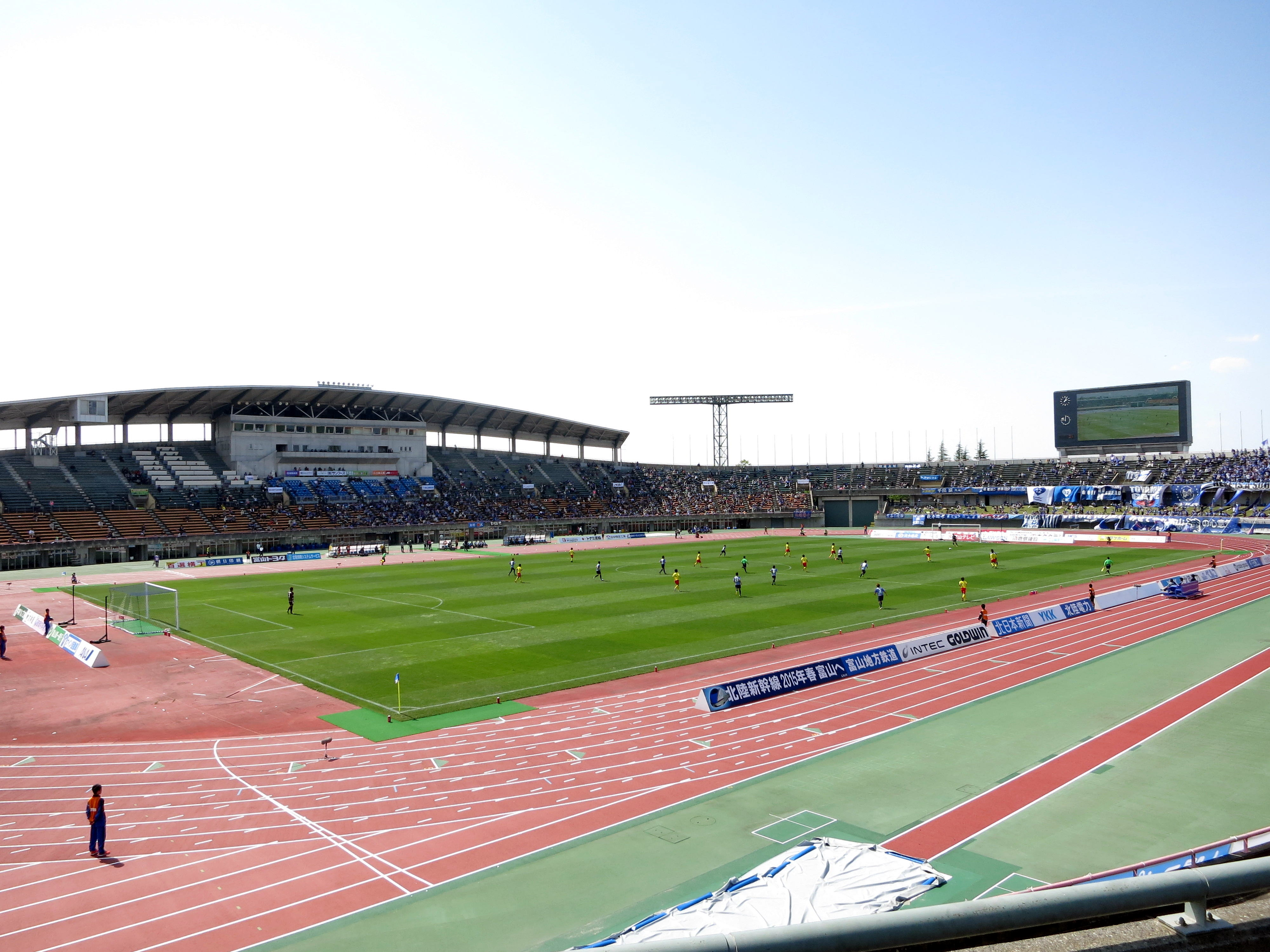
富山県総合運動公園陸上競技場（2014年5月）
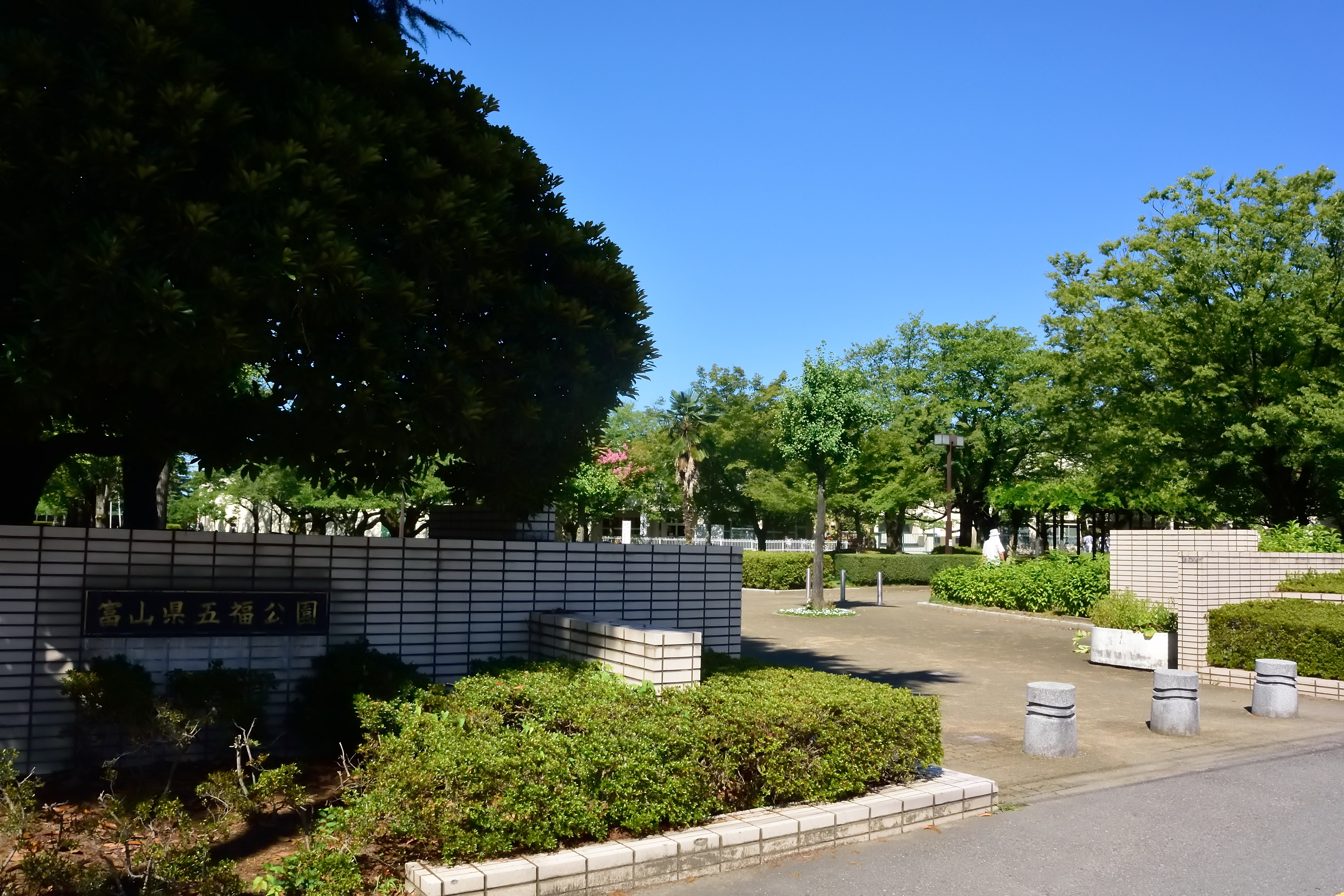
富山県五福公園（2015年7月）

### 石川県
- 西部緑地公園（金沢市）
- 金沢南総合運動公園（金沢市）[52]
- 金沢市城北市民運動公園（金沢市）[52]
- 七尾城山運動公園（七尾市）
- 小松運動公園（小松市）
- 一本松総合運動公園（輪島市）
- 羽咋運動公園（羽咋市）
- 高松運動公園（かほく市）
- 手取公園（白山市）
- 松任総合運動公園（白山市）
- 翠ヶ丘運動公園（能美市）
- 寺井運動公園（能美市）
- 辰口運動公園（能美市）
- 津幡運動公園（河北郡津幡町）
- 中能登町運動公園（鹿島郡中能登町）
- 四明ヶ丘公園（鳳珠郡能登町）

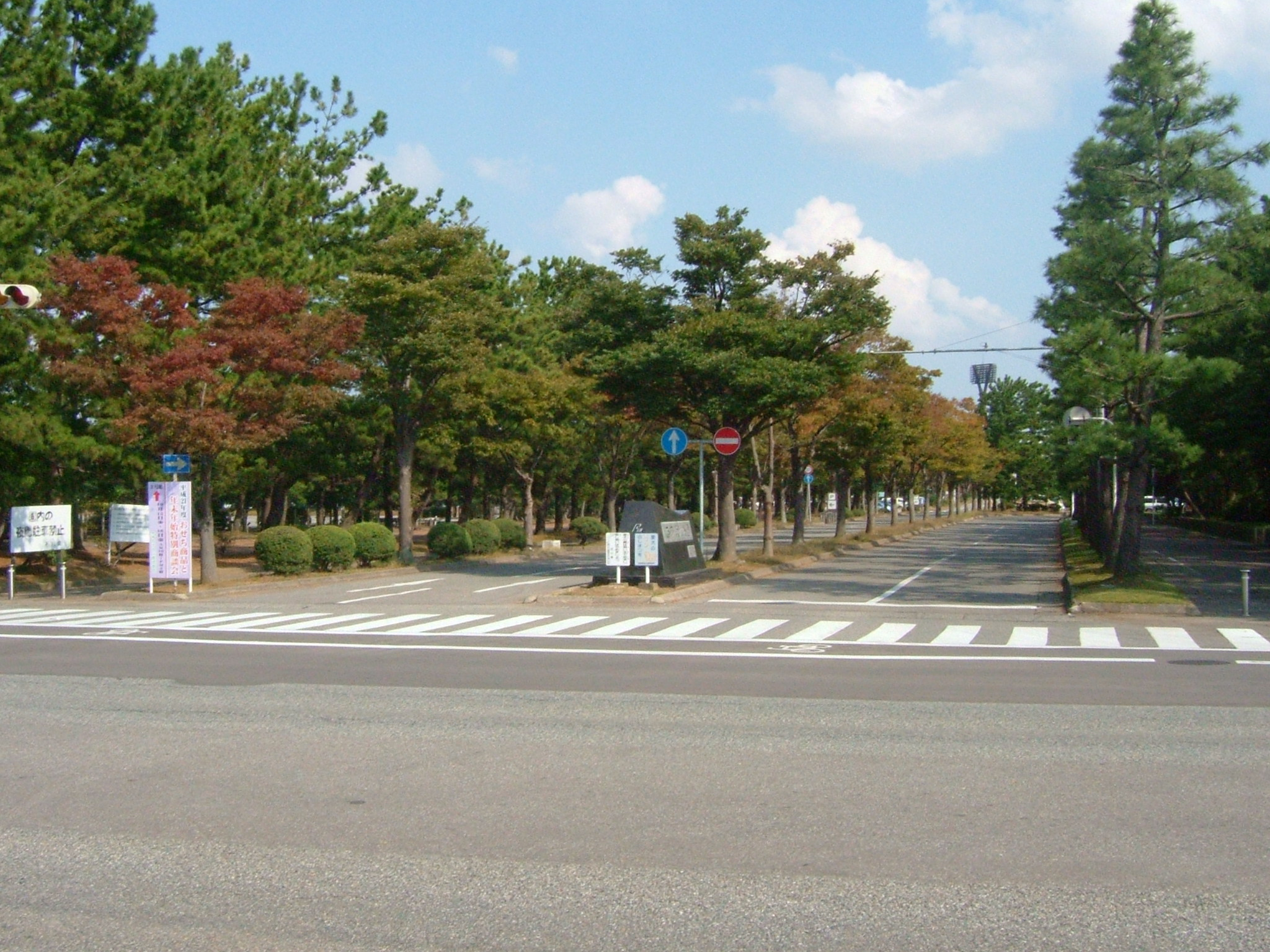
西部緑地公園（2009年10月）
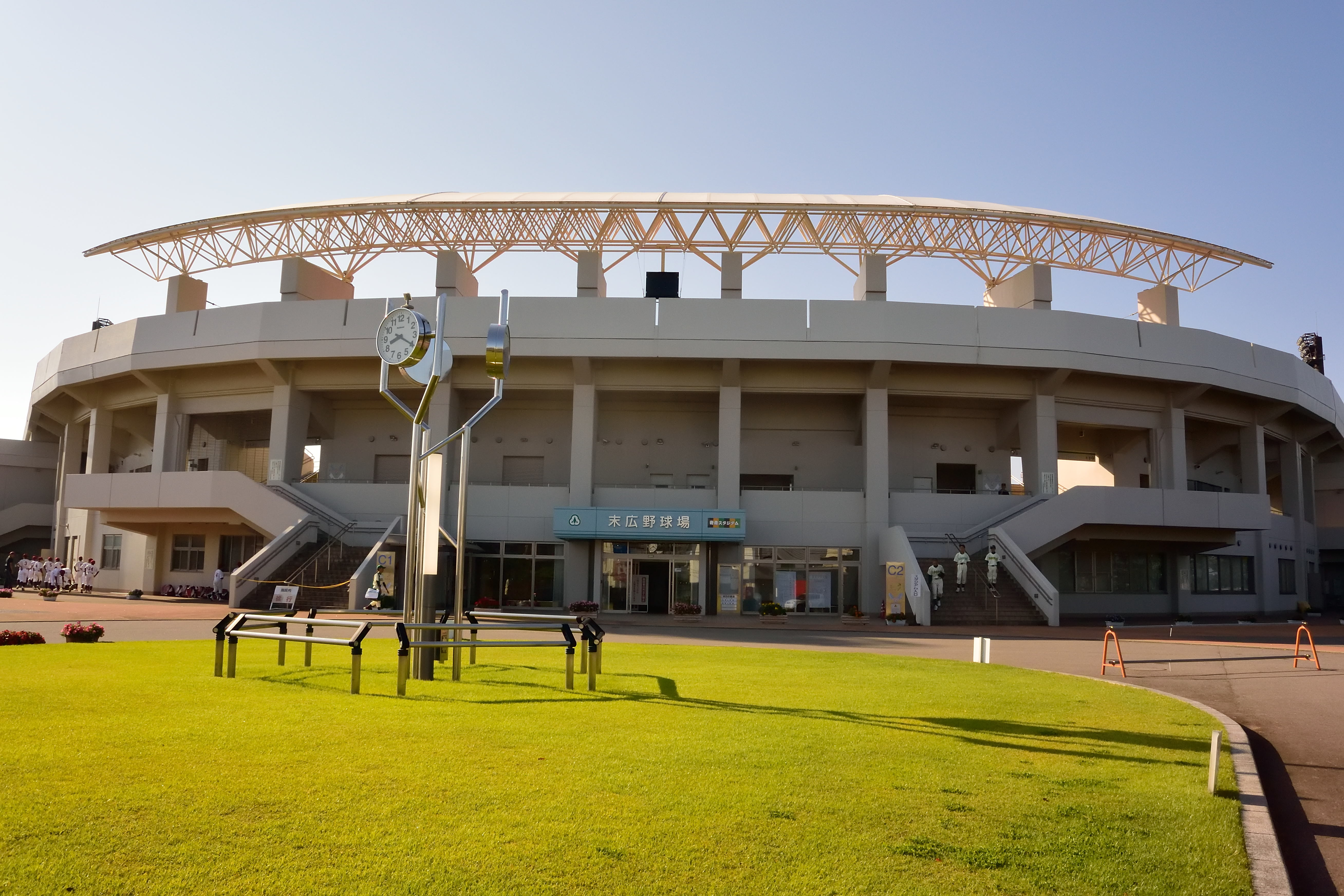
小松運動公園末広野球場（2015年9月）
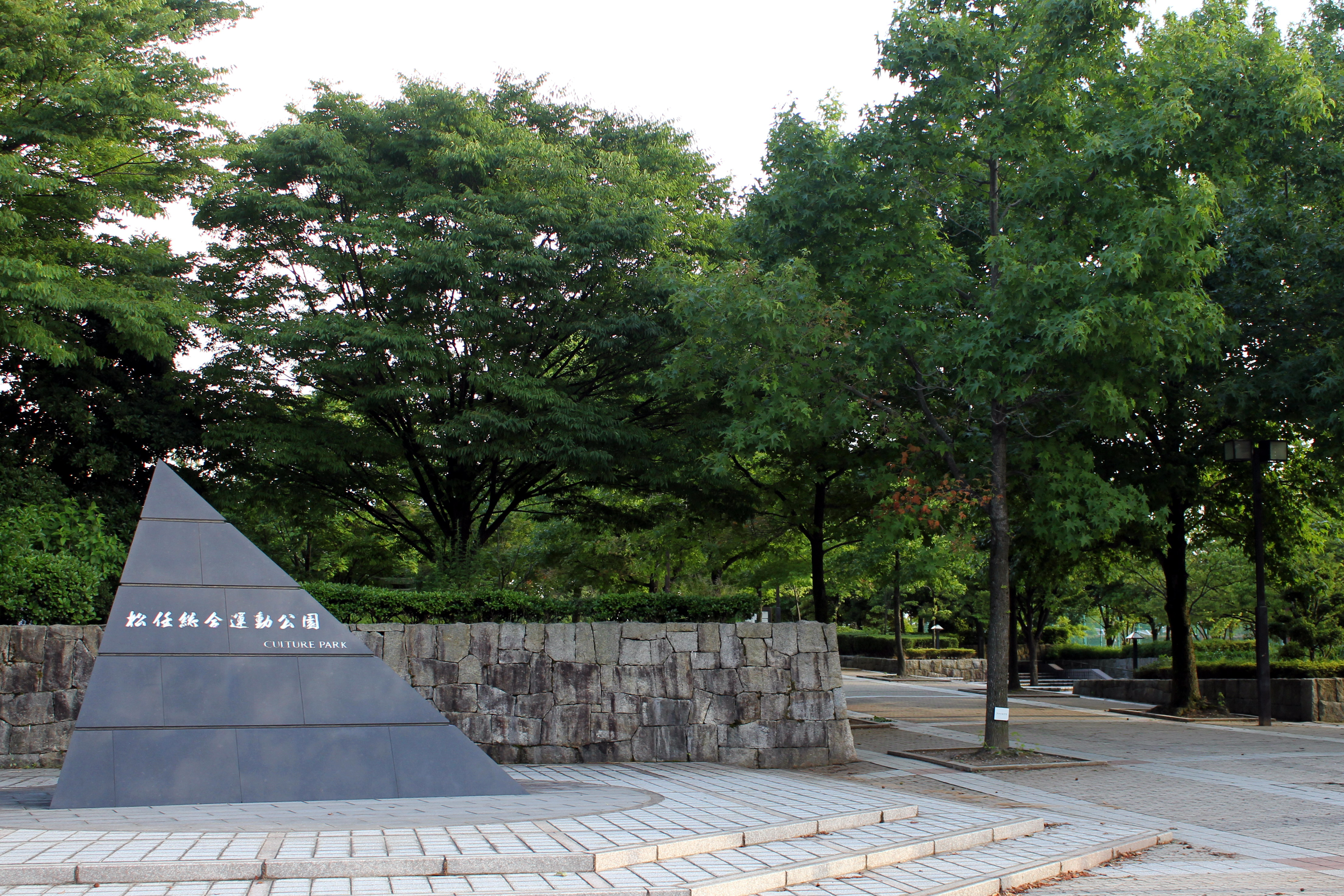
松任総合運動公園（2013年7月）

### 福井県
- 福井運動公園（福井市）
- 東公園（福井市）
- 福井市総合運動公園（福井市）
- 敦賀市総合運動公園（敦賀市）
- 東公園（鯖江市）[53]
- 東運動公園（越前市）
- 武生中央公園（越前市）
- 丸岡運動公園（坂井市）
- 三国運動公園（坂井市）

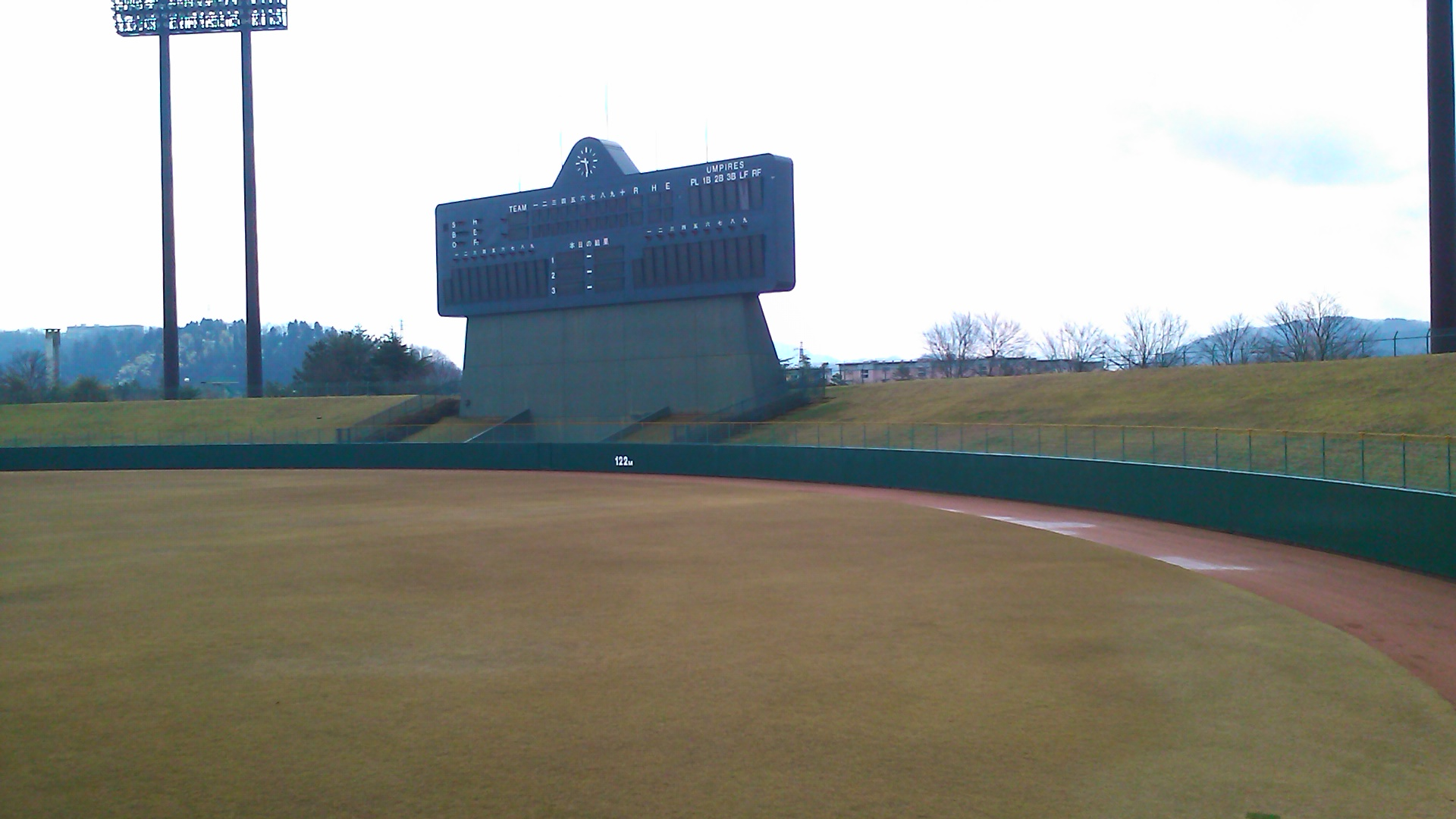
福井県営球場（福井運動公園）（2010年3月）

## 近畿地方

### 滋賀県
- 皇子山総合運動公園（大津市）
- 瀬田公園（大津市）
- 近江八幡運動公園（近江八幡市）
- 守山市民運動公園（守山市）
- 甲南中央運動公園（甲賀市）
- 野洲川河川公園（野洲市）
- 布引運動公園（東近江市）
- 竜王町総合運動公園（蒲生郡竜王町）

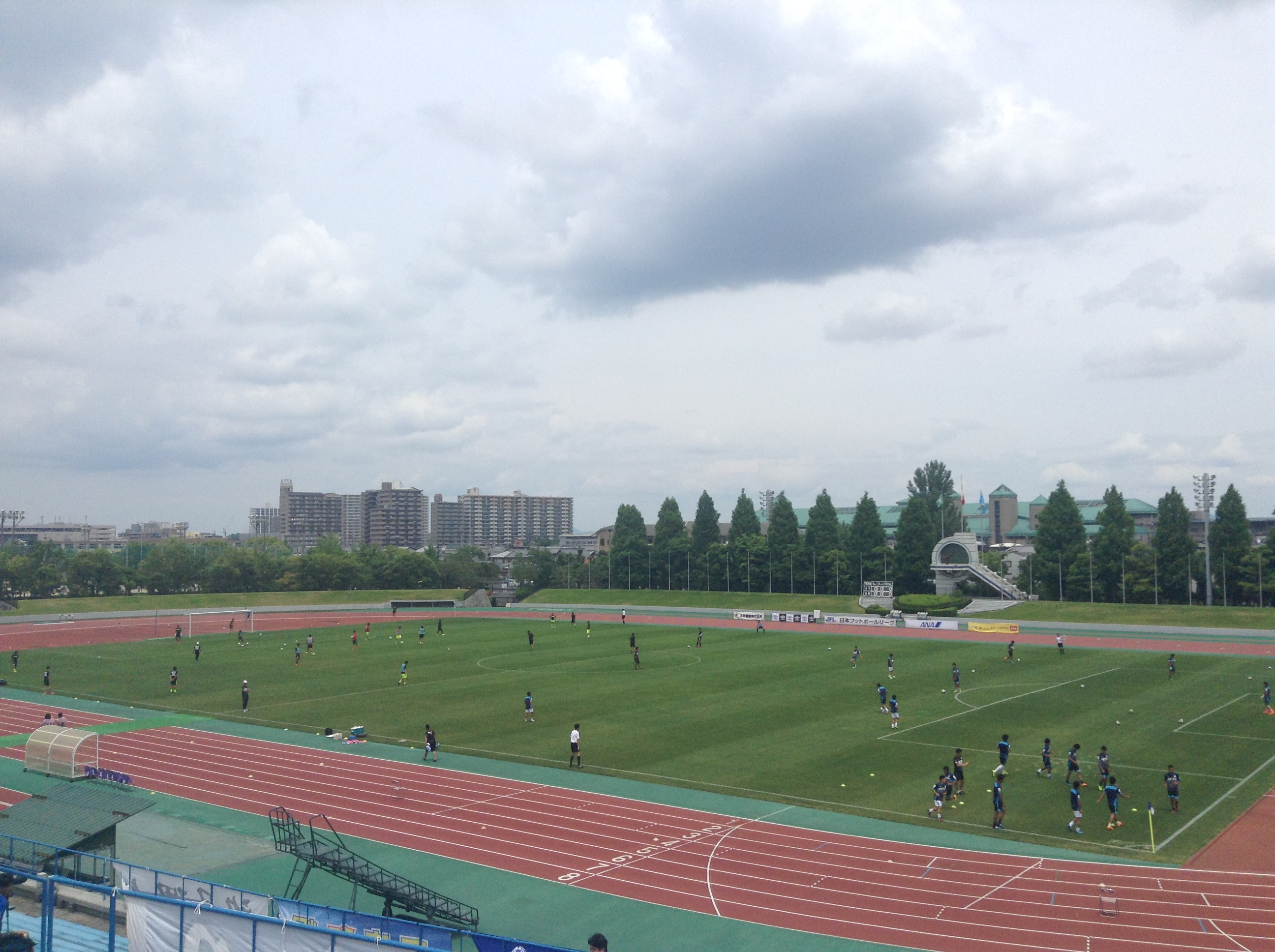
皇子山陸上競技場（2015年6月）
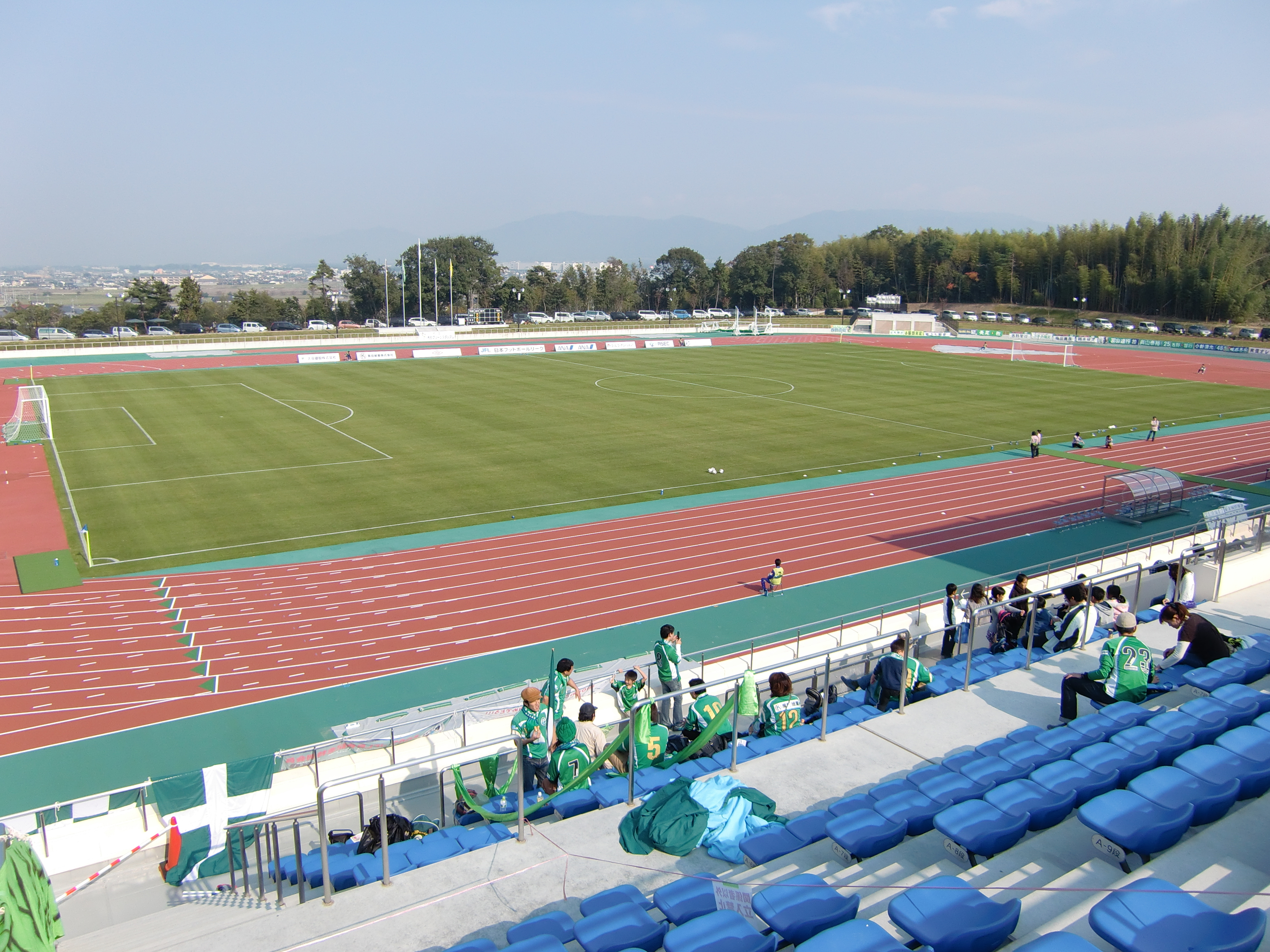
東近江市布引運動公園陸上競技場（2010年11月）

### 京都府
- 京都市西京極総合運動公園（京都市右京区）
- 京都市横大路運動公園（京都市伏見区）
- 長田野公園（福知山市）
- 東綾公園（綾部市）
- 綾部総合運動公園（綾部市）
- 宮津運動公園（宮津市）
- 亀岡運動公園（亀岡市）
- 城陽市総合運動公園（城陽市）[54]
- かわきた自然運動公園（八幡市）
- 川口市民運動公園（八幡市）
- 馬場市民運動公園（八幡市）
- 田辺木津川運動公園（京田辺市）
- 京丹後市峰山途中ヶ丘公園（京丹後市）
- 桂川河川敷公園（乙訓郡大山崎町）

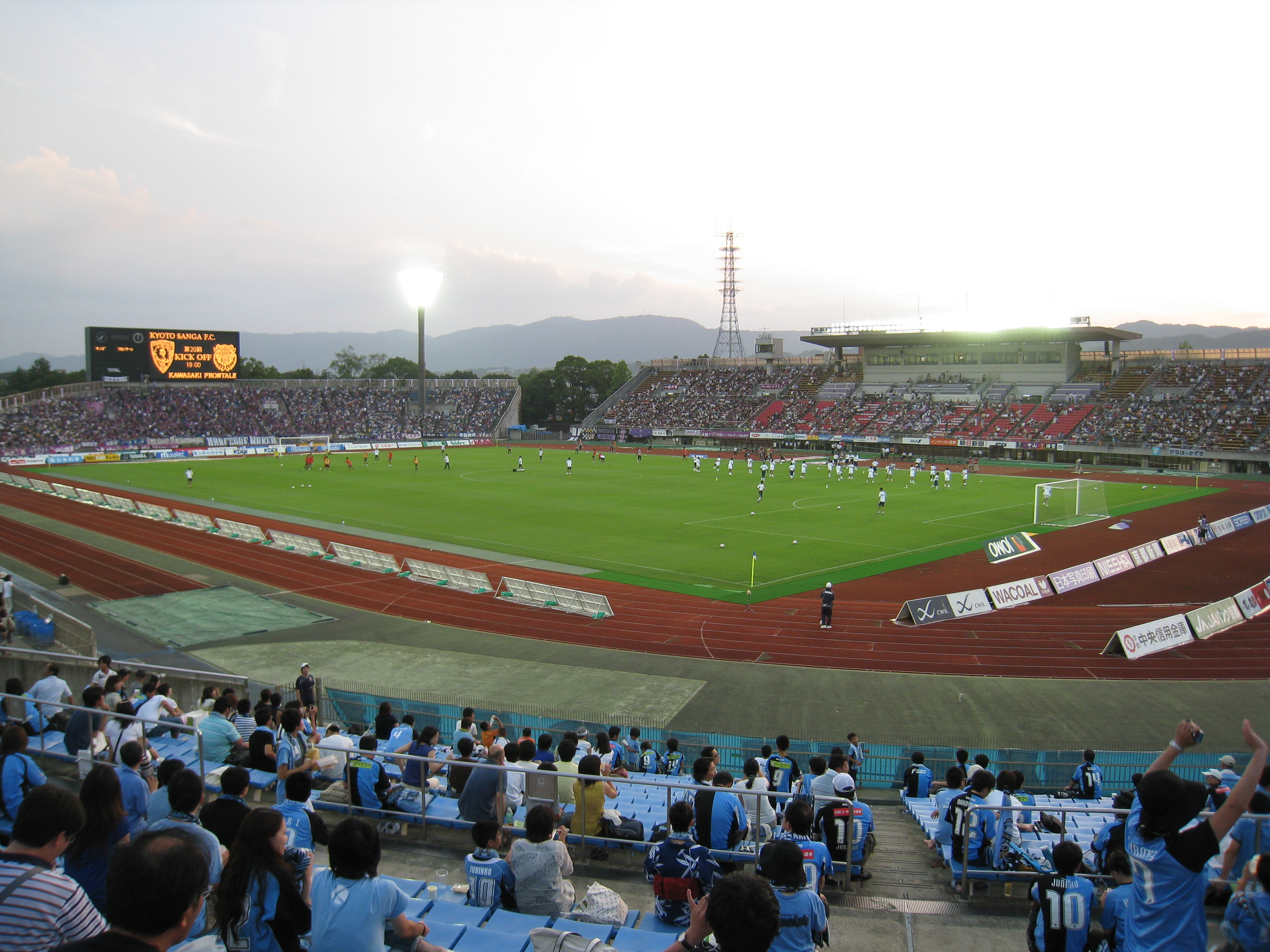
京都市西京極総合運動公園陸上競技場兼球技場（2008年9月）

### 大阪府
- 長居公園（大阪市東住吉区）
- 原池公園（堺市中区）
- 金岡公園（堺市北区）
- 猪名川運動公園（池田市）
- 富田林市立総合スポーツ公園（富田林市）

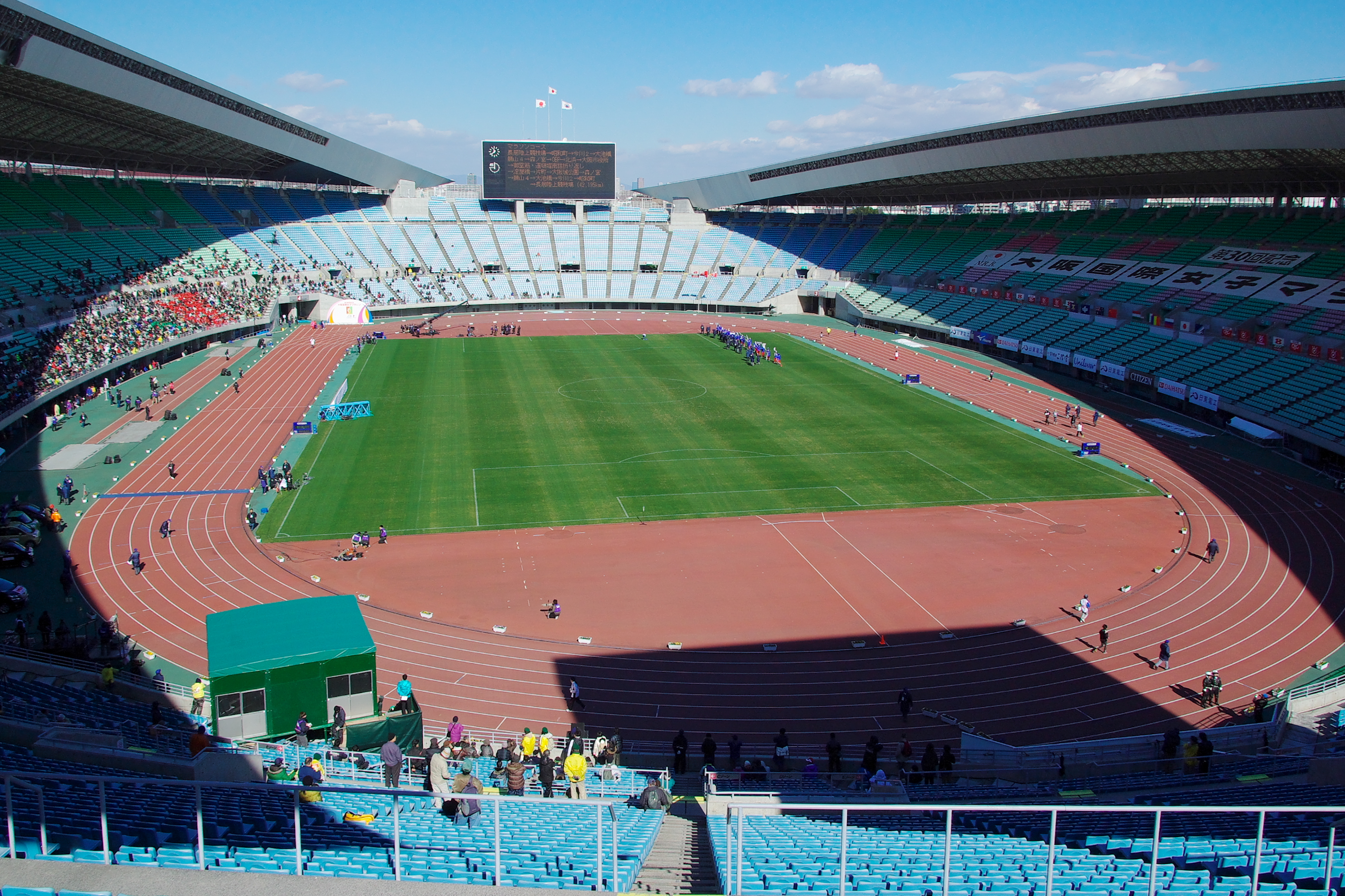
長居公園（2011年1月）
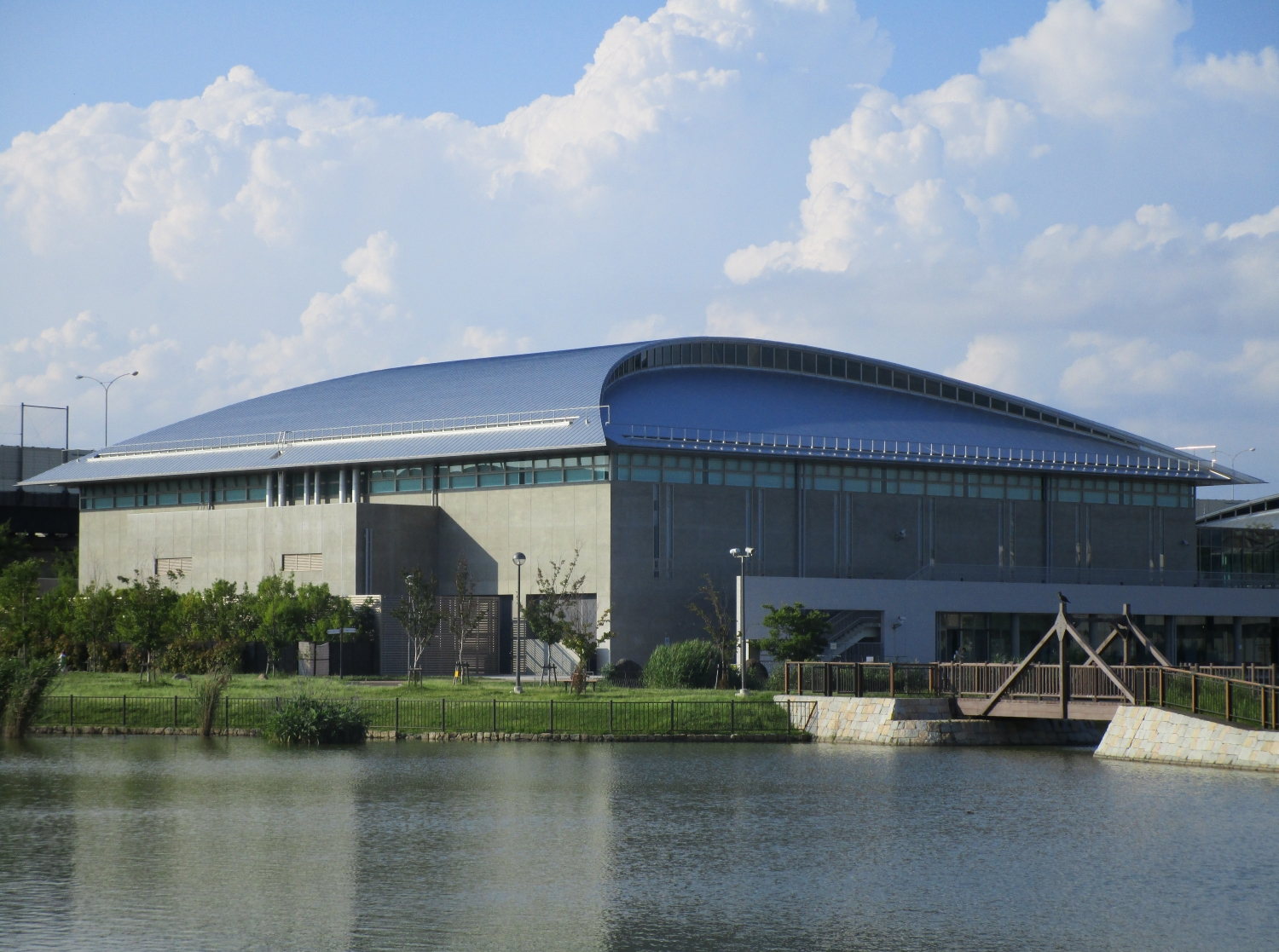
原池公園体育館（2015年6月）

### 兵庫県
- 神戸総合運動公園（神戸市須磨区）
- 城北公園（姫路市）[55]
- 尼崎市記念公園（尼崎市）[56]
- 浜甲子園運動公園（西宮市）[57]
- 洲本市スポーツセンター（洲本市）
- 丸山公園（豊岡市）[58]
- 加古川運動公園（加古川市）
- 千種川河川敷緑地（赤穂市）
- 西脇公園（西脇市）
- 高砂市総合運動公園（高砂市）
- 高砂河川公園（高砂市）
- 城山公園（三田市）
- 駒ヶ谷運動公園（三田市）
- 兵庫県立淡路佐野運動公園（淡路市）

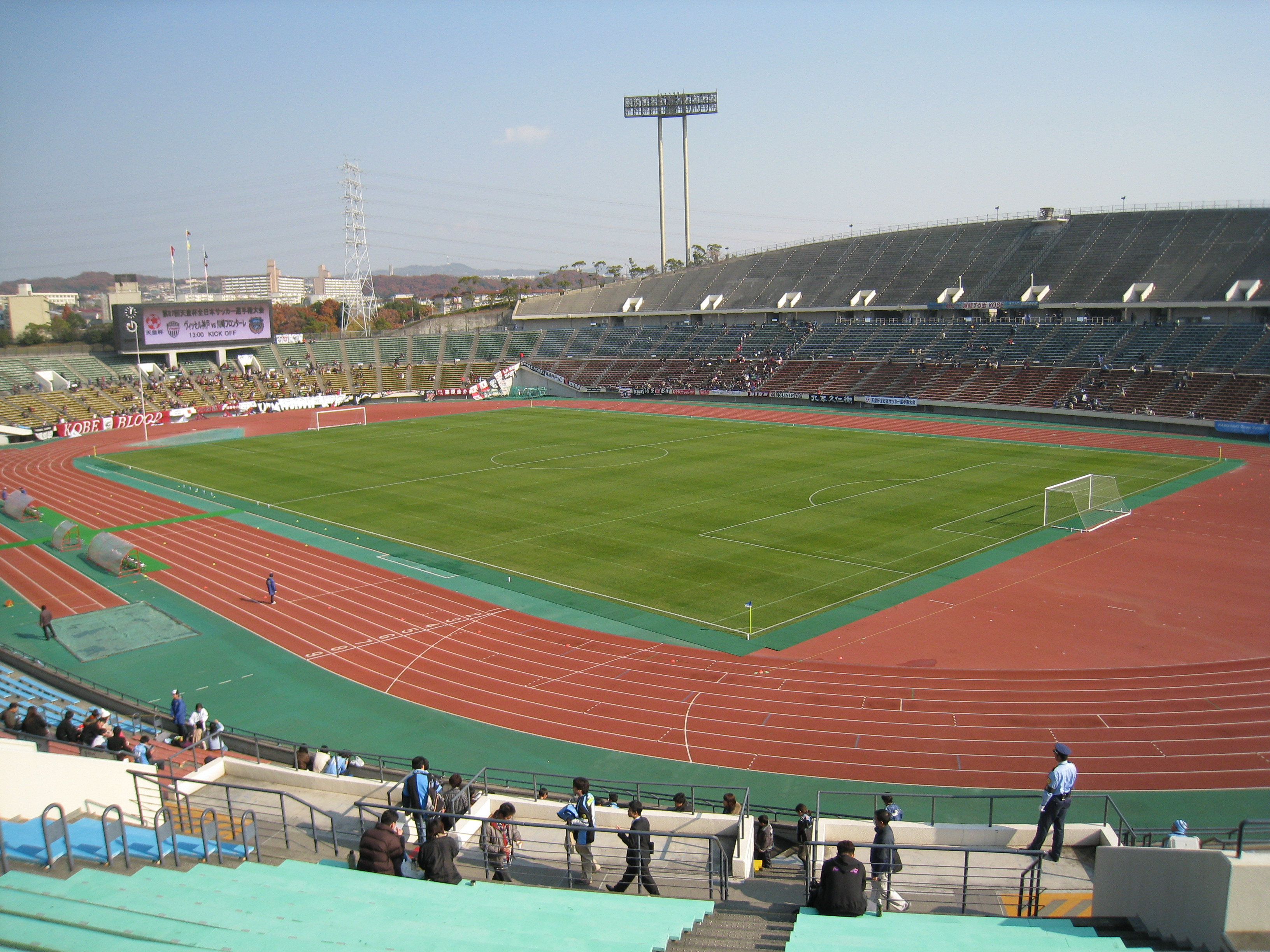
神戸総合運動公園ユニバー記念競技場（2007年12月）
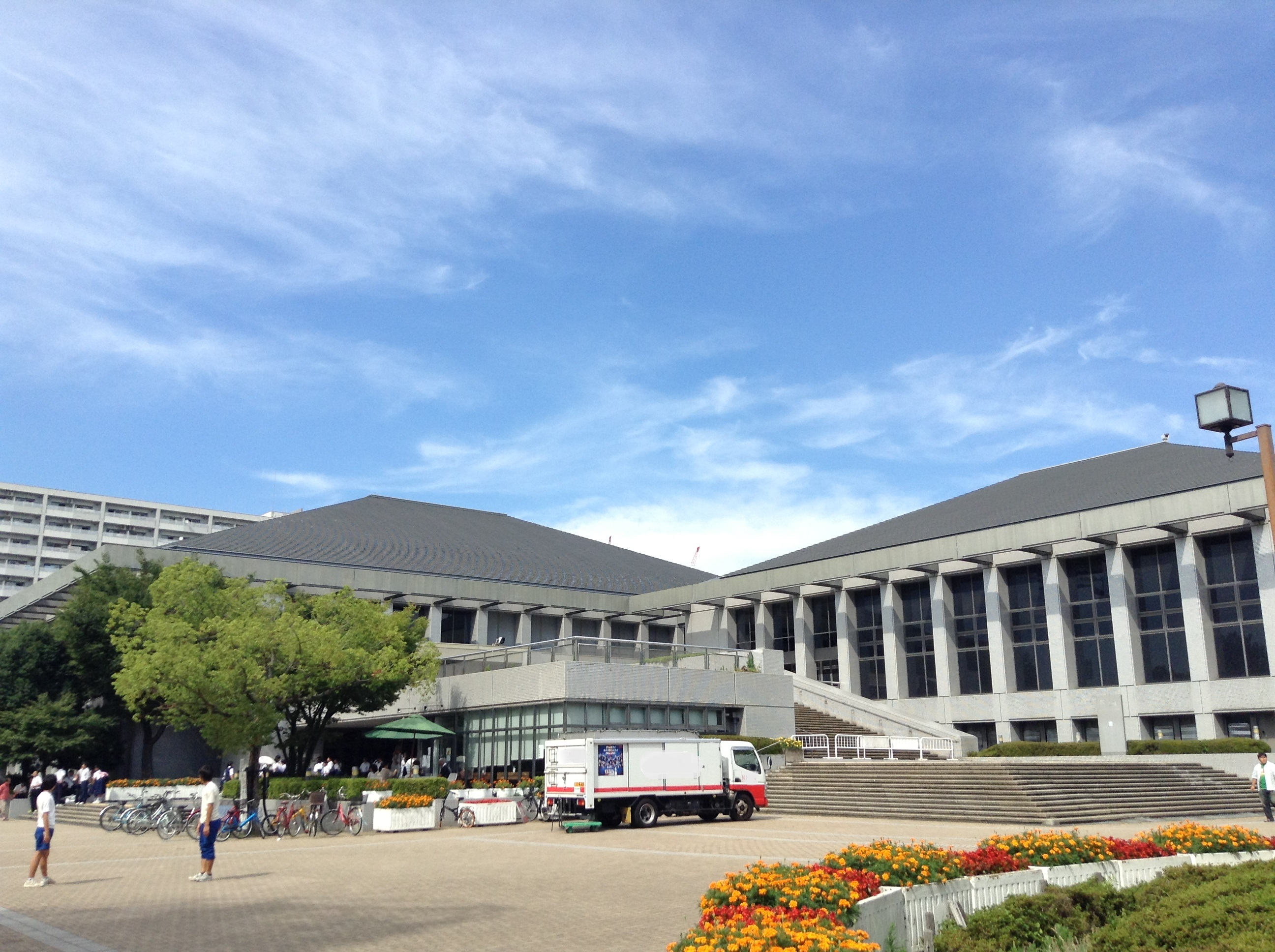
尼崎市記念公園総合体育館（2013年7月）
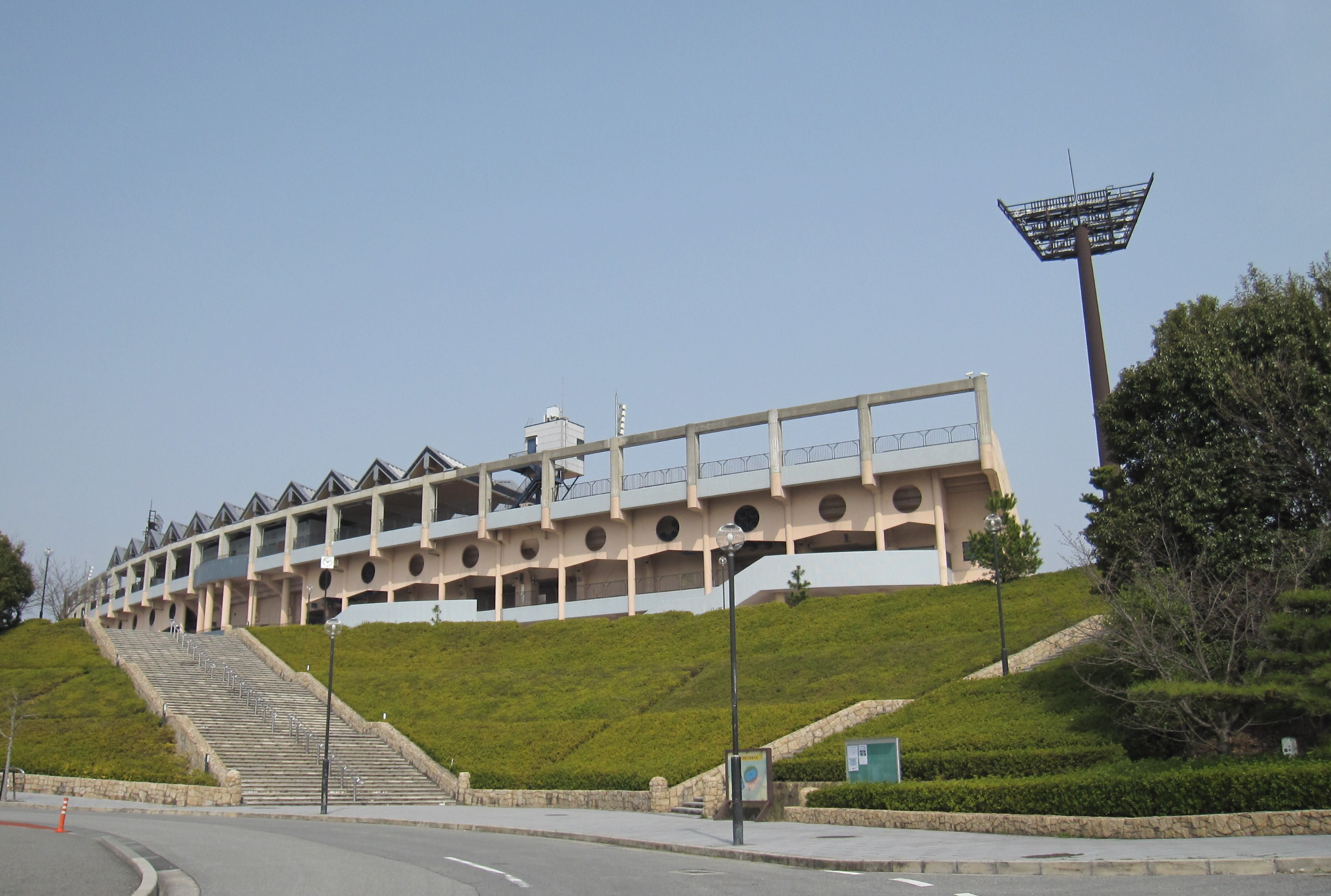
加古川運動公園陸上競技場（2013年3月）
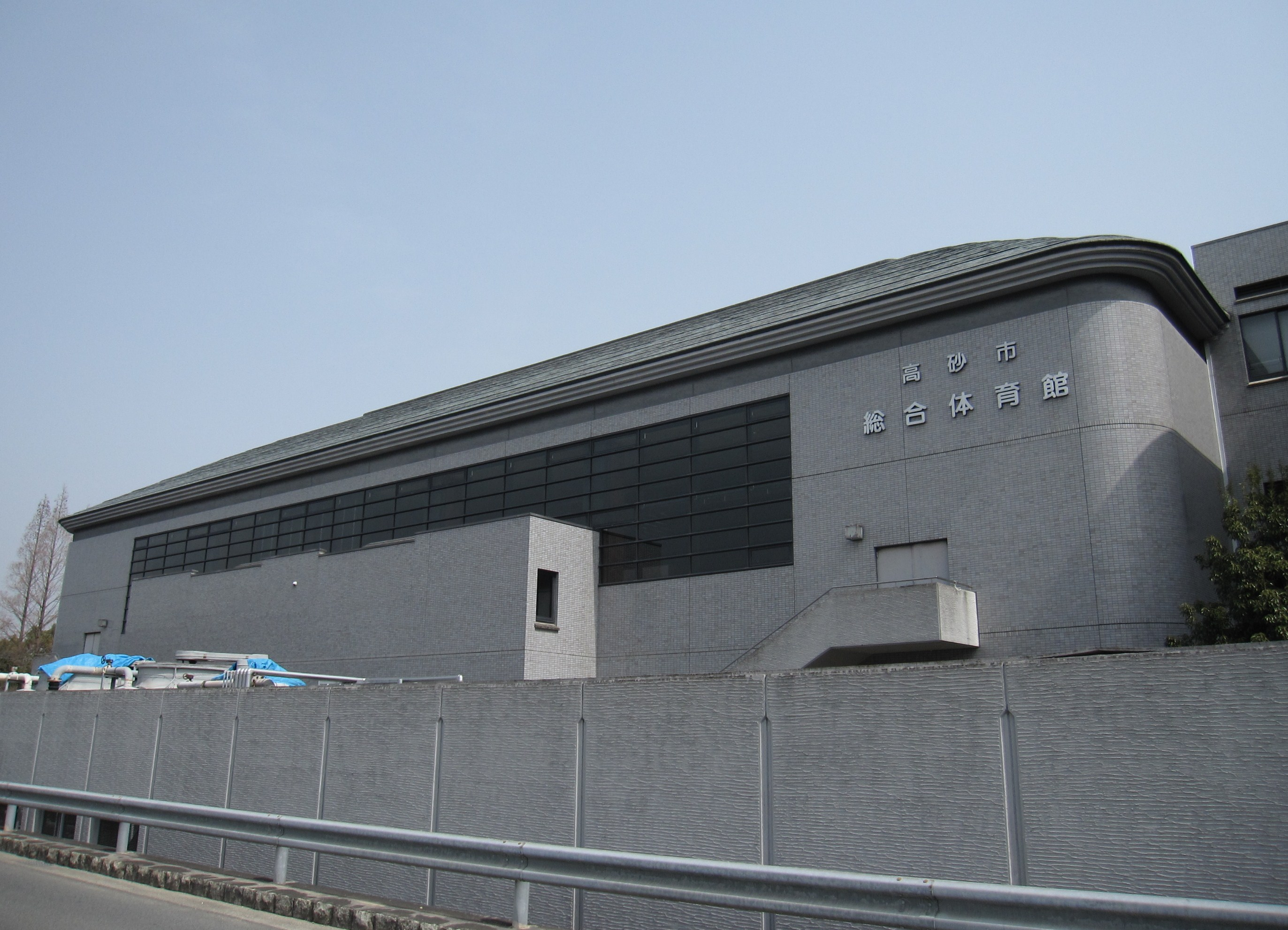
高砂市総合体育館（高砂市総合運動公園）（2013年3月）

### 奈良県
- 奈良市鴻ノ池運動公園（奈良市）[59]
- まほろば健康パーク（大和郡山市）[60]
- 奈良県立橿原公苑（橿原市）[60]
- 芝運動公園（桜井市）
- 市民運動公園（御所市）[61]
- 吉野運動公園（吉野郡吉野町）

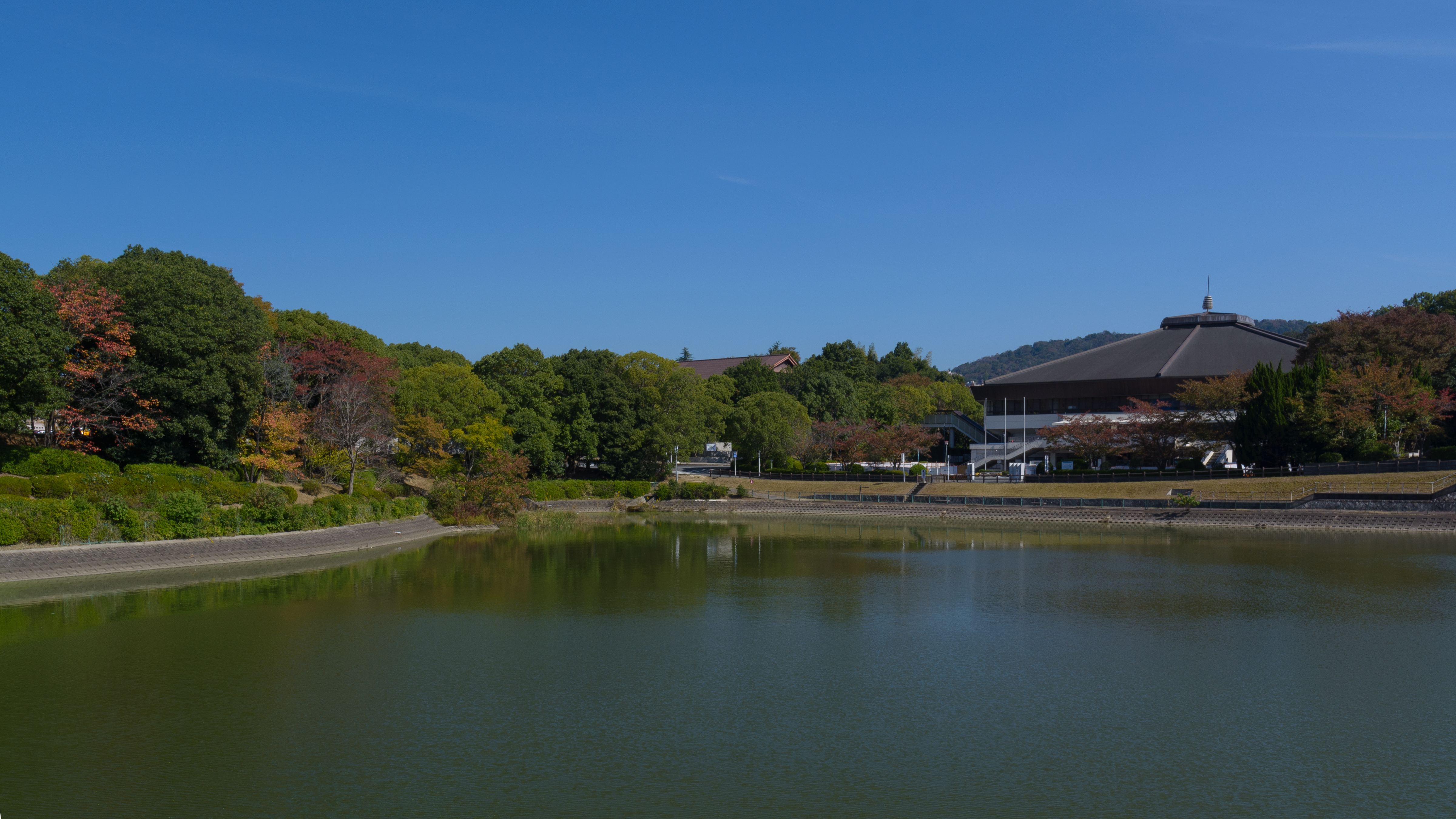
鴻ノ池と奈良市中央体育館（鴻ノ池運動公園）（2014年10月）
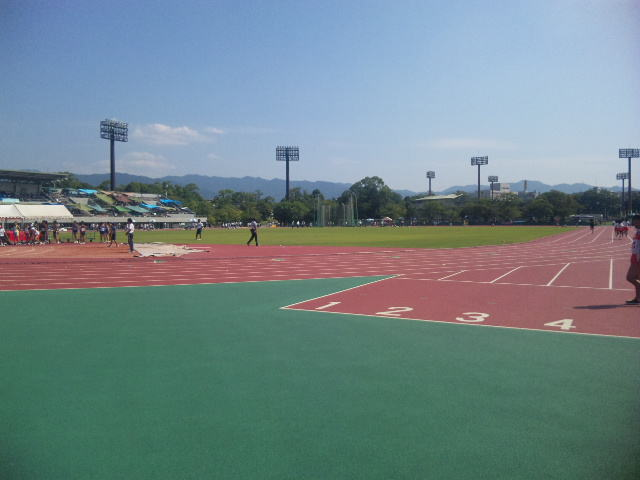
奈良県立橿原公苑陸上競技場（2011年8月）

### 和歌山県
- 紀三井寺公園（和歌山市）
- 西庄公園（和歌山市）
- 橋本市運動公園（橋本市）
- 御坊総合運動公園（御坊市）
- 三四六公園（田辺市）
- 湯浅城公園（有田郡湯浅町）
- 阪田公園（西牟婁郡白浜町）

## 中国地方

### 鳥取県
- 東山公園（米子市）
- 関金総合公園（倉吉市）
- 竜ヶ山公園（境港市）
- 東郷運動公園（東伯郡湯梨浜町）

### 島根県
- 松江総合運動公園（松江市）
- 東出雲中央公園（松江市）
- 東公園（浜田市）[62]
- 旭公園（浜田市）[62]
- 三隅中央公園（浜田市）[62]
- 益田運動公園（益田市）
- 安来運動公園（安来市）
- 江津中央公園（江津市）
- 隠岐の島町運動公園（隠岐郡隠岐の島町）

### 岡山県
- 岡山県総合グラウンド（岡山市北区）
- 神崎山公園（岡山市東区）
- 山田グリーンパーク（岡山市南区）
- 倉敷スポーツ公園（倉敷市）
- 倉敷運動公園（倉敷市）
- 玉島の森（倉敷市）
- 中山運動公園（倉敷市）
- 津山スポーツセンター（津山市）
- 勝北総合スポーツ公園（津山市）
- 玉野市民総合運動公園（玉野市）
- 笠岡運動公園（笠岡市）
- 笠岡総合スポーツ公園（笠岡市）
- かさおか古代の丘スポーツ公園（笠岡市）
- 井原運動公園（井原市）
- 総社運動公園（総社市）
- なりわ運動公園（高梁市）
- 新見市民公園（新見市）
- 新見市憩いとふれあいの公園（新見市）
- 備前市総合運動公園（備前市）
- 勝山運動公園（真庭市）
- 宮芝公園（真庭市）
- 矢掛町総合運動公園（小田郡矢掛町）

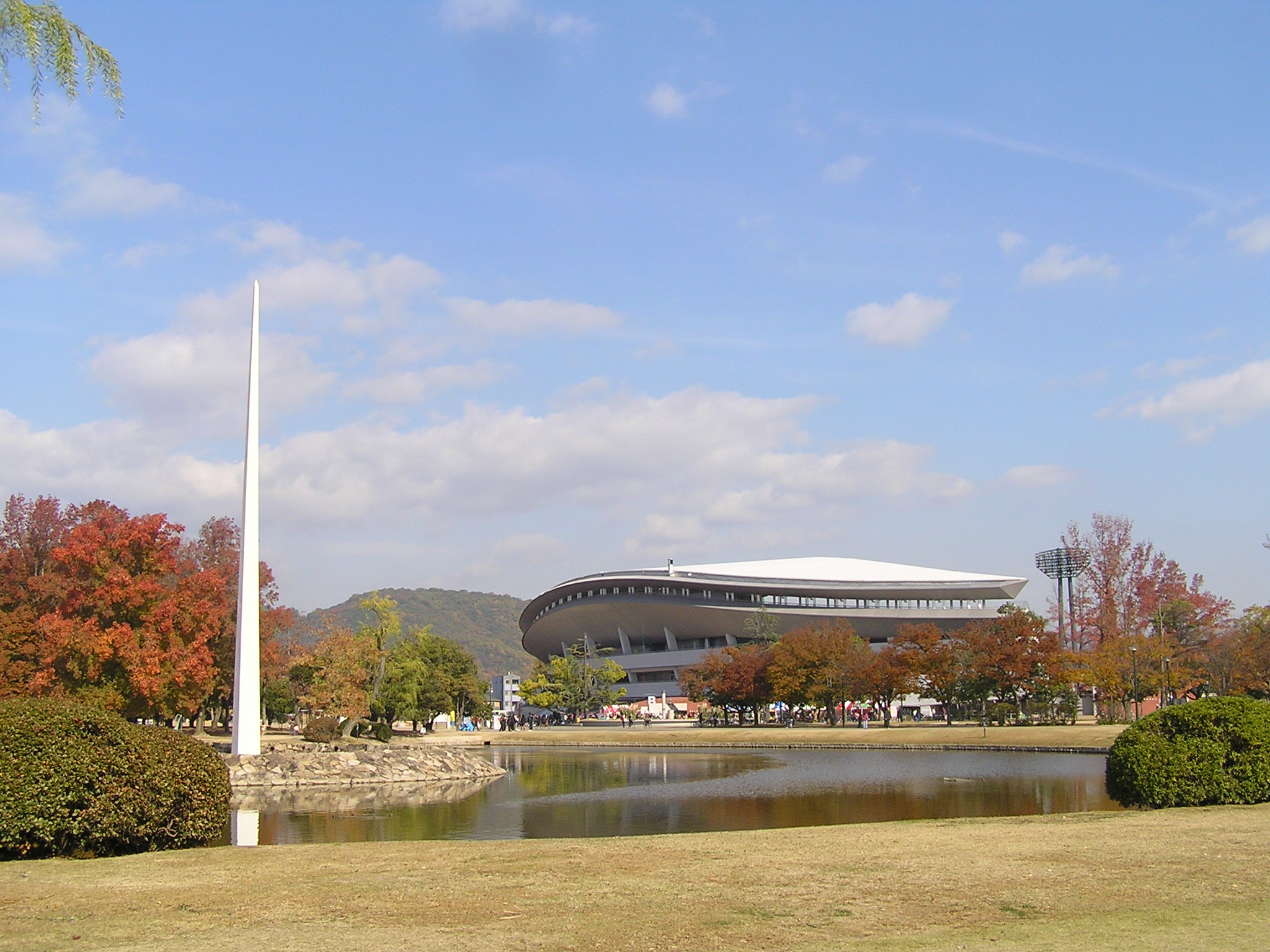
岡山県総合グラウンド（2008年11月）
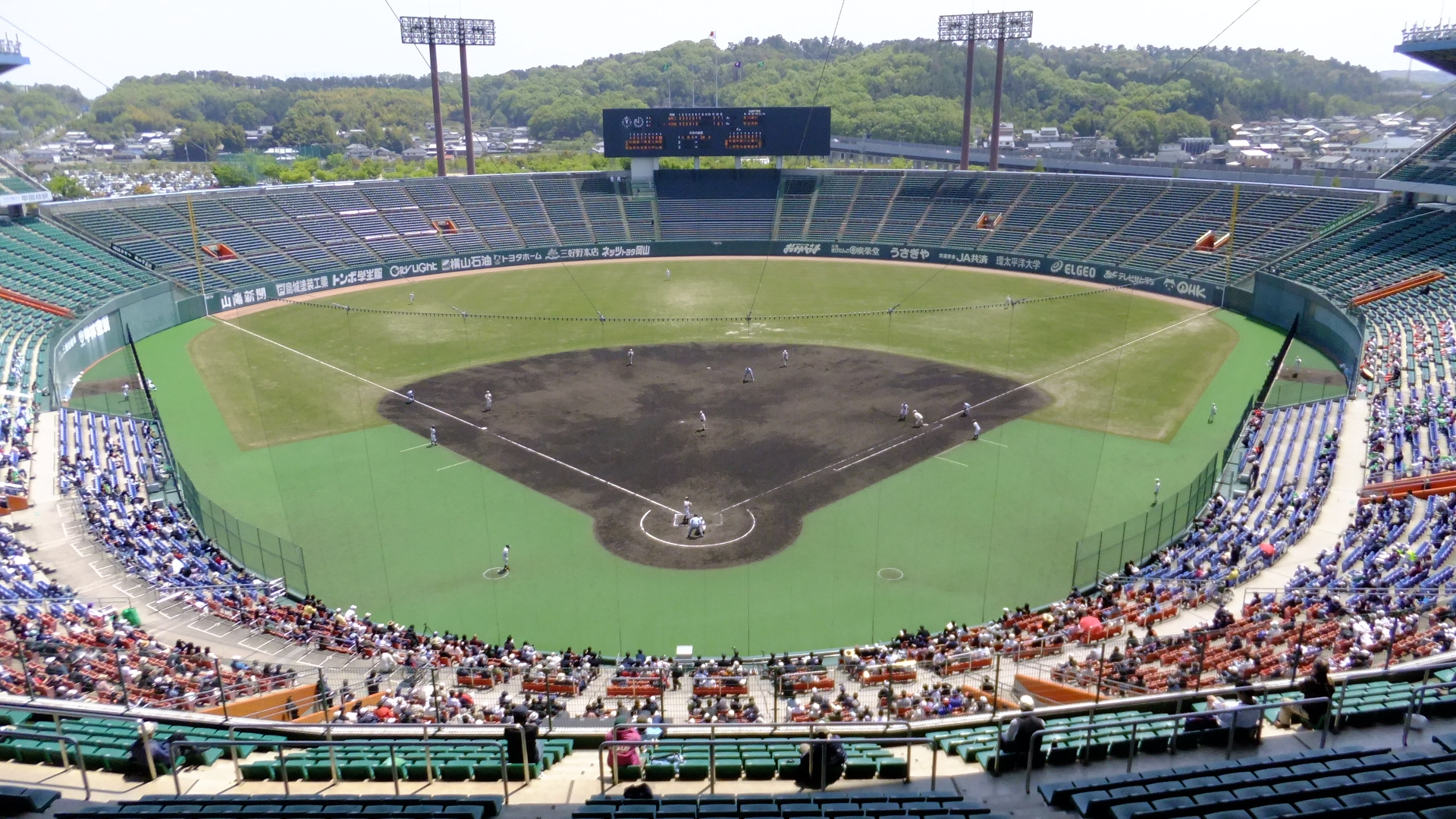
岡山県倉敷スポーツ公園野球場（マスカットスタジアム）（2009年4月）
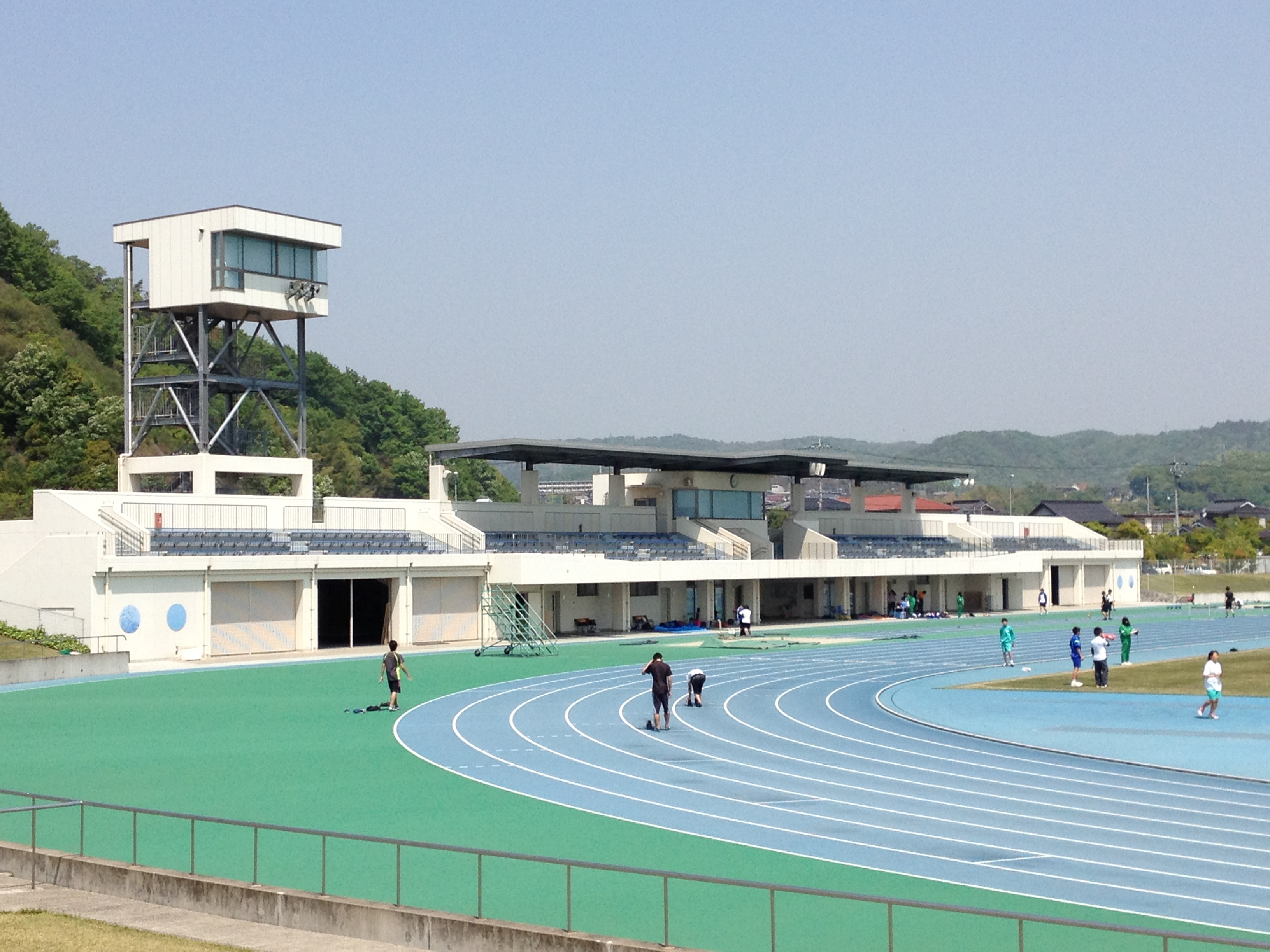
岡山県笠岡陸上競技場（笠岡総合スポーツ公園）（2013年5月）

### 広島県
- 広島県総合グランド（広島市西区）
- 太田川緑地（広島市安佐南区）
- 可部運動公園（広島市安佐北区）
- 瀬野川公園（広島市安芸区）
- 佐伯運動公園（広島市佐伯区）
- 二河公園（呉市）
- 虹村公園（呉市）
- 三原運動公園（三原市）
- 向島町運動公園（尾道市）
- 因島運動公園（尾道市）
- 福山市竹ヶ端運動公園（福山市）
- 大佐山運動公園（福山市）
- 上下運動公園（府中市）
- みよし運動公園（三次市）
- 東城中央運動公園（庄原市）
- 東広島運動公園（東広島市）
- 佐伯総合スポーツ公園（廿日市市）
- 江田島市総合運動公園（江田島市）
- 千代田運動公園（山県郡北広島町）

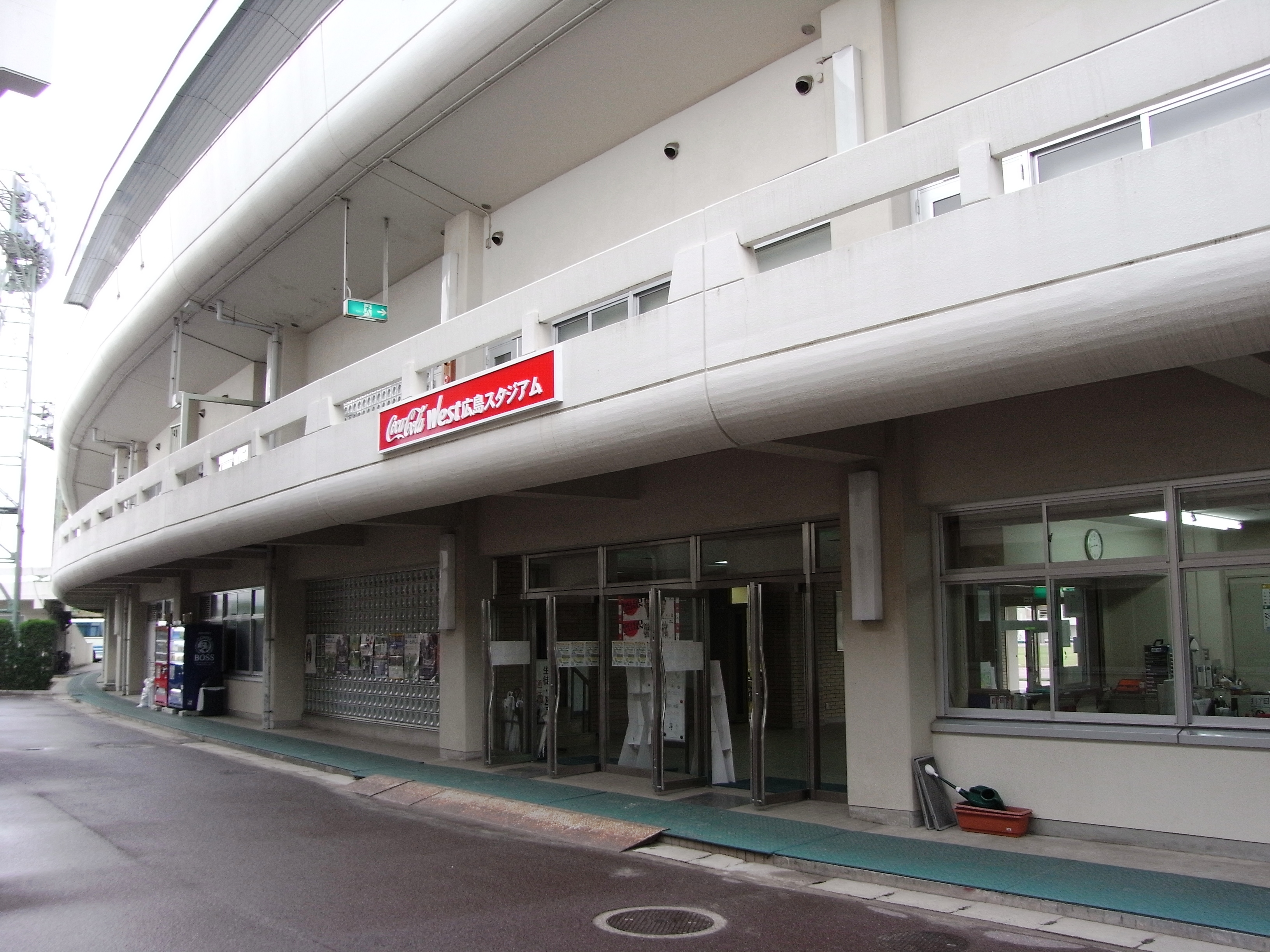
広島県総合グランドメインスタジアム（2008年8月）
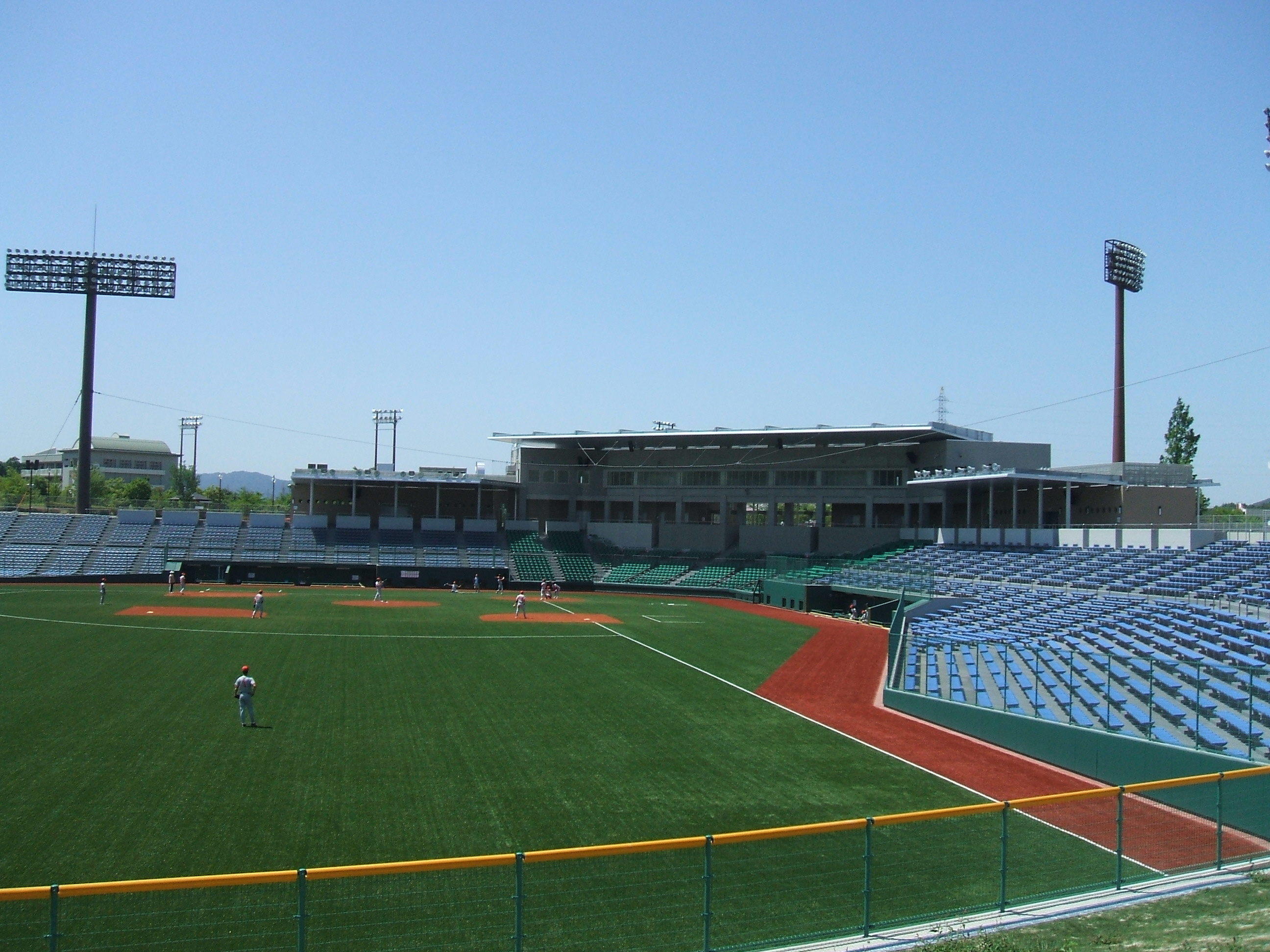
みよし運動公園野球場（2009年6月）
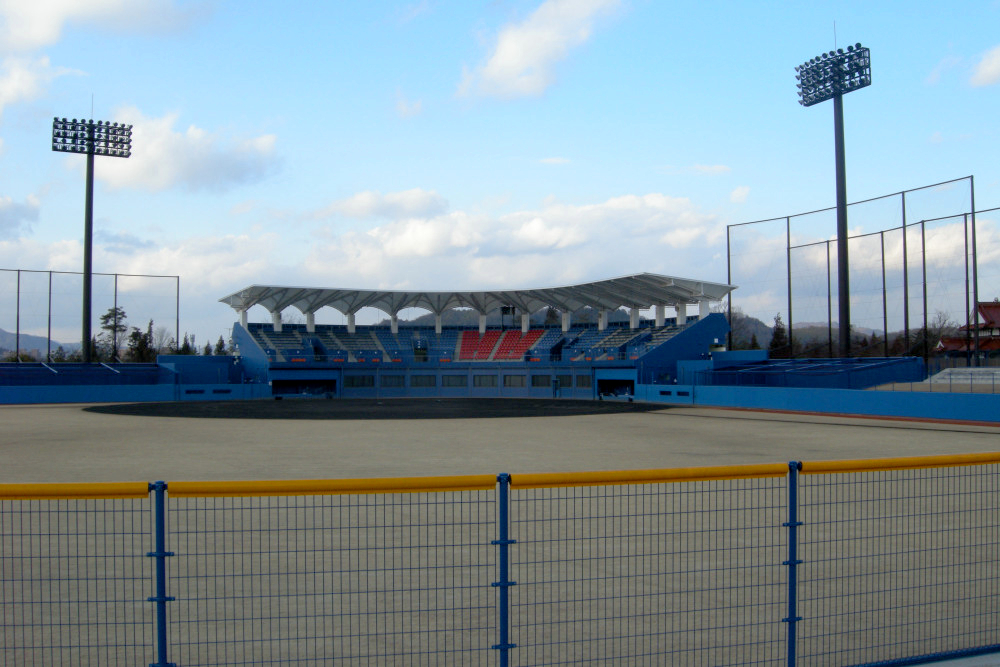
東広島運動公園野球場（2009年1月）

### 山口県
- 下関運動公園（下関市）[63]
- 下関北運動公園（下関市）[63]
- 中央公園（宇部市）[64]
- 恩田運動公園（宇部市）[64]
- 萩ウェルネスパーク（萩市）
- 中央公園（萩市）[65]
- 向島運動公園（防府市）
- 下松スポーツ公園（下松市）
- 岩国運動公園（岩国市）
- 光スポーツ公園（光市）
- 大和総合運動公園（光市）
- 柳井ウェルネスパーク（柳井市）
- 秋芳北部総合運動公園（美祢市）

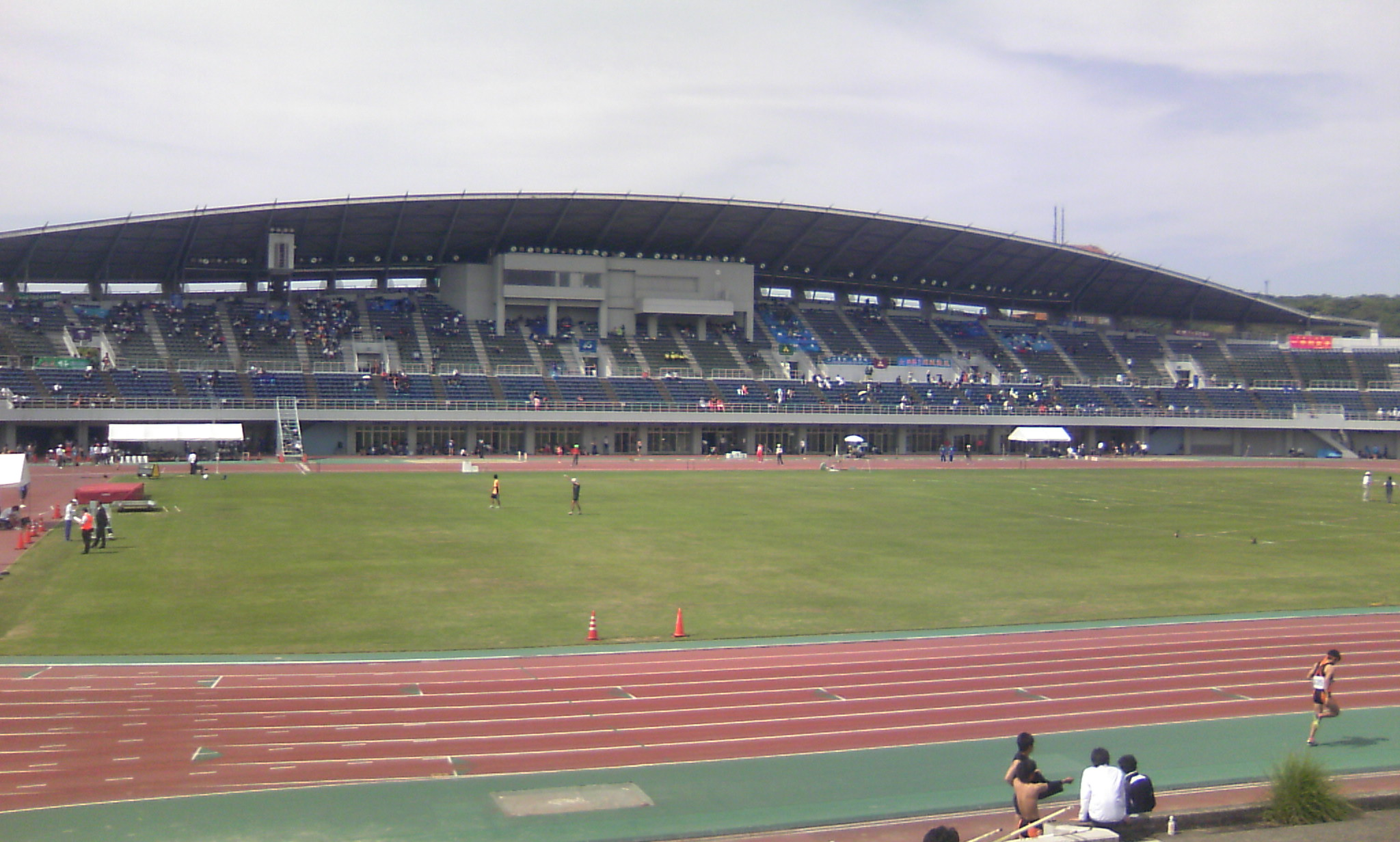
下関市営下関陸上競技場（2010年5月）
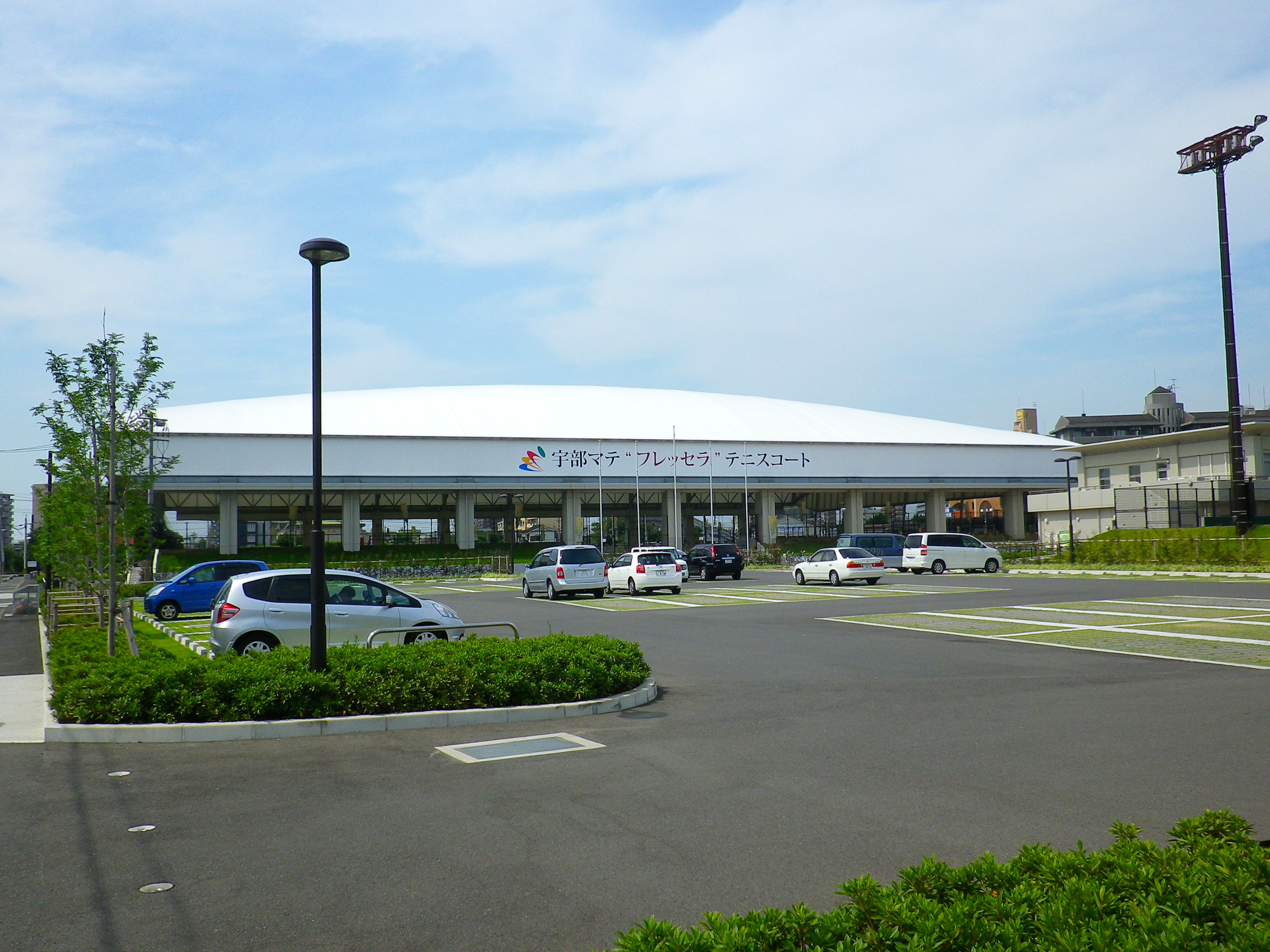
中央公園テニスコート（中央公園（宇部市））（2011年8月）

## 四国地方

### 徳島県
- 蔵本運動公園（徳島市）
- 徳島県鳴門総合運動公園（鳴門市）
- 徳島県南部健康運動公園（阿南市）
- 吉野川運動公園（三好市）

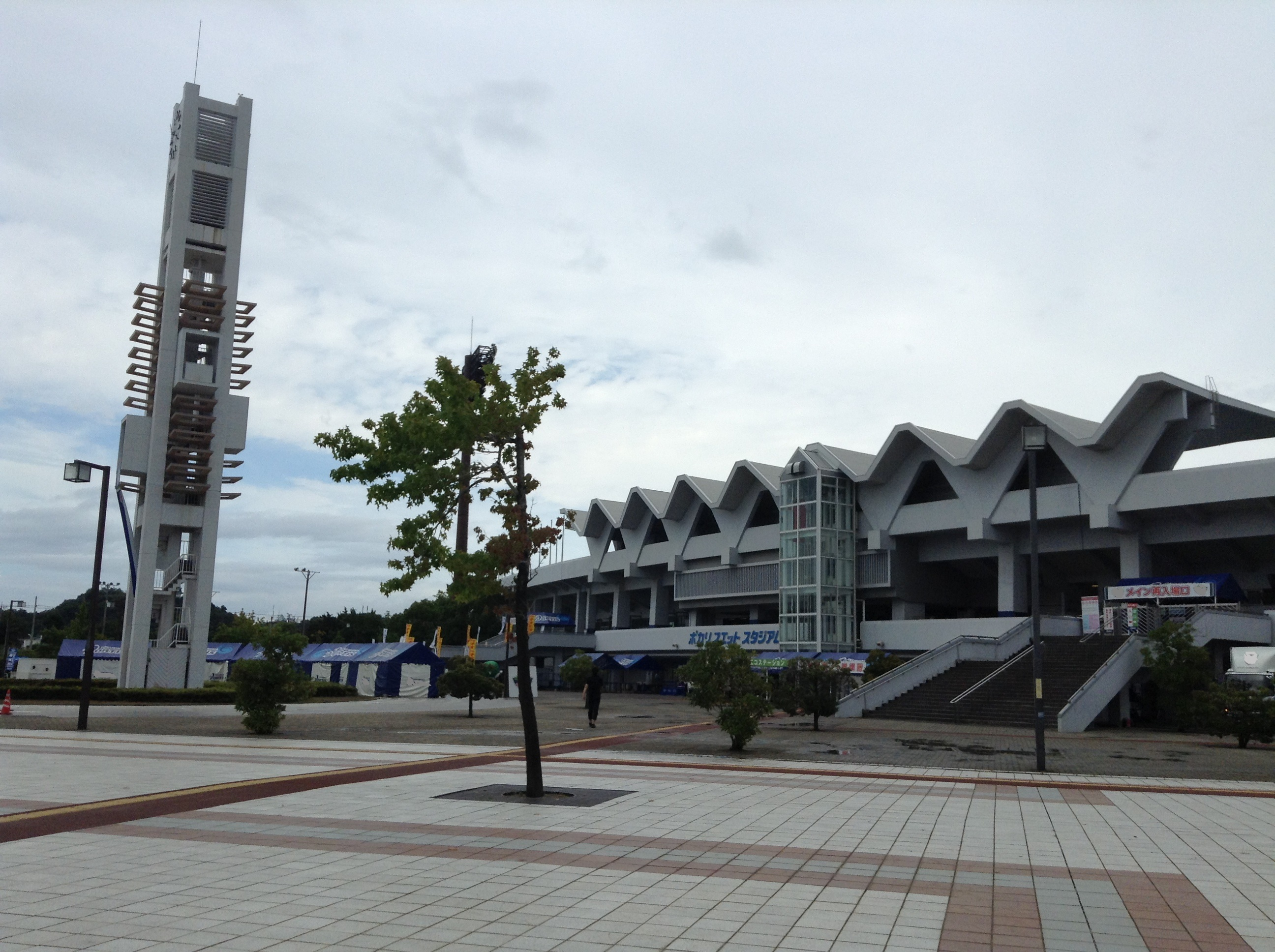
徳島県鳴門総合運動公園（2013年8月）

### 香川県
- 香川県総合運動公園（高松市）
- 高松市立東部運動公園（高松市）
- 丸亀市総合運動公園（丸亀市）
- 丸亀市綾歌総合運動公園（丸亀市）
- 丸亀市野外活動センター（丸亀市）
- 観音寺市総合運動公園（観音寺市）
- 琴平町いこいの郷公園（仲多度郡琴平町）

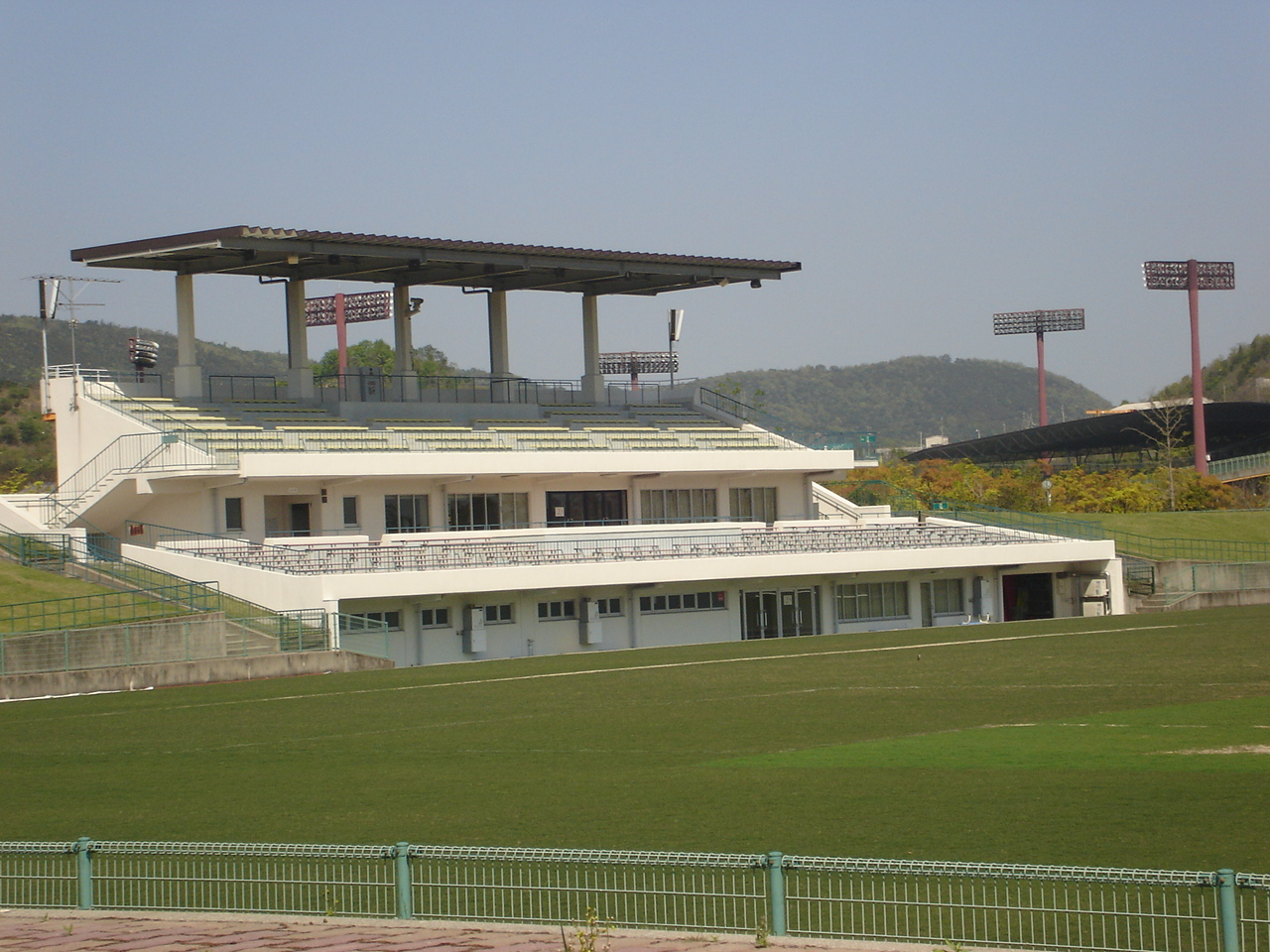
香川県営サッカー・ラグビー場（香川県総合運動公園）（2004年12月）
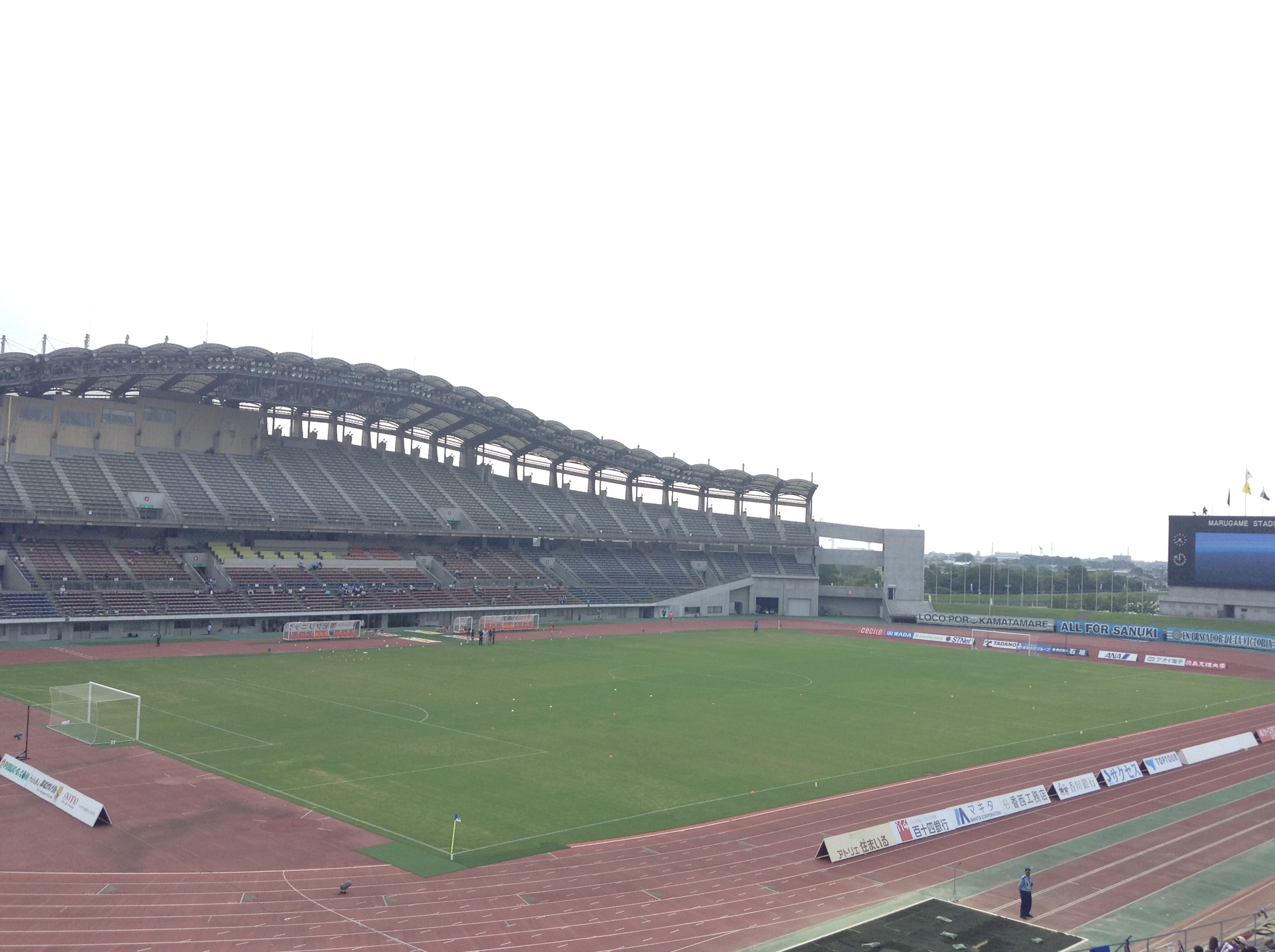
香川県立丸亀競技場（丸亀市総合運動公園）（2014年8月）

### 愛媛県
- 松山中央公園（松山市）[66]
- 大新田公園（今治市）
- 丸山公園（宇和島市）
- 西条運動公園（西条市）
- 東予運動公園（西条市）
- 大洲総合運動公園（大洲市）
- 伊予三島運動公園（四国中央市）

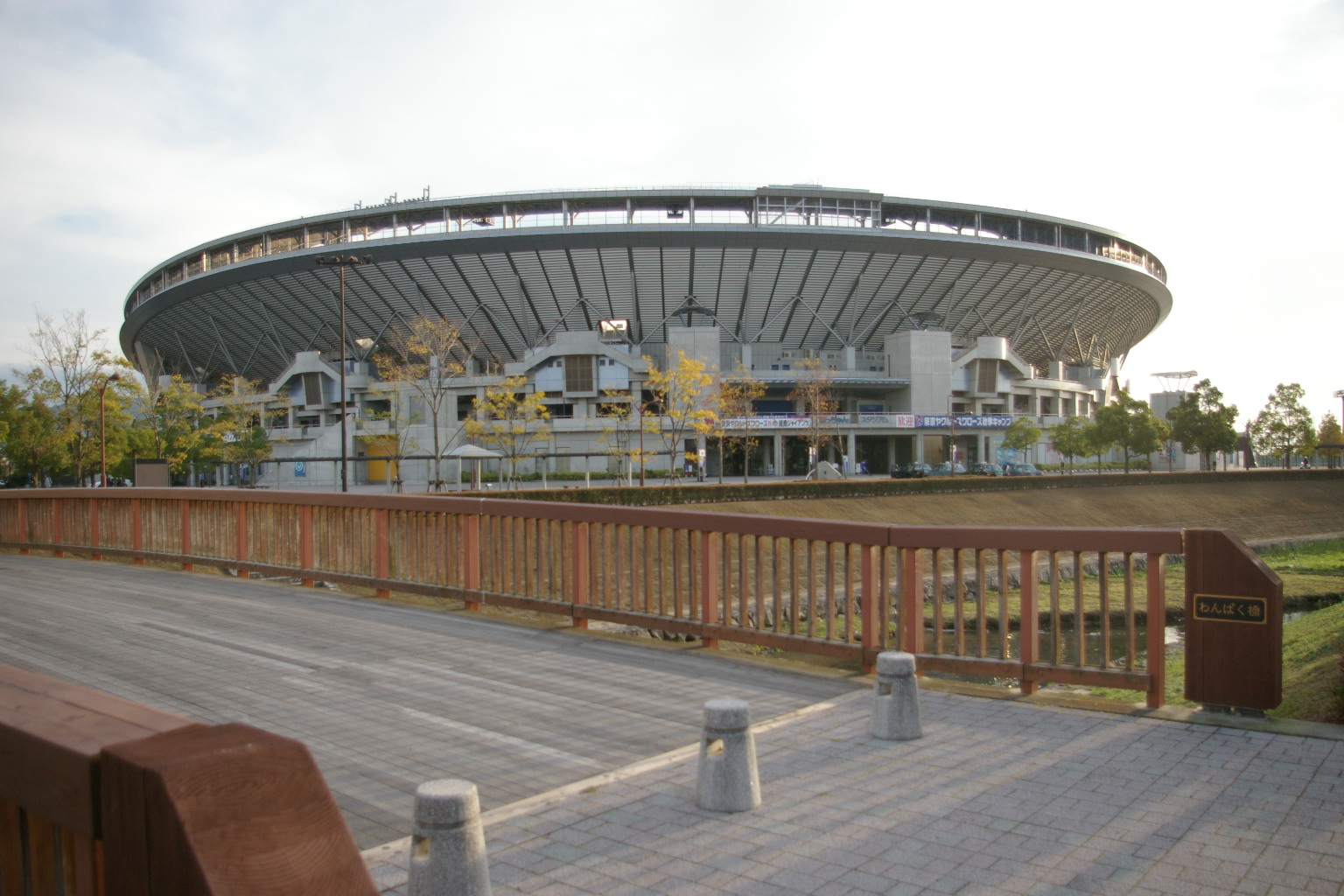
松山中央公園野球場（坊っちゃんスタジアム）（2009年11月）
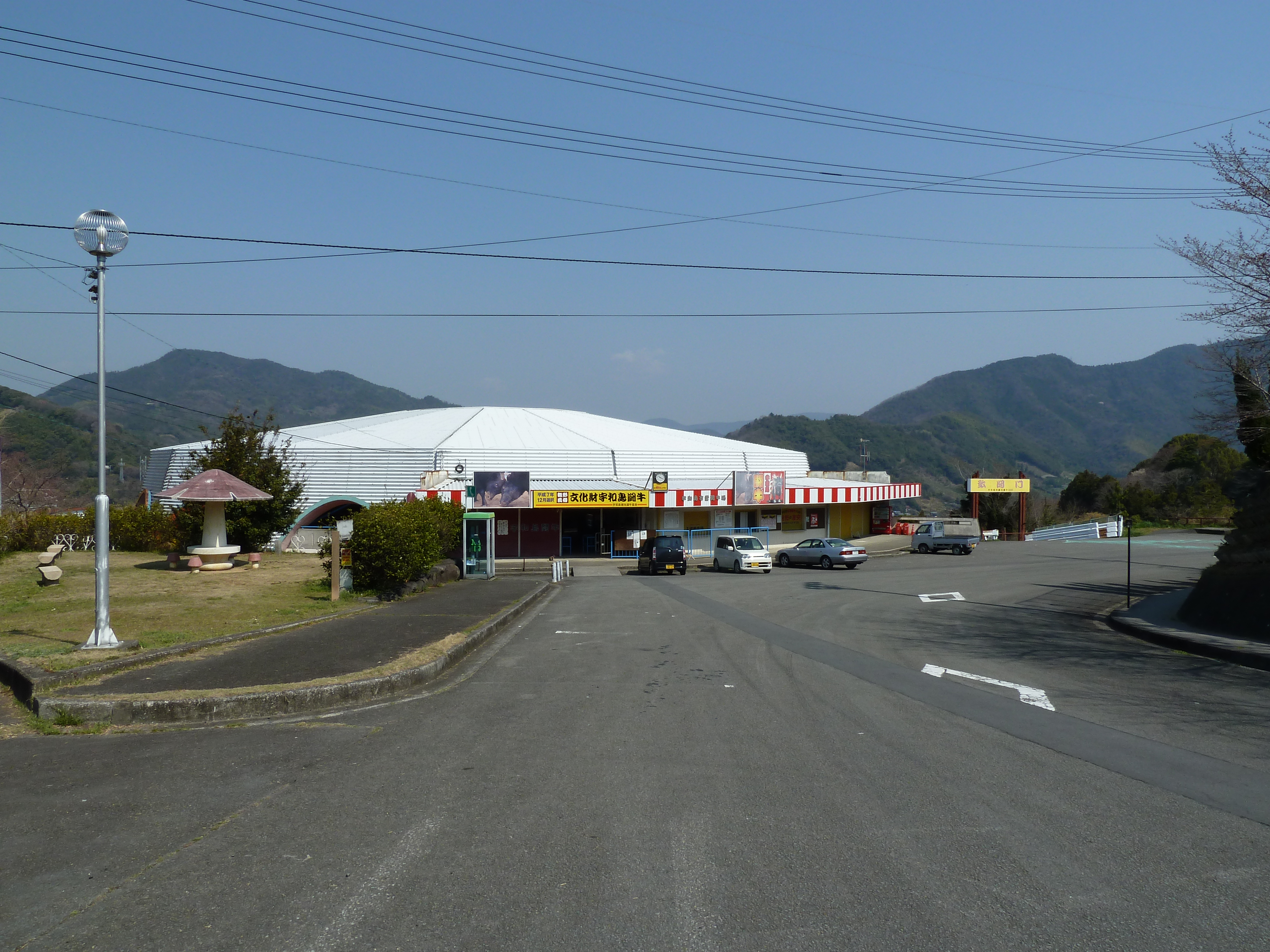
宇和島市営闘牛場（丸山公園）（2011年3月）

### 高知県
- 高知県立春野総合運動公園（高知市）[67]
- 須崎運動公園（須崎市）
- 宿毛運動公園（宿毛市）
- 土佐清水運動公園（土佐清水市）
- 安並運動公園（四万十市）

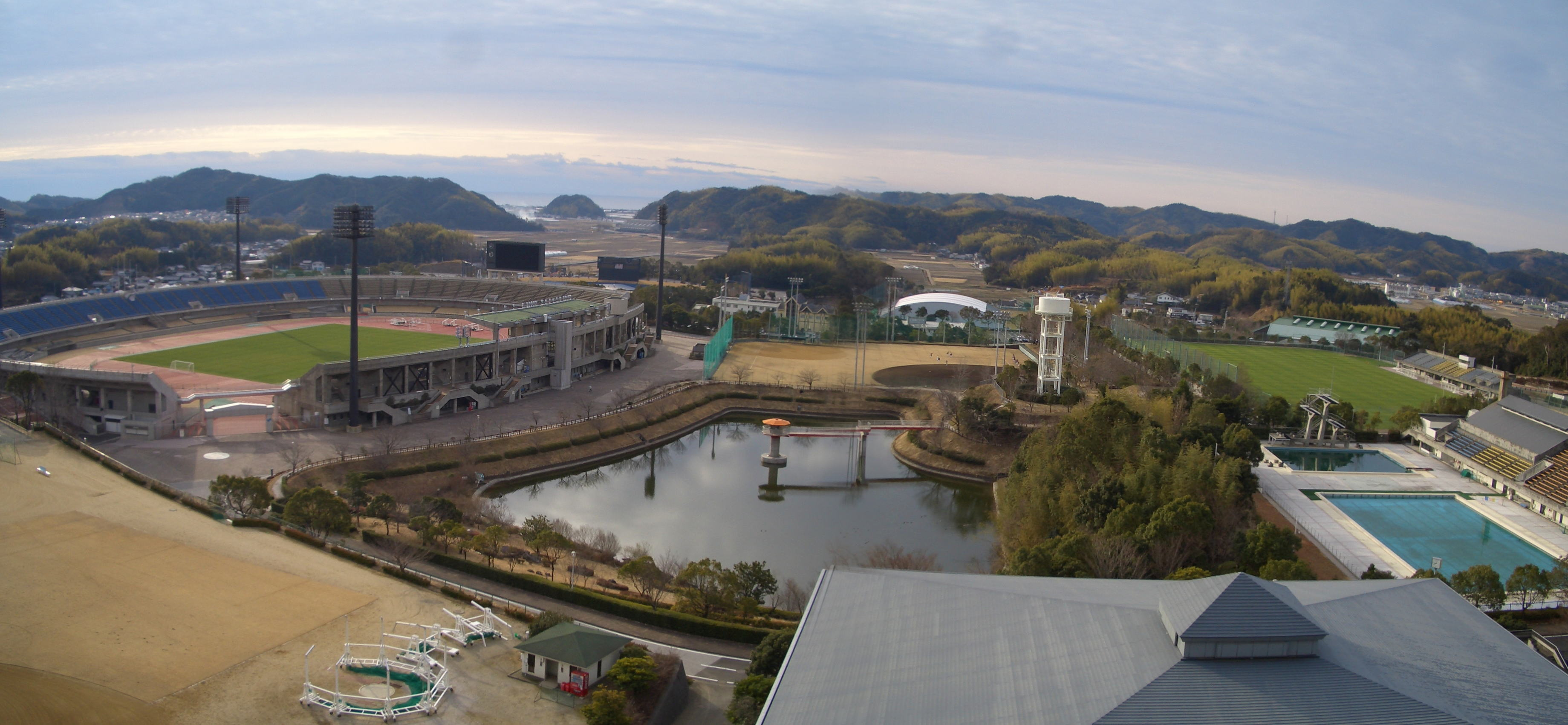
高知県立春野総合運動公園運動広場（2005年2月）

## 九州地方

### 福岡県
- 大里公園（北九州市門司区）[68]
- ひびきコスモス公園（北九州市若松区）[69]
- 三萩野公園（北九州市小倉北区）[70]
- 桃園公園（北九州市八幡東区）[71]
- 本城公園（北九州市八幡西区）[72]
- 的場池公園（北九州市八幡西区）[72]
- 多々良緑地（福岡市東区）
- 那珂川緑地（福岡市南区）
- 桧原運動公園（福岡市南区）
- 室見川緑地（福岡市西区）
- 西部運動公園（福岡市西区）
- 今津運動公園（福岡市西区）
- 中央公園（久留米市）[73]
- 市民公園（飯塚市）
- 中央公園（飯塚市）
- 中央公園（田川市）[74]
- 小郡運動公園（小郡市）
- 福津市総合運動公園（福津市）
- 遠賀総合運動公園（遠賀郡遠賀町）
- 土師スポーツ公園（嘉穂郡桂川町）
- 山国川緑地（築上郡吉富町）

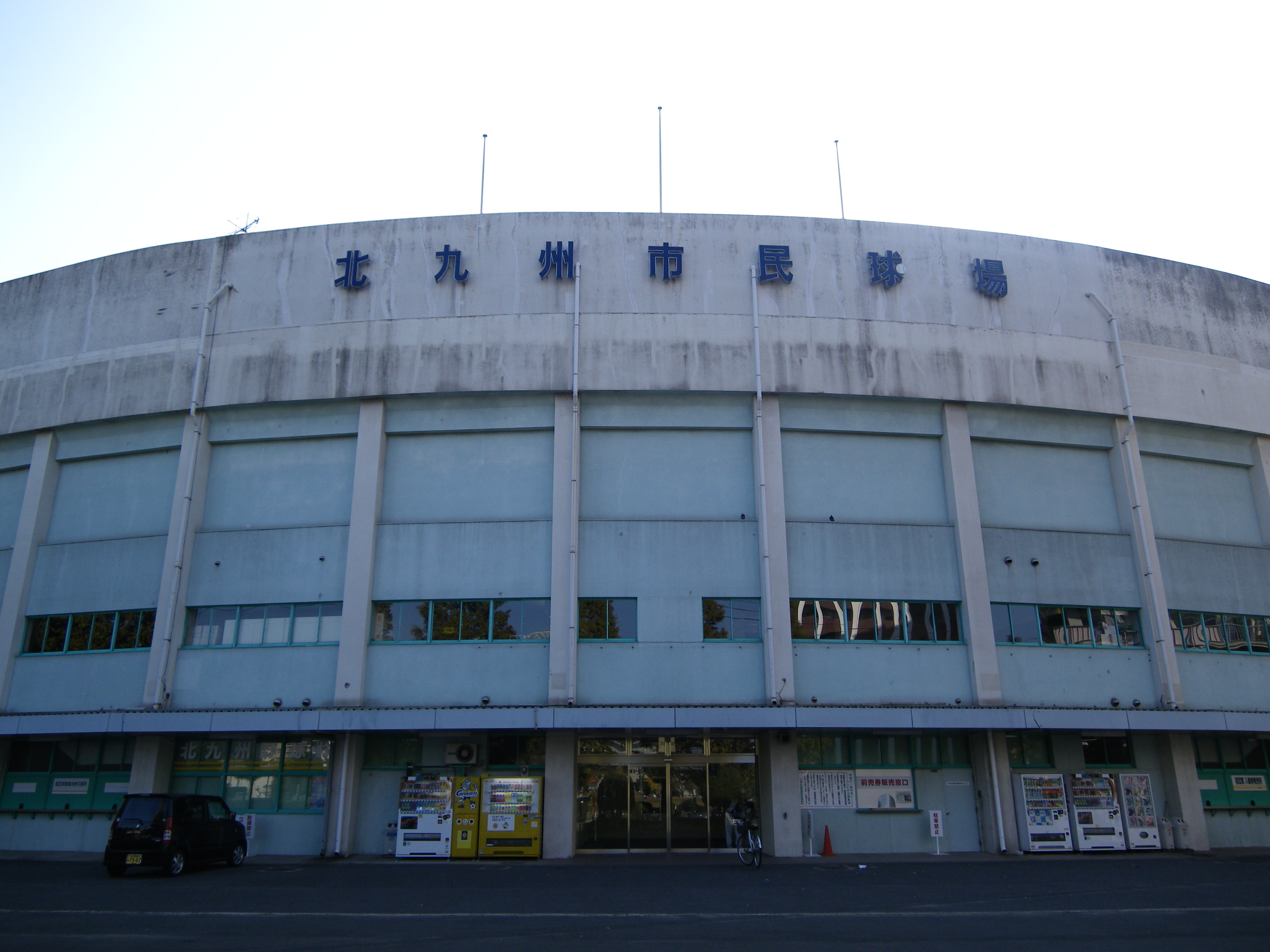
北九州市民球場（三萩野公園）（2010年11月）
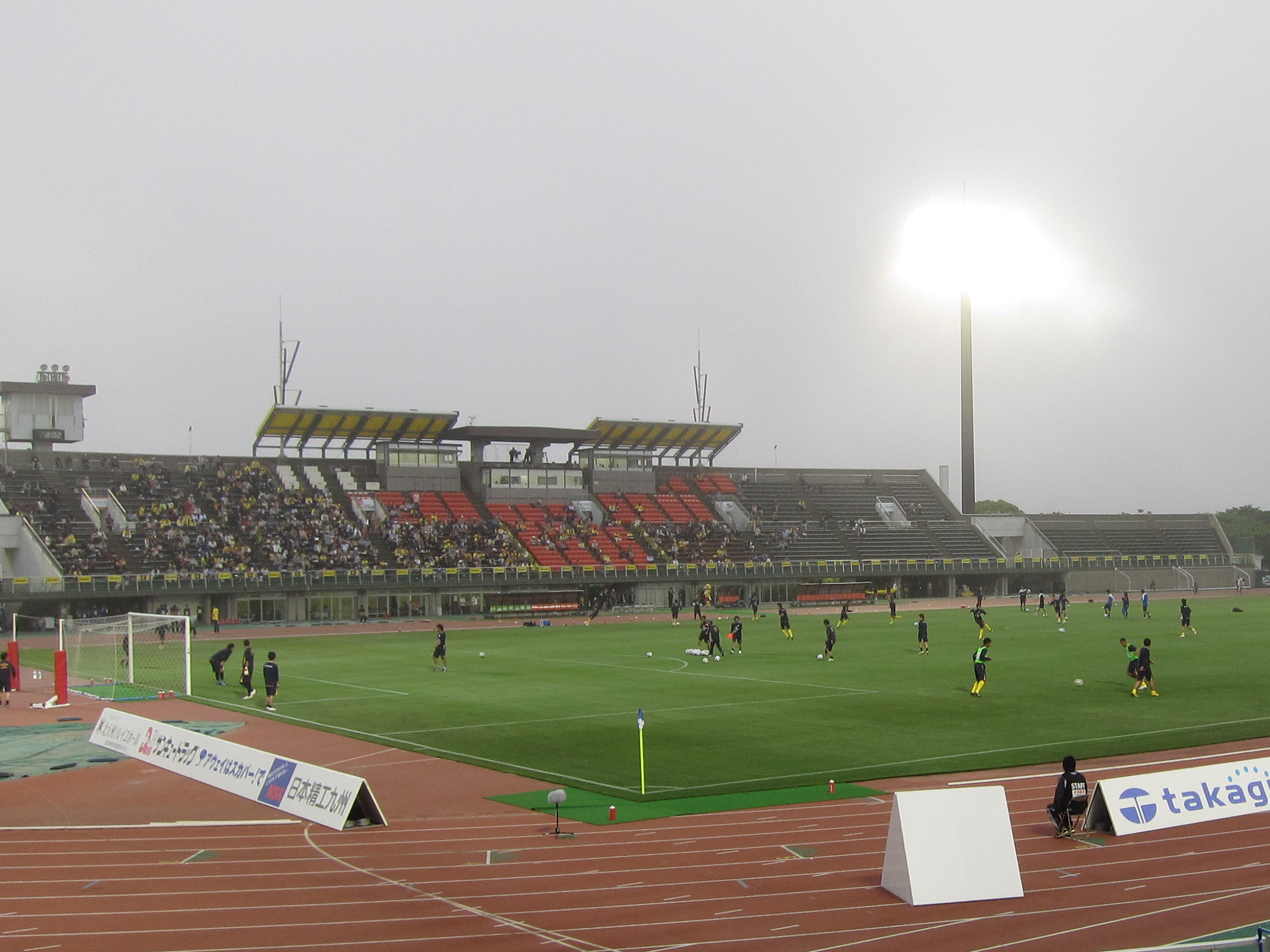
北九州市立本城陸上競技場（本城公園）（2011年5月）
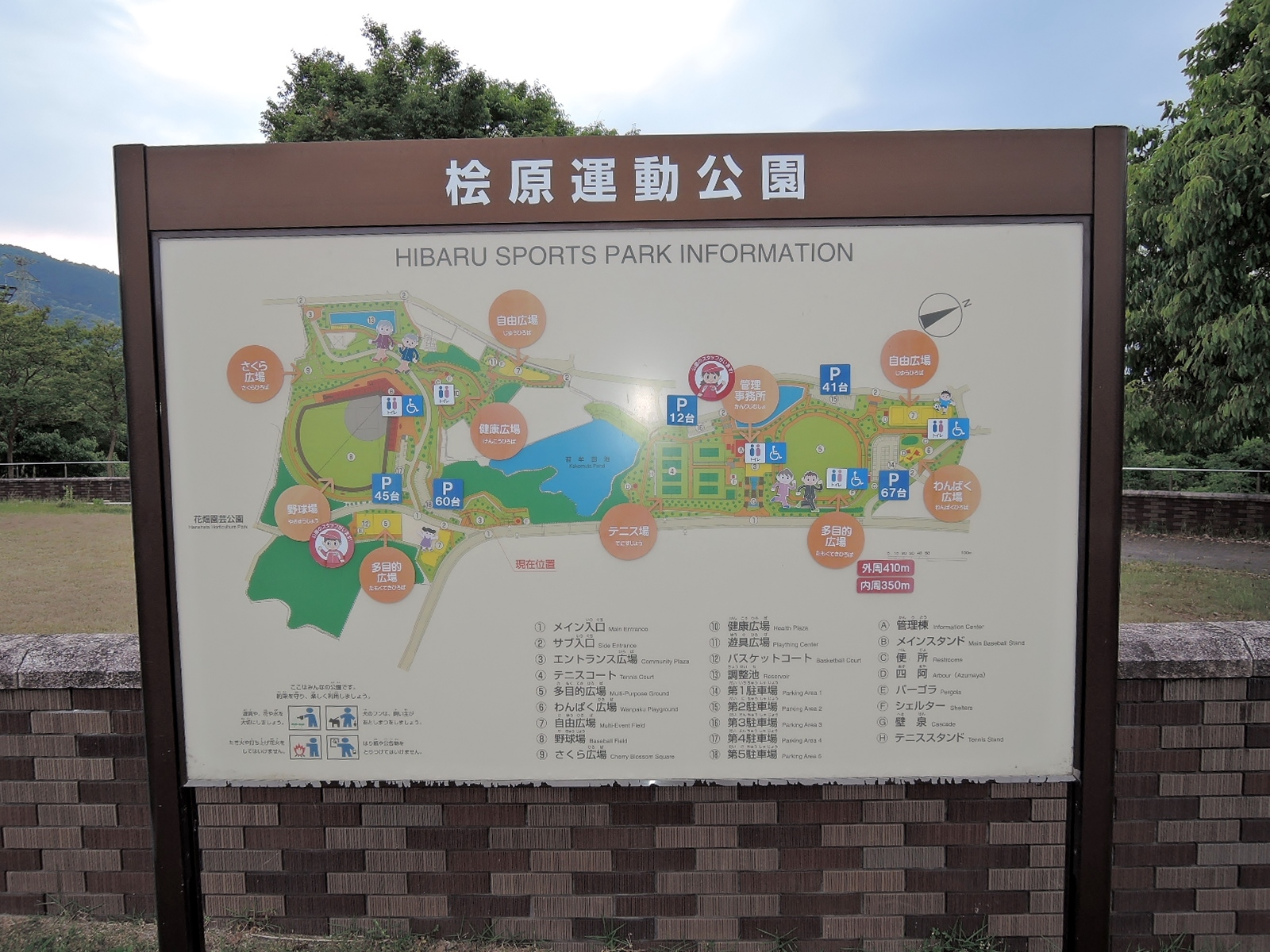
桧原運動公園（2014年9月）
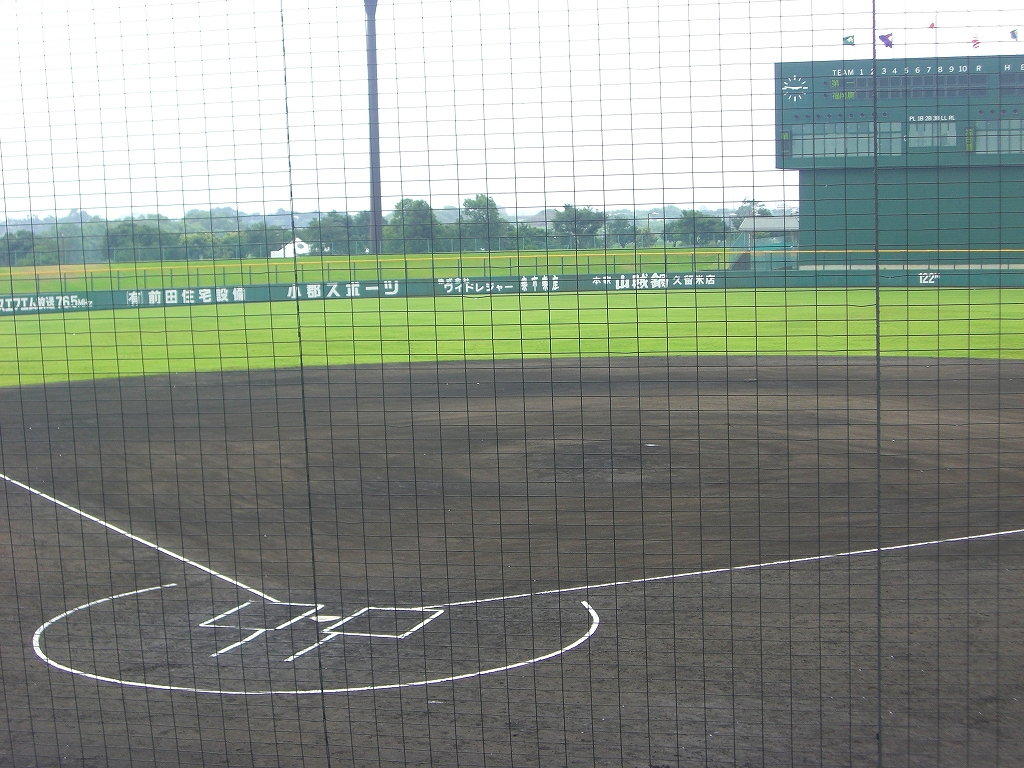
小郡市野球場（小郡運動公園）（2007年7月）

### 佐賀県
- SAGAサンライズパーク(佐賀市)
- 体育の森公園（唐津市）
- 中央公園（多久市）[75]
- 国見台公園（伊万里市）
- 白岩運動公園（武雄市）
- 嬉野総合運動公園（嬉野市）

### 長崎県
- 長崎市総合運動公園（長崎市）
- 佐世保総合運動公園（佐世保市）
- 烏帽子岳高原リゾートスポーツの里（佐世保市）
- 島原総合運動公園（島原市）

### 熊本県
- 水前寺運動公園（熊本市中央区）
- 熊本県民総合運動公園（熊本市東区）
- 白川中原緑地（熊本市西区）
- 緑川総合運動公園（熊本市南区）
- 県営八代運動公園（八代市）
- 荒尾運動公園（荒尾市）
- 桃田運動公園（玉名市）
- 山鹿市カルチャースポーツセンター（山鹿市）[76]
- 大津町運動公園（菊池郡大津町）

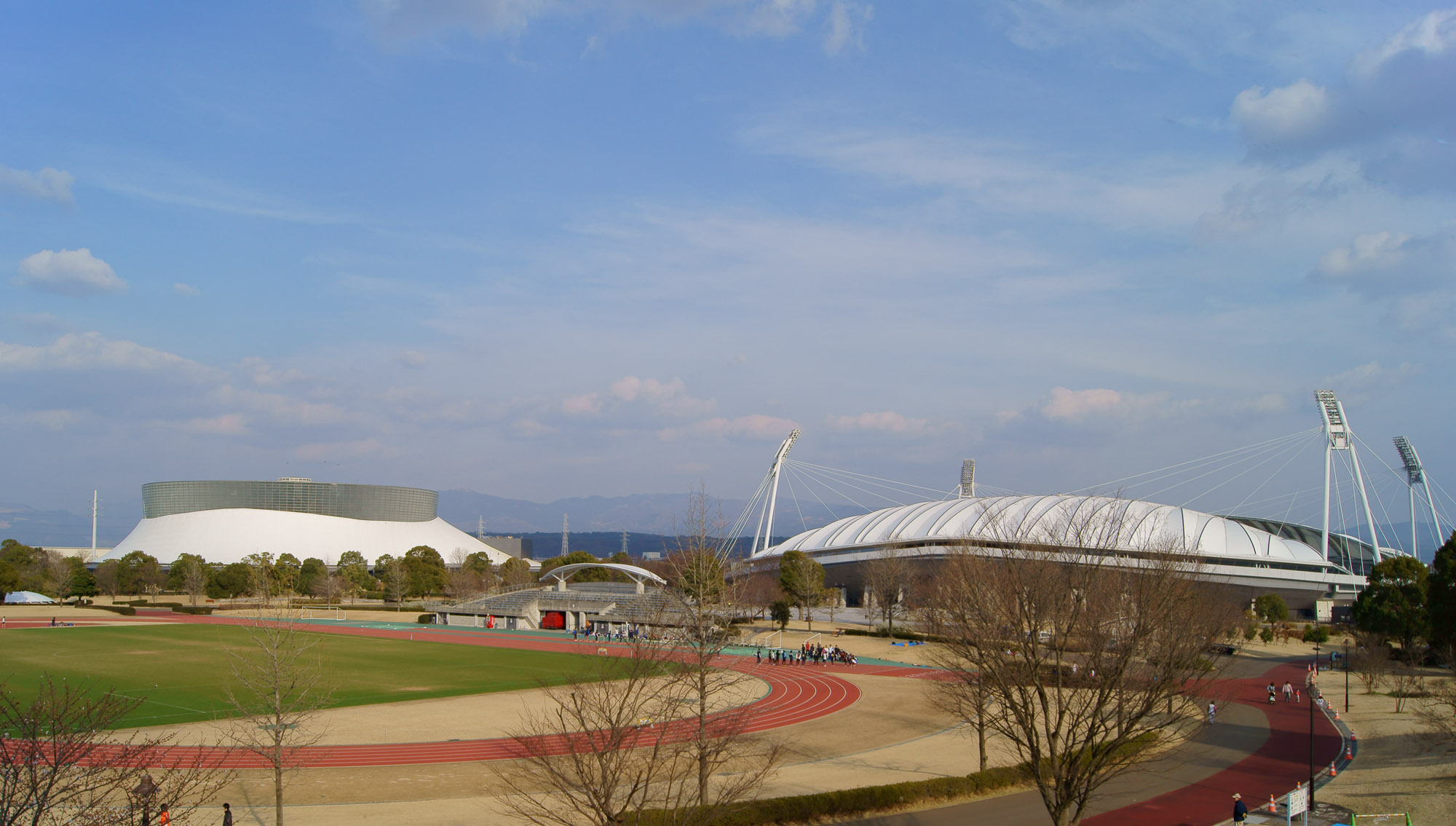
熊本県民総合運動公園（2011年3月）

### 大分県
- 大洲総合運動公園（大分市）
- 総合運動公園（大分市）[77]
- 津留運動公園（大分市）[77]
- 実相寺中央公園（別府市）
- 大貞総合運動公園（中津市）
- 佐伯市総合運動公園（佐伯市）
- 竹田市総合運動公園（竹田市）

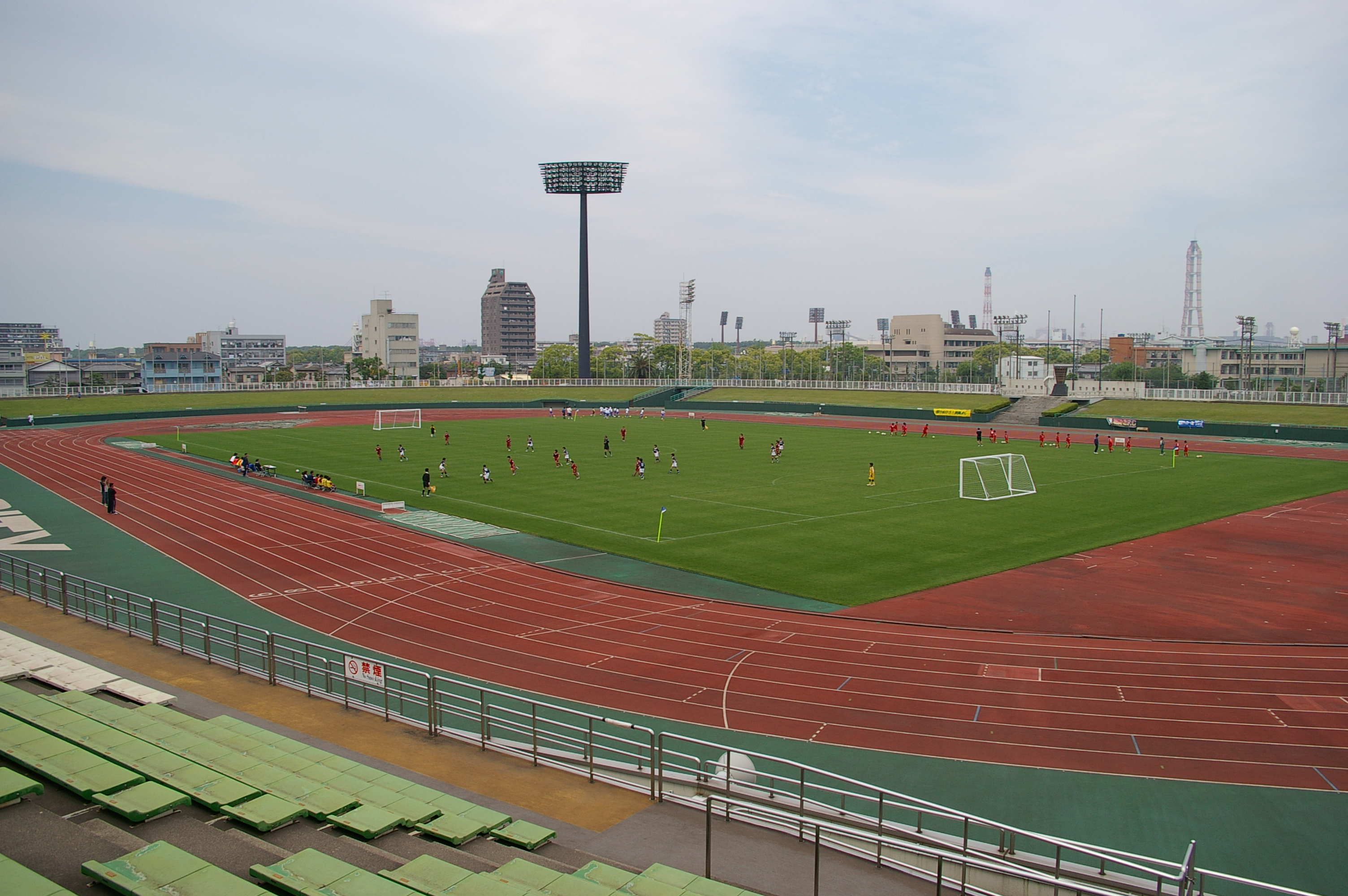
大分市営陸上競技場（津留運動公園）（2006年5月）

### 宮崎県
- 田野運動公園（宮崎市）
- 宮崎市生目の杜運動公園（宮崎市）
- 清武総合運動公園（宮崎市）
- 都城運動公園（都城市）
- 梅北運動公園（都城市）
- 山之口運動公園（都城市）
- 山田運動公園（都城市）
- 高城運動公園（都城市）
- 西階公園（延岡市）
- 日南総合運動公園（日南市）
- 小林総合運動公園（小林市）
- 大王谷運動公園（日向市）
- 西都原公園（西都市）
- 王子原公園（えびの市）
- 永山公園（えびの市）
- 旭ヶ丘運動公園（北諸県郡三股町）
- 高原町総合運動公園（西諸県郡高原町）
- 国富町運動公園（東諸県郡国富町）
- 高鍋総合運動公園（児湯郡高鍋町）
- 小丸河畔運動公園（児湯郡高鍋町）
- 川南運動公園（児湯郡川南町）

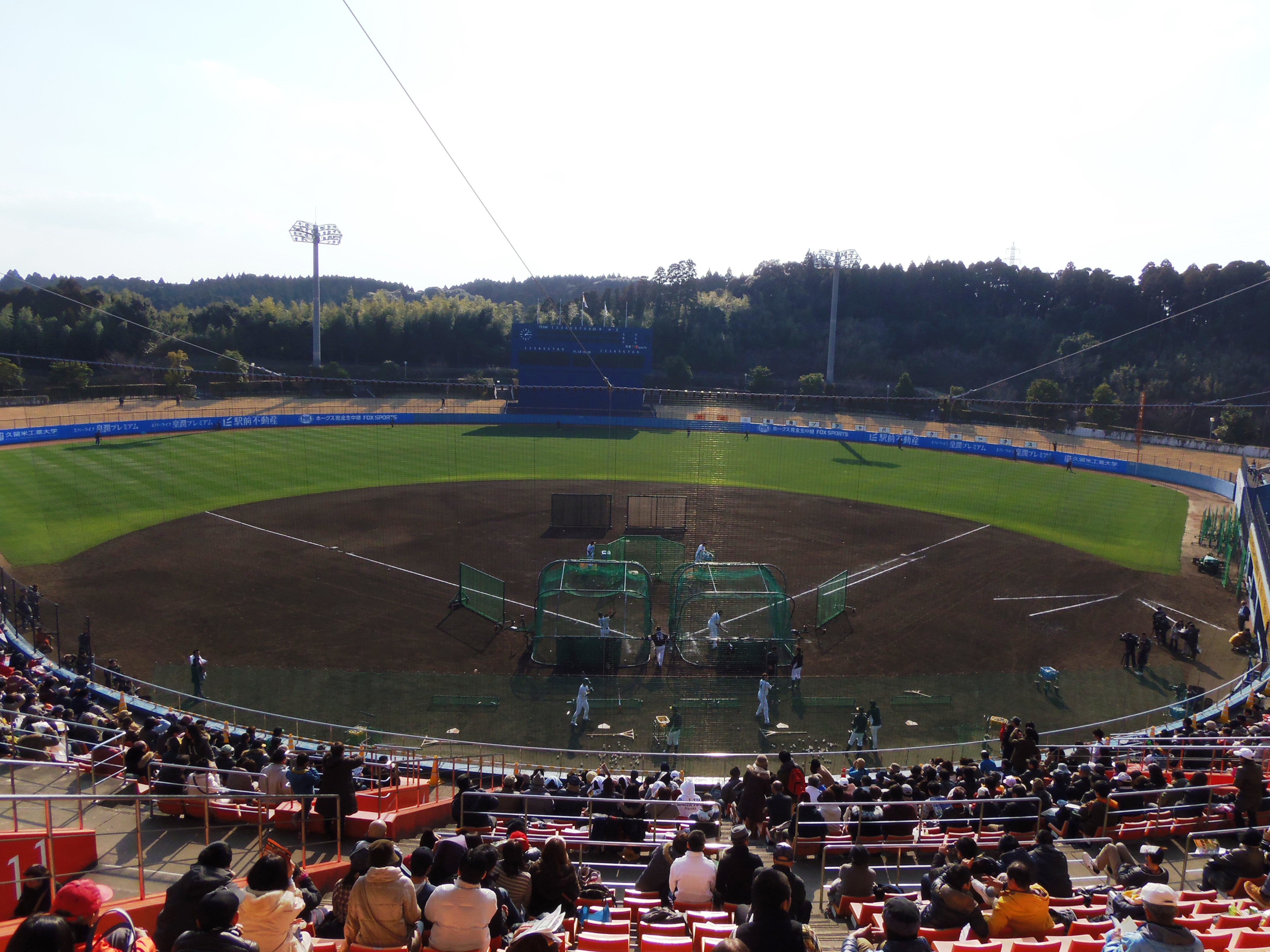
宮崎市生目の杜運動公園野球場（2013年2月）
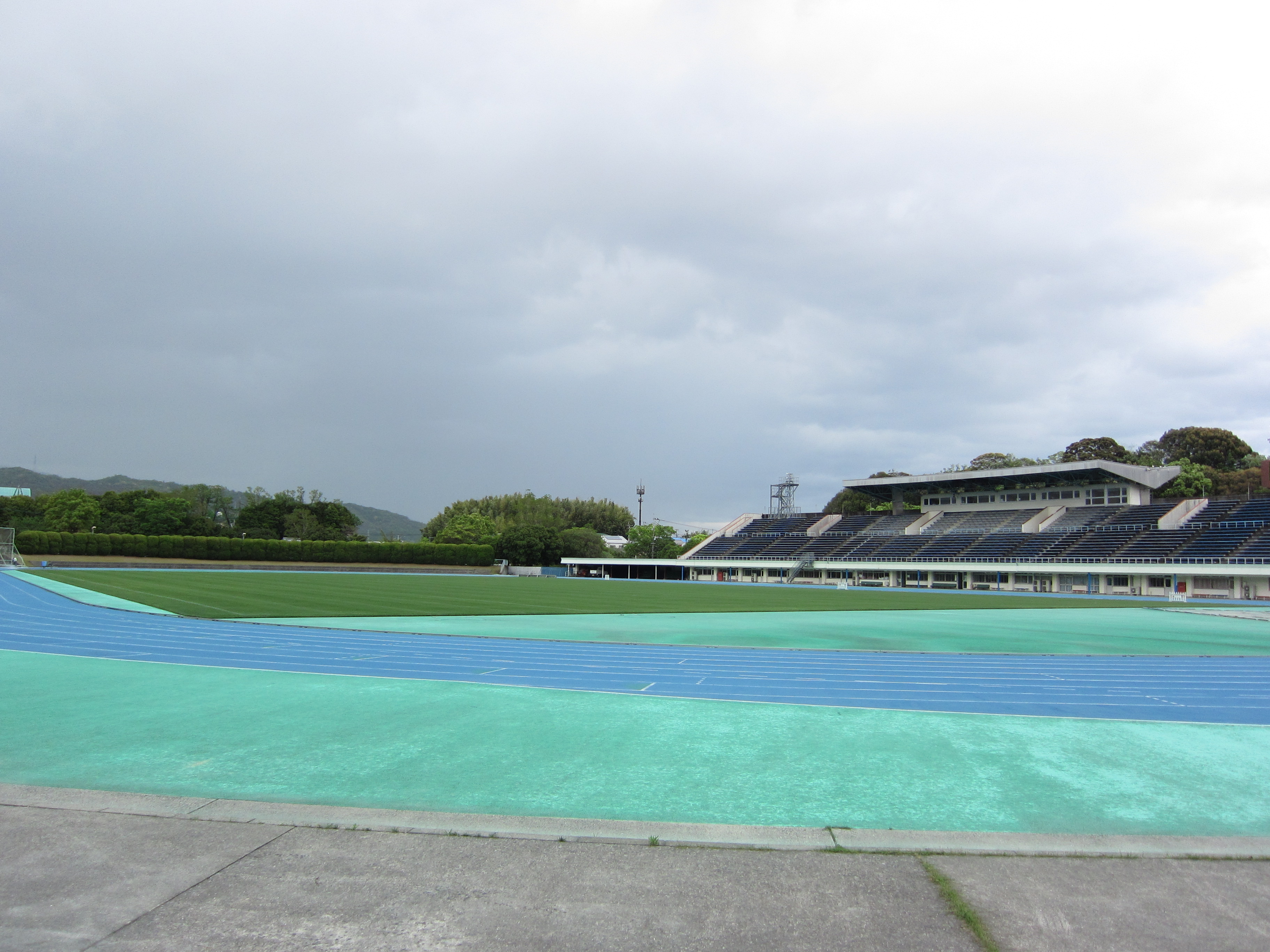
延岡市西階総合運動公園陸上競技場（西階公園）（2011年5月）

### 鹿児島県
- 鴨池公園（鹿児島市）[78]
- 平和公園（鹿屋市）[79]
- 阿久根総合運動公園（阿久根市）
- 出水市総合運動公園（出水市）
- 垂水中央運動公園（垂水市）
- 薩摩川内市総合運動公園（薩摩川内市）
- 伊集院総合運動公園（日置市）
- 大隅運動公園（曽於市）
- 国分運動公園（霧島市）
- 姶良総合運動公園（姶良市）
- 総合運動公園（いちき串木野市）[80]
- 加世田運動公園（南さつま市）
- 志布志運動公園（志布志市）
- 名瀬運動公園（奄美市）
- 諏訪運動公園（南九州市）
- 頴娃運動公園（南九州市）
- 大口総合運動公園（伊佐市）
- 宮之城運動公園（薩摩郡さつま町）
- 中種子中央運動公園（熊毛郡中種子町）
- 天城町総合運動公園（大島郡天城町）

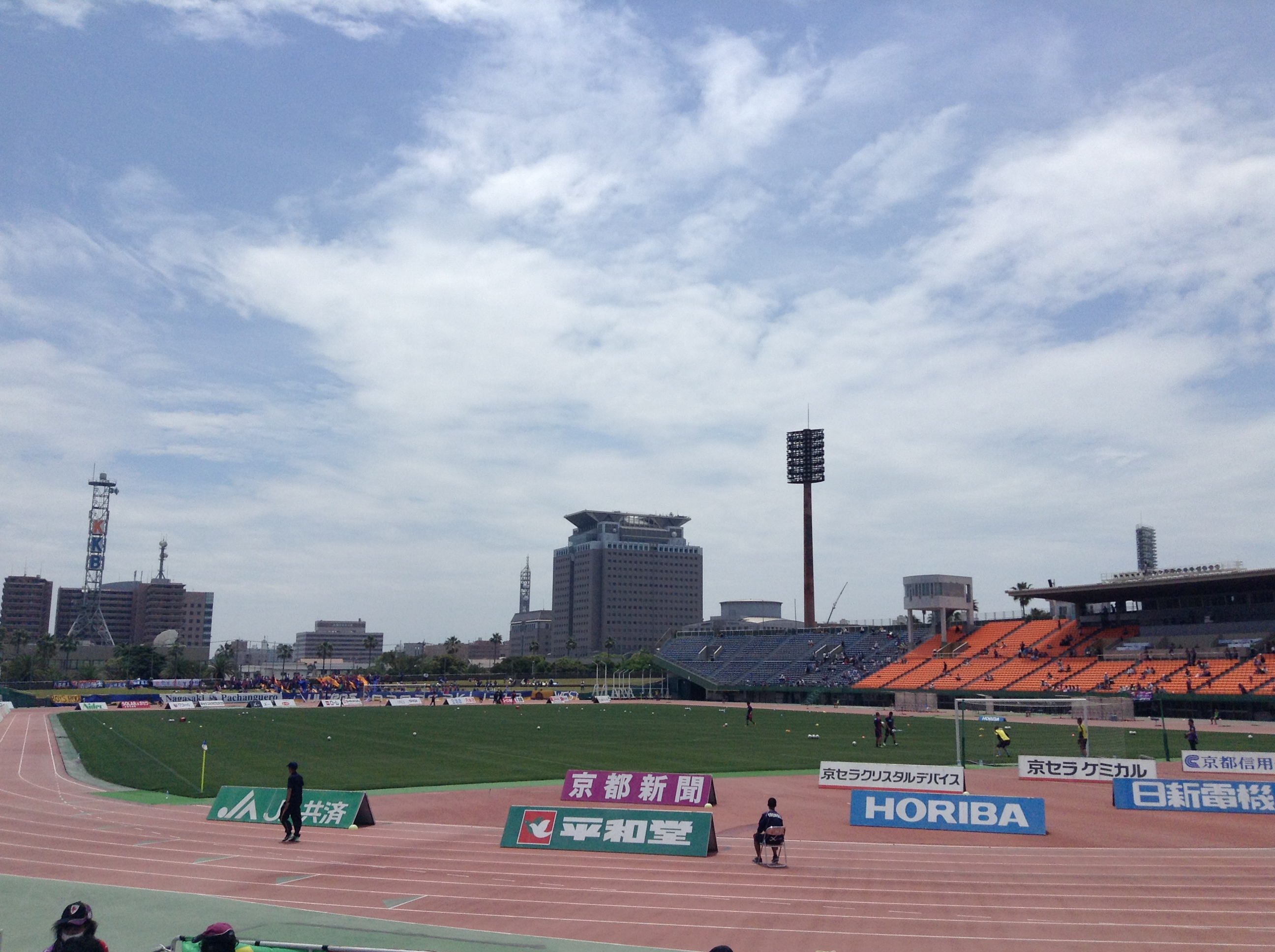
鹿児島県立鴨池陸上競技場（鴨池公園）（2014年5月）
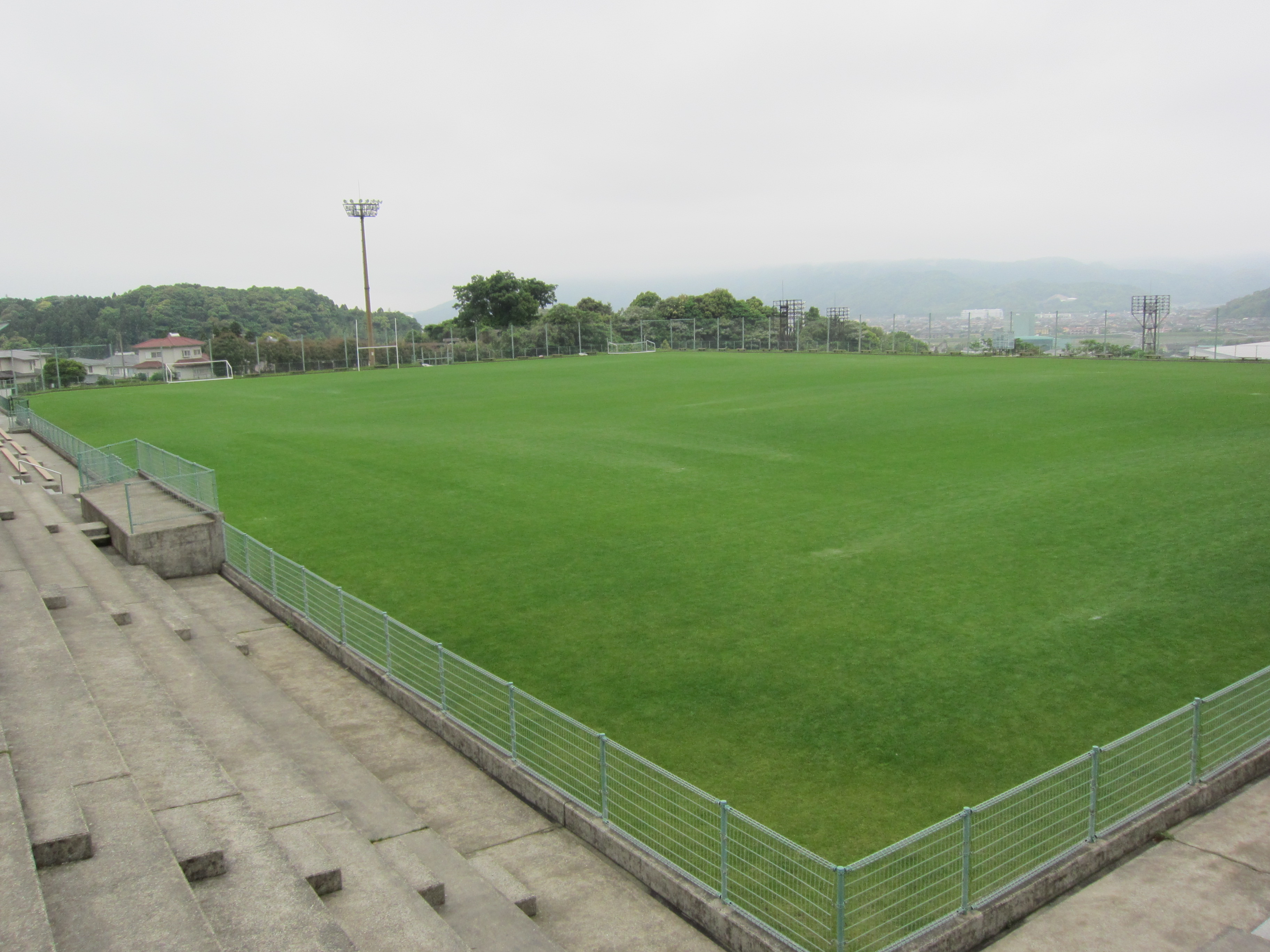
国分運動公園多目的広場（2011年5月）
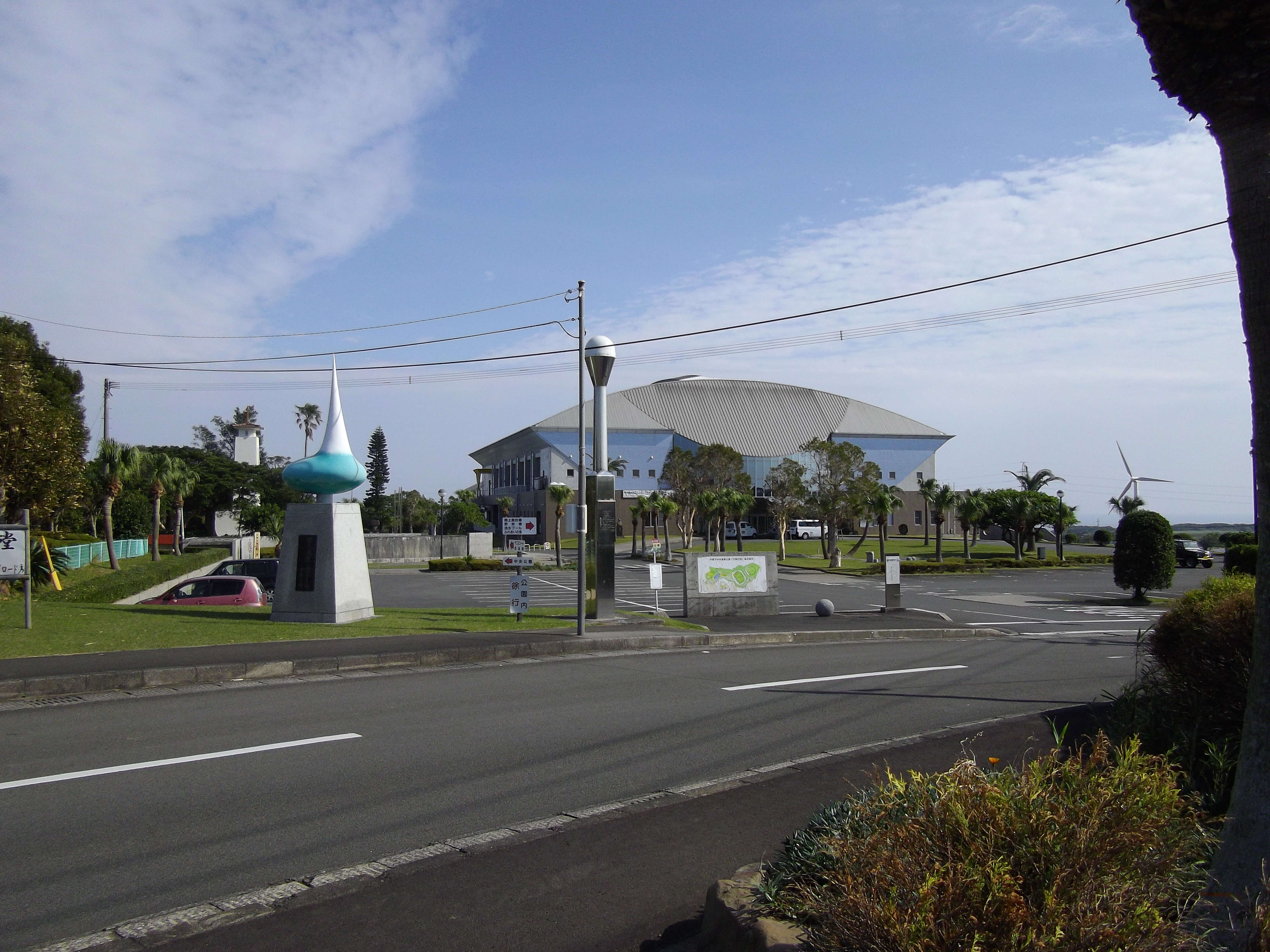
種子島中央体育館（中種子中央運動公園）（2014年11月）

## 沖縄地方

### 沖縄県
- 沖縄県営奥武山公園（那覇市）[81]
- 沖縄県総合運動公園（沖縄市）
- 宜野湾海浜公園（宜野湾市）
- 石垣市中央運動公園（石垣市）
- 浦添運動公園（浦添市）
- 西崎運動公園（糸満市）
- コザ運動公園（沖縄市）
- 具志川運動公園（うるま市）
- 嘉手納運動公園（中頭郡嘉手納町）
- 北谷公園（北谷町運動公園）（中頭郡北谷町）[82]
- 西原運動公園（中頭郡西原町）
- 東風平運動公園（島尻郡八重瀬町）

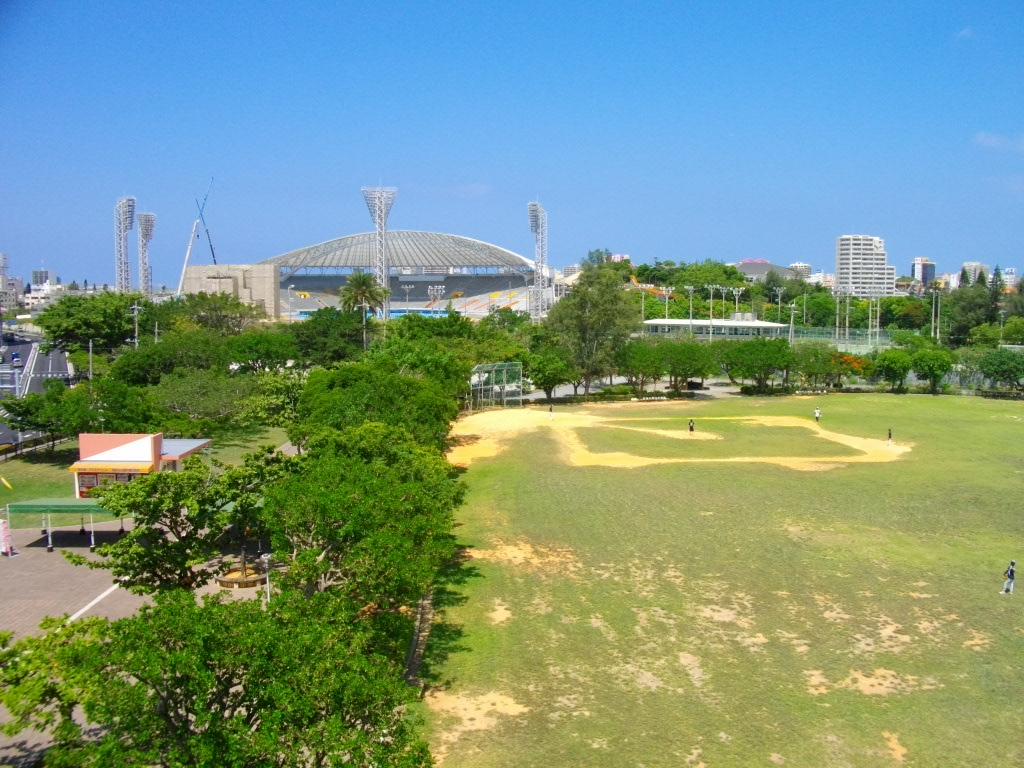
沖縄県営奥武山公園（2009年9月）
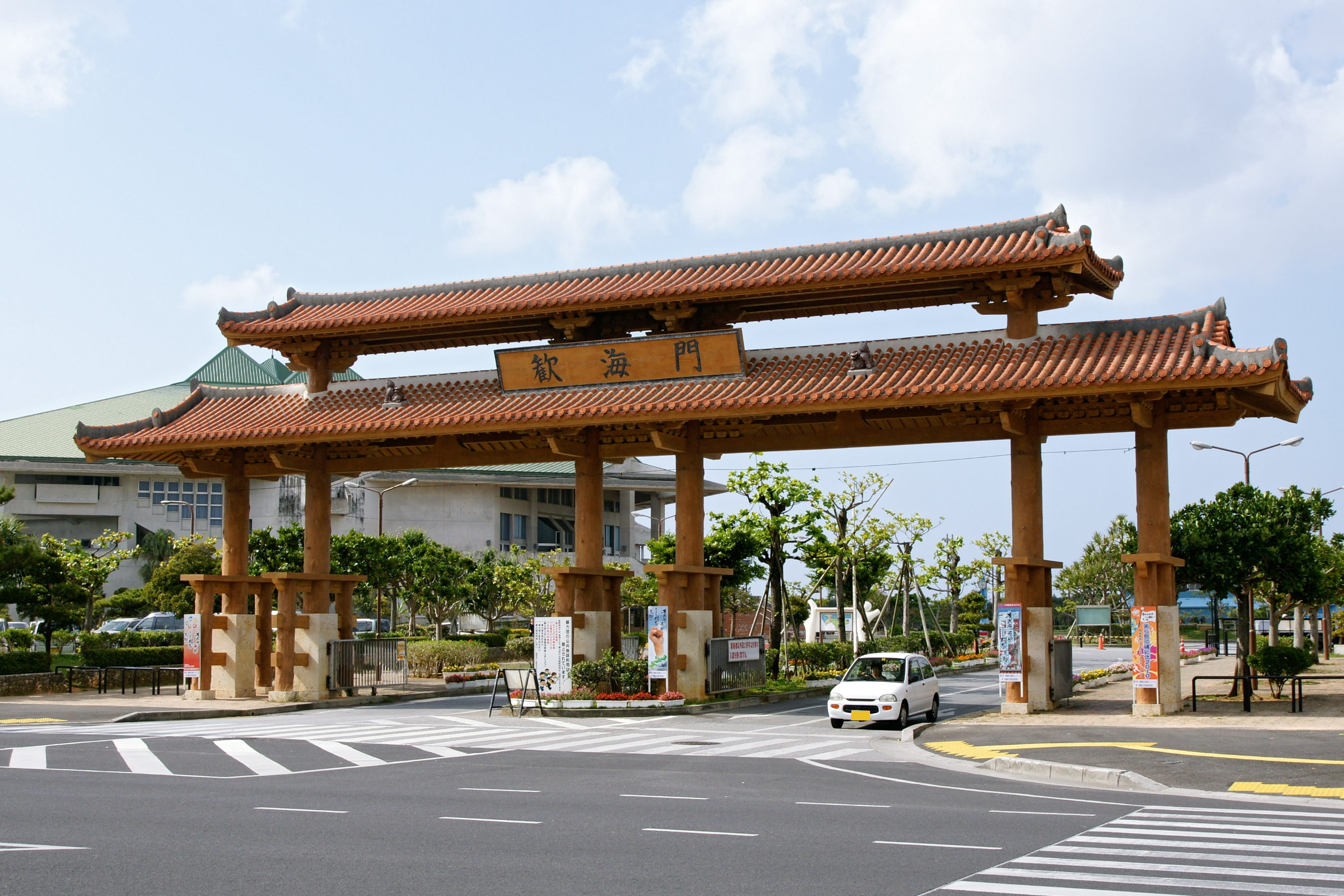
歓海門（宜野湾海浜公園）（2010年3月）
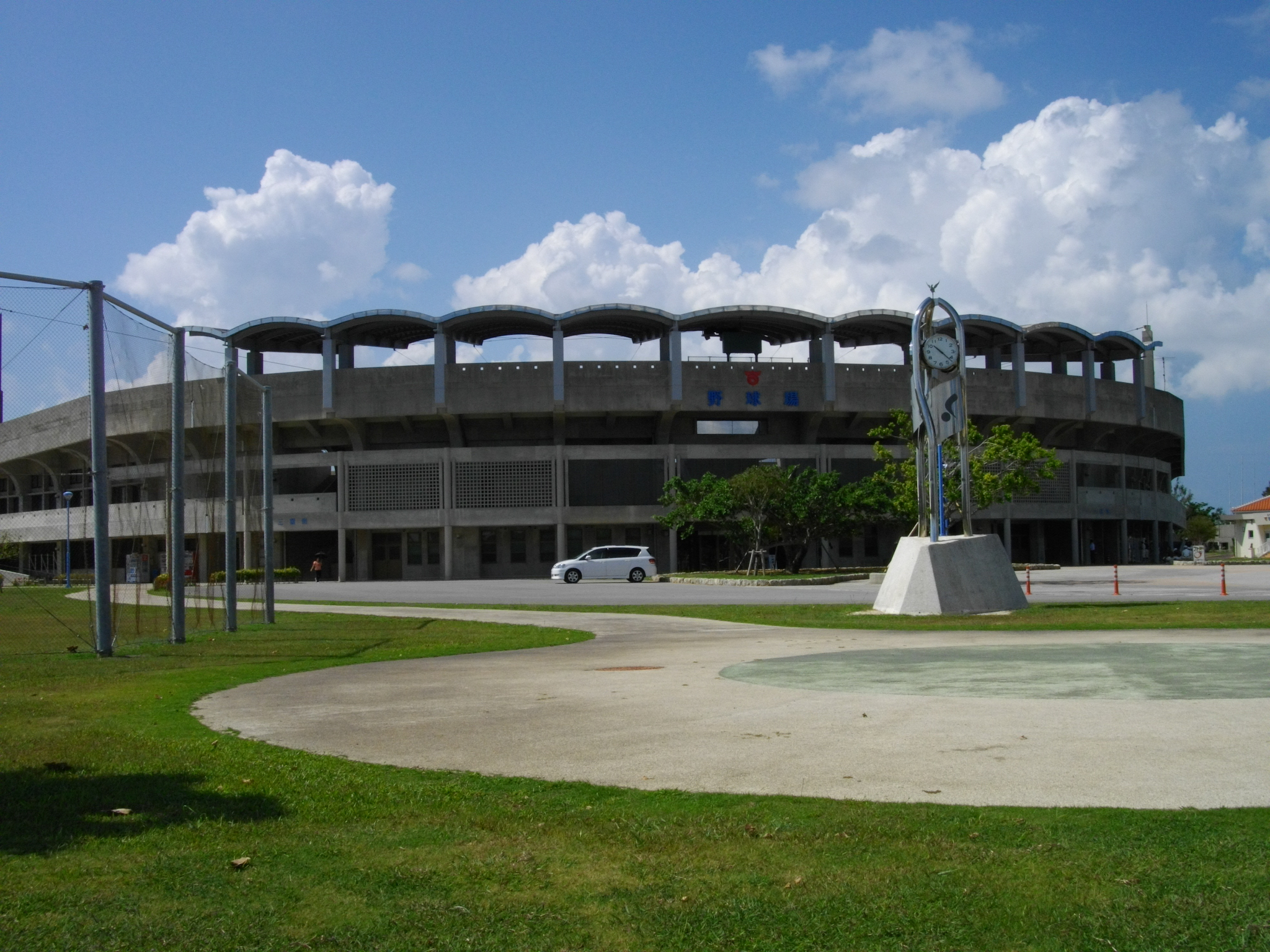
北谷公園野球場（2011年9月）

## 参考資料
- “国土数値情報 都市公園データ”. 地理情報システム（GIS）.  国土交通省. 2015年9月28日閲覧。
- “北海道の都市計画公園一覧表” (PDF).  北海道 (2010年). 2015年9月18日閲覧。
- “運動公園” (PDF).  札幌市. 2015年10月3日閲覧。
- “青森県の主な都市計画公園” (PDF).  青森県 (2013年). 2015年9月18日閲覧。
- “都市公園一覧”.  水戸市. 2015年10月2日閲覧。
- “公園一覧” (PDF).  宇都宮市 (2014年). 2015年10月3日閲覧。
- “さいたま市都市計画決定公園一覧” (PDF).  さいたま市 (2014年). 2015年9月27日閲覧。
- “重点化を図るべき公園・緑地の選定” (PDF). 都市計画公園・緑地の整備方針（改定）.  東京都都市整備局 (2011年). 2015年9月27日閲覧。
- 横浜市 都市公園一覧表（平成27年3月31日現在）  (Microsoft Excelの.xls)
- “公園・緑地” (PDF).  相模原市. 2015年9月27日閲覧。
- “新潟市公園マップ（表面）” (PDF).  新潟市 (2016年). 2016年8月21日閲覧。
- “新潟市公園マップ（裏面）” (PDF).   新潟市 (2016年). 2016年8月21日閲覧。
- “主要都市公園一覧表” (PDF).  富山県 (2009年). 2015年9月27日閲覧。
- “浜松市都市計画公園の見直し計画【概要版】” (PDF).  浜松市 (2014年). 2015年9月27日閲覧。
- “公園” (PDF).  京都市. 2015年9月27日閲覧。
- “大阪市都市公園一覧表（本文）” (PDF).  大阪市 (2016年). 2016年7月3日閲覧。
- “香川県の都市公園” (PDF).  香川県 (2013年). 2015年9月26日閲覧。